# بكين
بِكِين  بالعربية خان بالق تاريخيا) هي عاصمة الصين. يبلغ عدد سكانها 22 مليون نسمة، وهي بذلك العاصمة الوطنية الأكثر اكتظاظا بالسكان في العالم وكذلك ثاني أكبر مدينة في الصين بعد شانغهاي. تقع المدينة في شمال الصين وهي بلدية يديرها مجلس الدولة مباشرة وتضم 16 منطقة حضرية. تحيط مقاطعة خبي ببكين من جميع الجهات باستثناء بلدية تيانجين التي تحدها من الجنوب الشرقي؛ تشكل الأقسام الثلاثة معًا مدينة جينجينجي الكبرى ومنطقة العاصمة الوطنية للصين.
بكين مدينة عالمية وواحدة من المراكز الرائدة في العالم للثقافة والدبلوماسية والسياسة والمالية والأعمال والاقتصاد والتعليم والبحث والسياحة والإعلام والرياضة والعلوم والتكنولوجيا والنقل والفن. يوجد في المدينة مقرات معظم الشركات الكبرى المملوكة للدولة في الصين وتضم أكبر عدد من شركات فورتشن غلوبال 500 في العالم بالإضافة إلى أكبر أربع مؤسسات مالية في العالم من حيث إجمالي الأصول. وهي أيضًا مركز رئيسي للطرق السريعة الوطنية والطرق السريعة والسكك الحديدية وخطوط السكك الحديدية الفائقة. كان مطار بكين العاصمة الدولي أكثر المطارات ازدحامًا في آسيا (2009-2019) وثاني أكثر المطارات ازدحامًا في العالم (2010-2019) قبل جائحة فيروس كورونا. كان مترو أنفاق بكين رابع أكثر مترو أنفاق ازدحامًا وثاني أطول مترو أنفاق في العالم في عام 2020. يعد مطار بكين داشينغ الدولي ثاني مطار دولي في بكين وفيه أكبر صالة مطار في العالم.
يجتمع في المدينة الطراز المعماري الحديث والتقليدي فحدث جزء واحد من المدينة وبني على العمارة الحديثة بينما بقي الجزء الأخرى على الطراز المعماري التقليدي. بكين واحدة من أقدم المدن في العالم ولها تاريخ غني يعود تاريخه إلى أكثر من ثلاثة آلاف عام. وهي آخر العواصم الأربع الكبرى القديمة للصين ولذا فهي المركز السياسي للبلاد خلال معظم القرون الثمانية الماضية، وكانت بكين أكبر مدينة في العالم من حيث عدد السكان خلال معظم الألفية الميلادية الثانية. تتمتع المدينة بموقع استراتيجي وتطورت لتصبح مقر إقامة الإمبراطور كون الجبال تحيط بها من ثلاث جهات بالإضافة إلى وجود سور الصين العظيم. تشتهر المدينة بقصورها الفخمة ومعابدها وحدائقها ومقابرها وأسوارها وبواباتها. تُعتبر بكين من أهم الوجهات السياحية على مستوى العالم. كانت بكين ثاني أكبر مدينة سياحية في العالم بعد شنغهاي في عام 2018. في بكين العديد من المعالم الأثرية والمتاحف الوطنية وفيها سبعة مواقع للتراث العالمي لليونسكو - المدينة المحرمة ومعبد السماء والقصر الصيفي وقبور مينغ وموقع تشوكوديان لرجل بكين وأجزاء من سور الصين العظيم والقناة الصينية الكبرى.
توجد خمسة جامعات عامة في بكين أكثر من الدرجة الأولى ويصنفوا باستمرار من بين الأفضل في منطقة آسيا والمحيط الهادئ والعالم. وبها جامعتي بكين وتسينغ - هوا الأفضل في منطقة آسيا وأوقيانوسيا والدول الناشئة. صنفت بكين المدينة أكبر مدينة تنتج بحوث علمية حسب مؤشر نيتشر منذ بداية القائمة في عام 2016. استضافت المدينة العديد من الأحداث الرياضية الدولية والوطنية أبرزها الألعاب الأولمبية الصيفية 2008 ودورة الألعاب البارالمبية الصيفية 2008 والألعاب الأولمبية الشتوية 2022 لتصبح المدينة الأولى والوحيدة التي تستضيف كلاً من الألعاب الأولمبية الصيفية والشتوية، وكذلك الألعاب البارالمبية الصيفية والشتوية. في بكين 175 سفارة أجنبية بالإضافة إلى المقر الرئيسي للعديد من المنظمات مثل البنك الآسيوي للاستثمار في البنية التحتية ومنظمة شنغهاي للتعاون وصندوق طريق الحرير والأكاديمية الصينية للعلوم والأكاديمية الصينية للهندسة والأكاديمية الصينية للعلوم الاجتماعية والأكاديمية المركزية للفنون الجميلة والأكاديمية المركزية للدراما والمعهد المركزي للموسيقى وجمعية الصليب الأحمر الصينية.

## التسمية
سميت بكين بالعديد من الأسماء على مدار الثلاثة آلاف عام الماضية. الاسم الحالي بكين يعني "العاصمة الشمالية" (من الحرف الصيني 北 běi الذي يعني الشمال و京 jīng الذي يعني العاصمة) اعتمد هذا الاسم في عام 1403 في عهد سلالة مينغ لتمييز المدينة عن نانجينغ ("العاصمة الجنوبية"). الاختصار الصيني الوحيد لبكين هو 京 والذي يظهر على لوحات ترخيص السيارات في المدينة. الاختصار الرسمي الاتيني لها هو بكين هو "BJ".

## التاريخ

### التاريخ المبكر
عثر على آثار للسكن البشري في بلدية بكين في كهوف تل عظام التنين بالقرب من قرية جوكوديان في منطقة فانغشان التي عاش فيها إنسان بكين وتعود الآثار الموجودة في الكهوف إلى ما بين 230.000 إلى 250.000 سنة مضت. كما عاش الإنسان العاقل من العصر الحجري القديم هناك مؤخرًا منذ حوالي 27000 عام.
أول مستوطنة في بكين كانت جيتشنغ عاصمة ولاية جي التي بنيت عام 1045 قبل الميلاد. كانت جيتشنغ تقع حول منطقة جوانغانمن الحالية في جنوب منطقة شيتشنغ. غزت دولة يان هذه المستوطنة لاحقًا واتخذتها عاصمة لها.

### الإمبراطوريات الصينية المبكرة

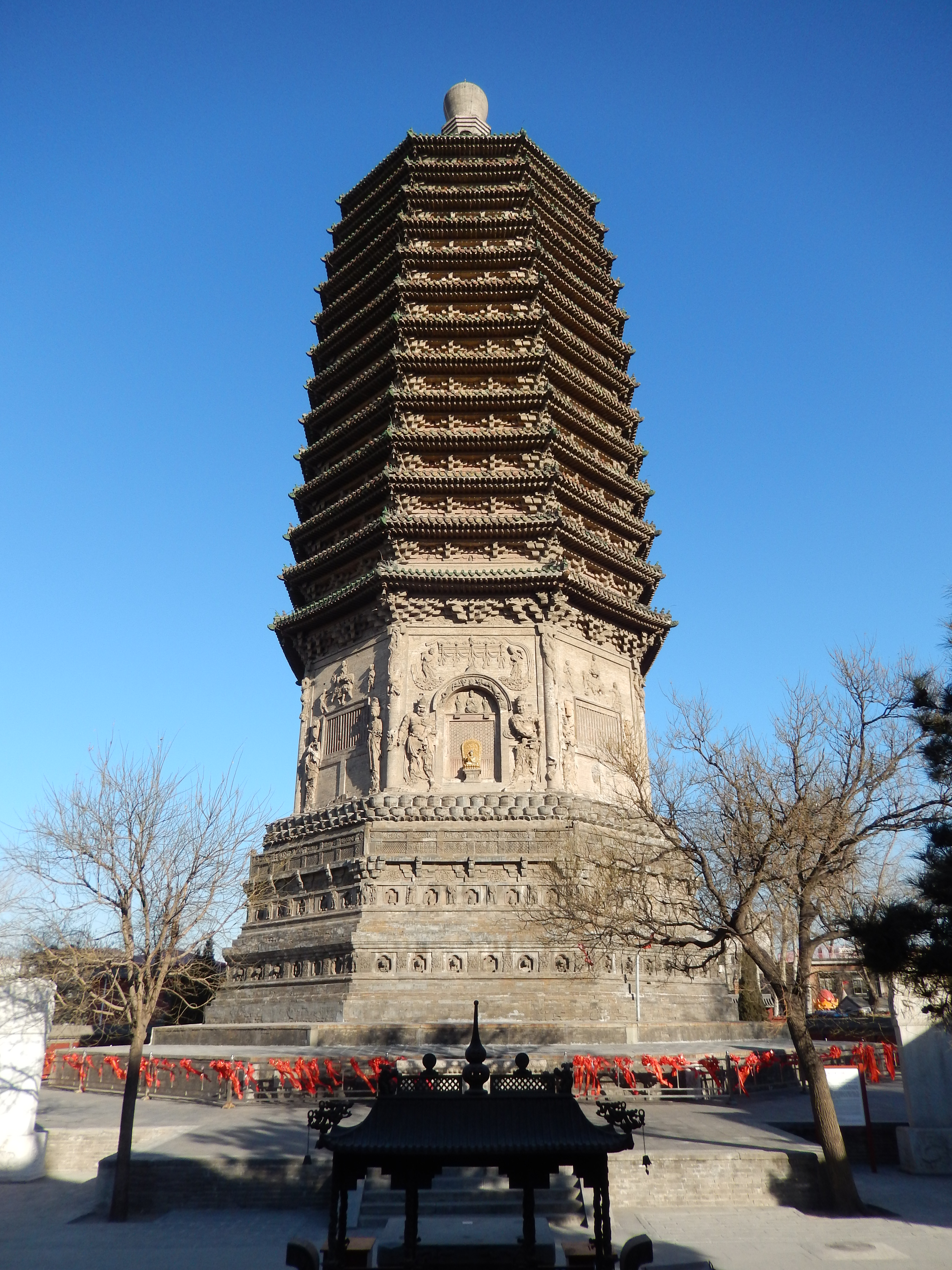
بني معبد تياننينغ حوالي عام 1120 خلال عهد مملكة لياو

وحد تشين شي هوانج الصين في عام 221 قبل الميلاد وأصبحت جيتشنغ عاصمة محافظة زو، سيطرت دولة غونغسون زان بقيادة يوان شاو على المدينة في حقبة الممالك الثلاث قبل أن تسقط في يد مملكة تساو واي بقيادة تساو تساو. بعدما خضعت المدينة لسلالة جين الغربية في القرن الثالث الميلادي ونقل مقر المحافظة منها إلى مدينة تشوتشو المجاورة. غزا وو هو شمال الصين في فترة الممالك الستة عشر وكانت جيتشنغ لفترة وجيزة عاصمة مملكة شيانبي يان.
وحدت سلالة سوي الحاكمة الصين عام 581 وفيه أصبحت جيتشنغ تعرف أيضا باسم تشوجون وأحد المدن الرئيسة على القناة الصينية الكبرى. كانت جيتشنغ في عهد سلالة تانغ الحاكمة مركز عسكري مثل يوتشو بمثابة مركز قيادة عسكري على الحدود. تنازلت سلالة جين المتأخرة الحاكمة في عام 938 بعد سقوط تانغ عن الأراضي الحدودية بما في ذلك مدينة بكين الحالية إلى سلالة خيتان لياو، يعود تاريخ بعض أقدم المعابد الباقية في بكين إلى فترة لياو مثل معبد تياننينغ.
سيطرة سلالة جين الحاكمة على سلالة لياو في عام 1122، أُعطيت المدينة لسلالة سونغ ثم استعادتها سلالة جين عام 1125 أثناء غزوها لشمال الصين. أصبحت بكين في عام 1153 العاصمة المركزية لسلالة جين. حاصر الجيش المنغولي بقيادة جنكيز خان المدينة في عام 1213 ثم سويت المدينة بالتراب بعد ذلك بعامين. أمر قوبلاي خان ببناء دادو (أو ديدو والمعروفة باسم خان بالق) لتصبح عاصمة لسلالة يوان التي أسسها، استغرق بناء المدينة من عام 1264 إلى 1293، تمركزت المدينة إلى الشمال قليلًا من مدينة بكين الحديثة وامتدت من شارع تشانغآن الحالي إلى الجزء الشمالي من الخط 10 لمترو الأنفاق. بقيت بعض من آثار جدار سلالة يوان يعرف باسم Tucheng.

### سلالة مينغ

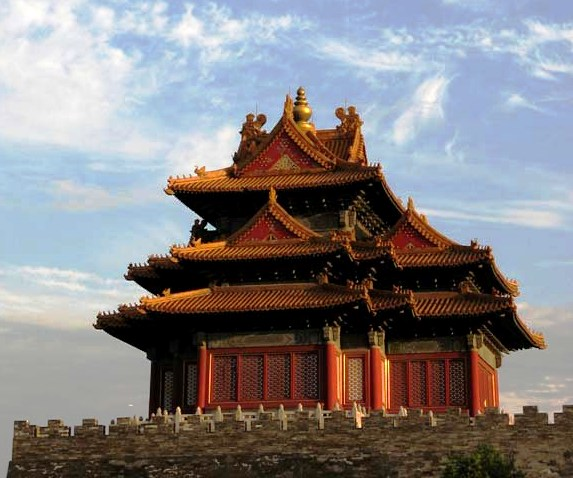
أحد أبراج زاوية المدينة المحرمة والتي بناها الإمبراطور يونغلي في أوائل عهد سلالة مينغ

استولى زعيم المتمردين تشو يوان تشانغ على دادو/خان بالق ودمر قصور سلالة يوان في عام 1368 وأعلن عصر هونغوو الجديد لسلالة مينغ. استخدمت دادو لتزويد حاميات مينغ العسكرية في المنطقة وسميت باسم ببينغ ( وايد جايلز : Peip'ing، "السلام الشمالي"). بموجب السياسات الإقطاعية للإمبراطور هونغوو منح المدينة لابنه تشو دي.

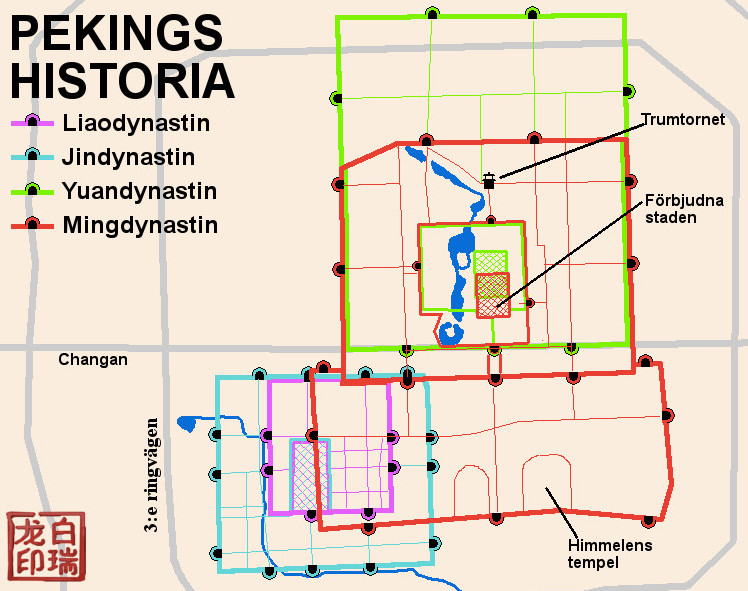
خريطة توضح تخطيط مدينة بكين في عهد سلالات لياو وجين ويوان ومينغ.

حدث تصارع على العرش بعد وفاة الإمبراطور يونغلي انتهى بانتصار هونغوو وإعلان عصر يونغلي الجديد. نظرًا لمعاملته الشديدة لأهلي عاصمة مينغ ينغتيان (نانجينغ الحديثة) فقد نفر منه أهلها فاتخذ بيبينج بكين ("العاصمة الشمالية") أو شونتيان عاصمة مشتركة مع مينغ ينغتيان في عام 1403. استغرق بناء القصر الإمبراطوري الجديد المدينة المحرمة أربعة عشر عام من عام 1406 إلى عام 1420؛ بنيت أيضًا هذه الفترة العديد من مناطق الجذب الرئيسية الأخرى في المدينة مثل معبد السماء وتيانانمن. أصبحت بكين الرئيسة لسلالة مينغ في 28 أكتوبر 1420 بعد الانتهاء من بناء المدينة المحرمة. أصدر نجل تشو دي الإمبراطور هونغشي أمر في 1425 بإعادة العاصمة إلى نانجينغ لكنه توفي ربما بسبب نوبة قلبية في الشهر التالي ولم ينفذ أمره.
اتخذت بكين تخطيطها الحالي في القرن الخامس عشر. بقي سور سلالة مينغ هذا حتى العصر الحديث حتى هدم وبني الطريق الدائري الثاني مكانه. كانت بكين على الأغلب أكبر مدينة في العالم في القرون الخامس عشر والسادس عشر والسابع عشر والثامن عشر. بنيت أول كنيسة للكاثوليك في عام 1652 في المكان السابق لمعبد ماتيو ريتشي؛ بنيت كاتدرائية نانتانغ الحديثة لاحقًا على نفس الموقع.
استولى جيش الفلاحين بقيادة لي تسيتشنغ على بكين في عام 1644 وأنهى حكم سلالة مينغ الحاكمة لكنه انحاز هو وأتباعه في منطقة شون في المدينة، ثم سيطر جيش المانشو وقائده الأمير دورجون على المدينة بعد 40 يومًا.

### سلالة تشينغ

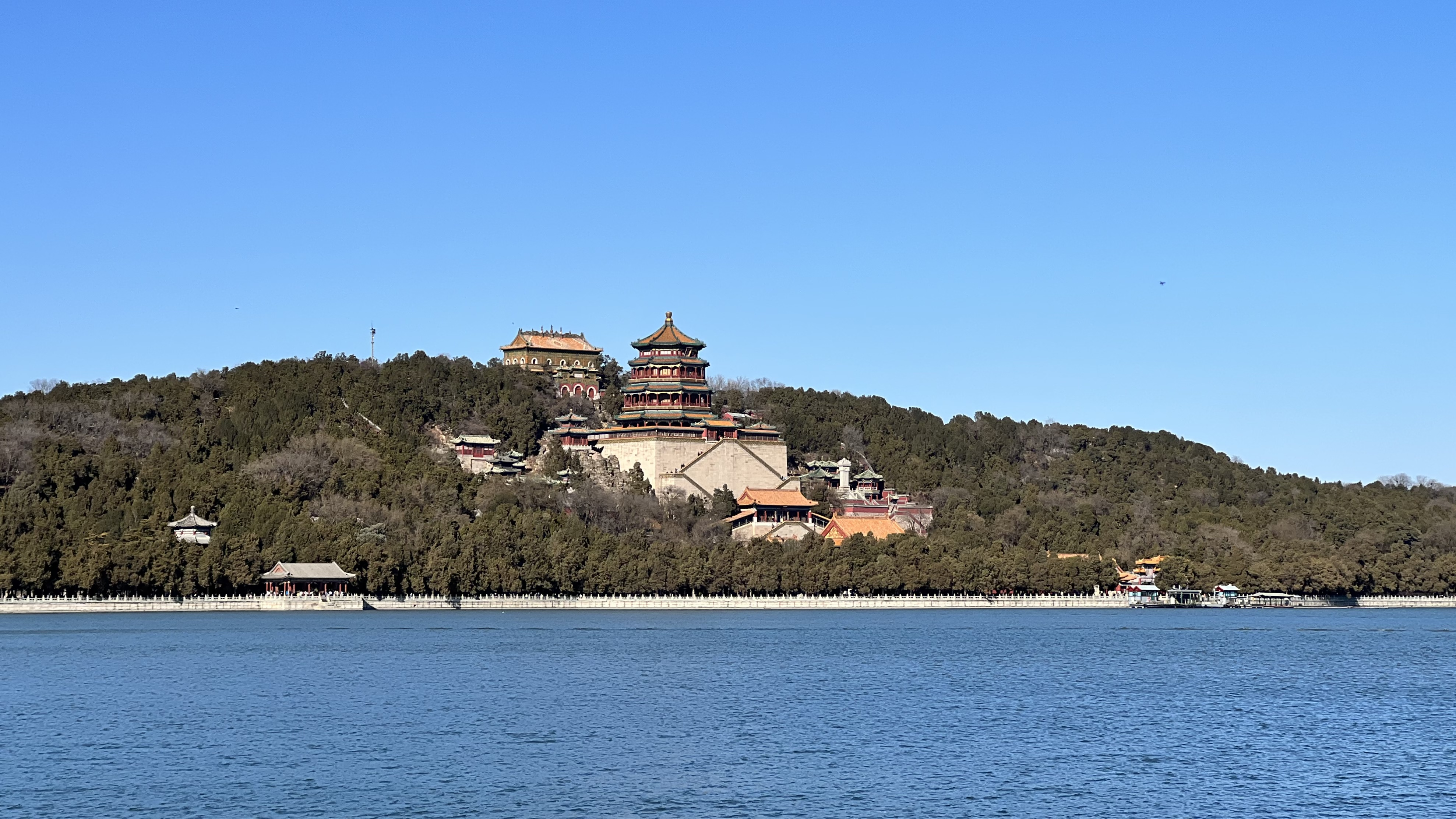
القصر الصيفي أحد الحدائق الفخمة العديدة التي بناها أباطرة تشينغ في الضاحية الشمالية الغربية.

أسس دورغون سلالة تشينغ بعد سلالة مينغ الحاكمة (أخذ الحكم من لي تسيتشنغ وأتباعه) وأصبحت بكين العاصمة الوحيدة للصين. غير أباطرة تشينغ قليلًا في تصميم المقر الإمبراطوري، وبنوا العديد من الحدائق الفخمة الكبيرة مثل القصر الصيفي القديم والقصر الصيفي في شمال غرب المدينة.
احتلت القوات الإنجليزية الفرنسية على ضواحي المدينة في حرب الأفيون الثانية ونهبت وأحرقت القصر الصيفي القديم في عام 1860. انتهت الحرب وبموجب اتفاقية بكين التي ضمنت للقوى الغربية لأول مرة الحق في الوجود الدبلوماسي الدائم في المدينة. دارت معركة بكين التي كانت جزء من ثورة الملاكمين في يومي 14 إلى 15 أغسطس 1900. هدفت الثورة إلى القضاء على السلالة وإبادة الصينيين المتحولين إلى المسيحية، مما أدى إلى احتلال ثماني قوى أجنبية للمدينة. دمرت العديد من المباني المهمة أثناء المعركة مثل أكاديمية هانلين والقصر الصيفي (الجديد). أبرمت القوى المحتلة للمدينة اتفاقية سلام مع ممثلي الحكومة الصينية لي هونغ تشانغ وييكوانغ في 7 سبتمبر 1901. وطالبوا فيها الصين بدفع تعويض قدره 335 مليون دولار أمريكي (أكثر من 4 مليارات دولار أمريكي بالدولار الحالي) بالإضافة إلى فوائد لمدة 39 سنة، وإعدام أو مؤيدي التمرد وتدمير الحصون الصينية والدفاعات الأخرى في معظم شمال الصين. غادرت الجيوش الأجنبية بكين بعد عشرة أيام من توقيع المعاهدة لكن بقي حراس المفوضية هناك حتى الحرب العالمية الثانية.
عادت الإمبراطورة الأرملة تسيشي إلى بكين في "جولة تفقدية" في 7 يناير 1902 بعد توقع المعاهدة وعاد حكم سلالة تشينغ الحاكمة للصين لكن السلالة ضعفت بقوة بسبب تمرد الملاكمين وبسبب تعويضات وشروط معاهدة السلام. توفيت الأرملة في عام 1908 وانتهت السلالة في عام 1911.

### جمهورية الصين

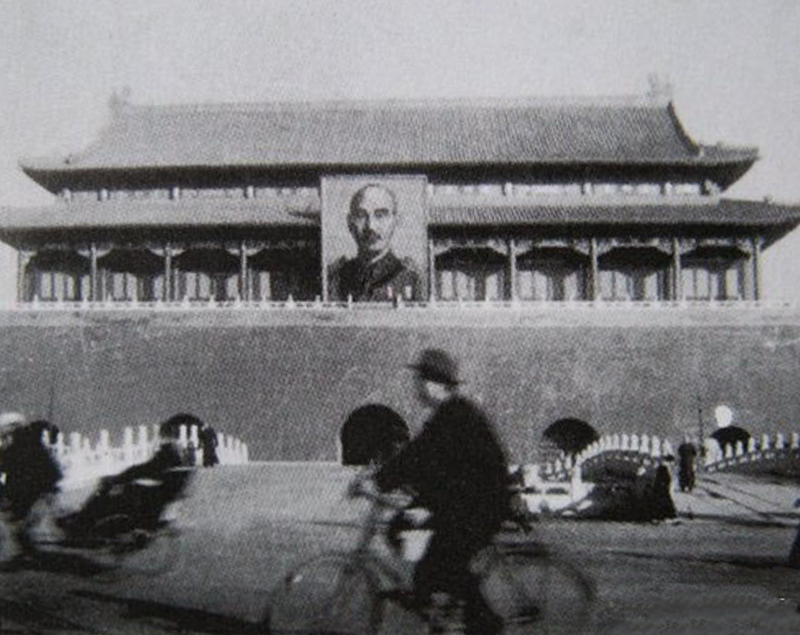
صورة كبيرة لشيانج كاي شيك معروضة فوق تيانانمن بعد الحرب العالمية الثانية.

سعى المتمردون في ثورة شينهاي عام 1911 إلى استبدال حكم سلالة تشينغ بجمهورية وعزم زعماء مثل سون يات سين إعادة العاصمة إلى نانجينغ. بعد أن أجبر يوان شيكاي آخر إمبراطور تشينغ على التنازل عن العرش نصبه الثوار رئيسًا لجمهورية الصين الجديدة. احتفظ يوان بعاصمته في بكين وسرعان ما عزز سلطته وأعلن نفسه إمبراطورًا في عام 1915. لكنه توفي بعد ذلك بأقل من عام وأصبحت الصين تحت سيطرة أمراء الحرب الذين يقودون الجيوش الإقليمية. نقلت العاصمة رسميًا إلى نانجينغ في عام 1928 بعد نجاح الحملة الشمالية للكومينتانغ. أعيد تسمية المدينة باسمها القديم بيبينج في 28 يونيو من نفس العام.
تبادل الجيش التاسع والعشرون الصيني والجيش الياباني في الصين إطلاق النار على جسر ماركو بولو بالقرب من قلعة وانبينغ جنوب غرب المدينة في 7 يوليو 1937. أشعلت حادثة جسر ماركو بولو الحرب الصينية اليابانية الثانية والتي كانت جزء من الحرب العالمية الثانية. سقطت بكين في يد اليابان في 29 يوليو 1937 وأصبحت مقرًا للحكومة المؤقتة لجمهورية الصين وهي دولة عميلة حكمت الأجزاء الشمالية من المنطقة الصينية التي تحتلها اليابان. دجمت تلك الحكومة لاحقًا في حكومة نظام وانغ جين وي الموجودة في نانجينغ.

### جمهورية الصين الشعبية

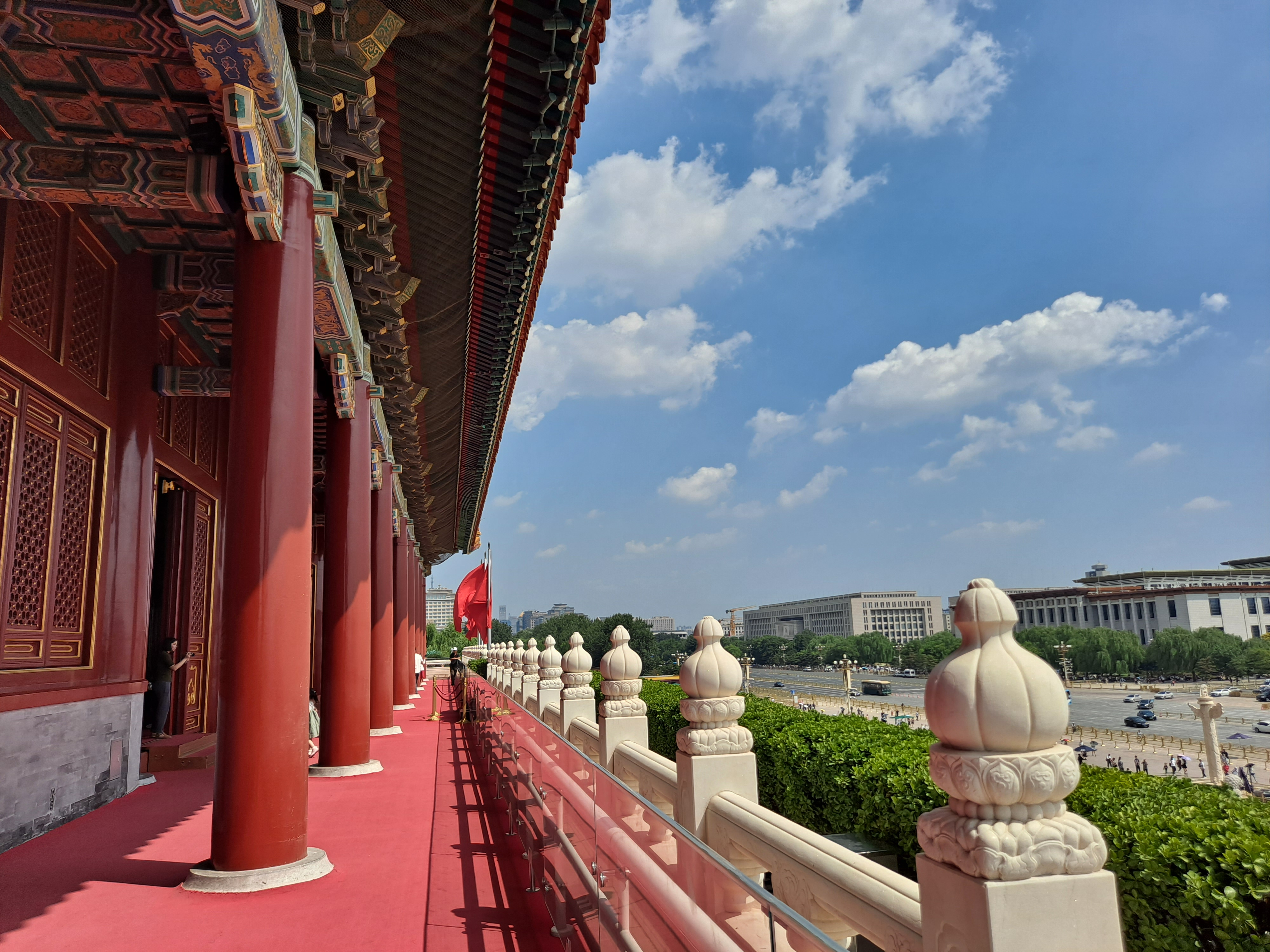
ساحة تيانانمن في حكم جمهورية الصين الشعبية

سيطر جيش التحرير الشعبي على المدينة سلميًا في 31 يناير 1949 خلال حملة بينجين في أواخر الحرب الأهلية. أعلن ماو تسي تونغ إنشاء جمهورية الصين الشعبية على قمة تيان آن من بالمدية في 1 أكتوبر من ذلك العام. واسمها بكين، وهو القرار الذي توصل إليه المؤتمر الاستشاري السياسي للشعب الصيني قبل أيام قليلة فقط. بدأت المدينة بالتوسع خارج حدود المدينة القديمة المسورة في الخمسينيات، وهدمت أجزاء كثيرة من سور مدينة بكين في الستينيات لإفساح المجال لبناء مترو أنفاق بكين والطريق الدائري الثاني.
بدأت حركة الحرس الأحمر في بكين وكانت حكومة المدينة من أولى المستهدفين بعمليات التطهيرفي الثورة الثقافية بين عامي 1966 وعام 1976. أغلقت جميع مدارس المدينة وتجمع أكثر من مليون من الحرس الأحمر من جميع أنحاء البلاد في بكين للمشاركة في ثماني مسيرات في ميدان تيانانمن مع ماو في خريف 1966. ألغت الجلسة المكتملة الثالثة لمؤتمر الحزب الحادي عشر في بكين تحت قيادة دينج شياو بينج الأحكام الصادرة ضد ضحايا الثورة الثقافية وأطلقت الحكومة الصينية "سياسة الإصلاح والانفتاح" في ديسمبر 1987.
توسعت المنطقة الحضرية في بكين بشكل كبير في أوائل الثمانينات مع الانتهاء من الطريق الدائري الثاني في عام 1981 وبناء الطريق الدائري الثالث والرابع والخامس والسادس لاحقًا. ذكر تقرير صحفي صدر عام 2005 أن حجم بكين وقتها كان أكبر من السابق بمرة ونصف حجم بكين. تطورت وانغفوجينغ وشيدان بالمدينة لتصبح مناطق تسوق مزدهرة، بينما أصبحت تشونغ قوان تسون مركزًا رئيسيًا للإلكترونيات في الصين. أدى توسع بكين أيضًا إلى ظهور بعض مشكلات الحضر مثل الزحام المروري وتلوث الهواء وتدمير الأحياء التاريخية والهجرة من الريف إليها. كانت بكين أيضًا موقعًا للعديد من الأحداث المهمة في تاريخ الصين الحديث التي على رأسها مظاهرات ساحة تيانانمن. استضافت المدينة أيضًا الألعاب الأولمبية الصيفية 2008 وبطولة العالم لألعاب القوى 2015 والألعاب الأولمبية الشتوية 2022 لتكون أول مدينة بالعالم التي تستضيف الألعاب الأولمبية الصيفية والشتوية.

## الجغرافيا
تقع بكين في الطرف الشمالي لسهل شمال الصين المثلث تقريبًا، توجد جبال في شمال وشمال غربي المدنية. الجزء الشمالي الغربي من البلدية وخاصة منطقة يانتشينغ ومنطقة هوايرو أغلب السطح بها جبال جوندو بينما الجزء الغربي فيه شيشان أو التلال الغربية. جبل دونغلنغ ، في التلال الغربية وعلى الحدود مع خبي هو أعلى نقطة في البلدية حيث يبلغ ارتفاعه 2303 مترًا (7556 قدمًا). الأنهار الرئيسية في البلدية هي أنهار تشاوباي ويونغدينغ وجوما وكلها روافد في حوض نهر هاي وتتدفق في اتجاه الجنوب الشرقي.
المنطقة الحضرية في بكين، الواقعة ي المنطقة السهلية في جنوب وسط البلدية بارتفاع 40 إلى 60 مترًا (130-200 قدم)، تحتل جزءًا صغيرًا نسبيًا ولكنه يتوسع. يسير الطريق الدائري الثاني على أسوار المدينة القديمة ويربط الطريق الدائري السادس المدن الموجود في ضواحي بكين. كثيرًا ما يوصف نمط التطور في بكين من المدينة الداخلية القديمة إلى أطرافها الحضرية بأنه "ينتشر مثل الفطيرة" ( تان دا بنج ).(ص.135) يعتقد الكثير أن هذا هو السبب في المشاكل الحضرية في بكين.(ص.135)

### المناخ

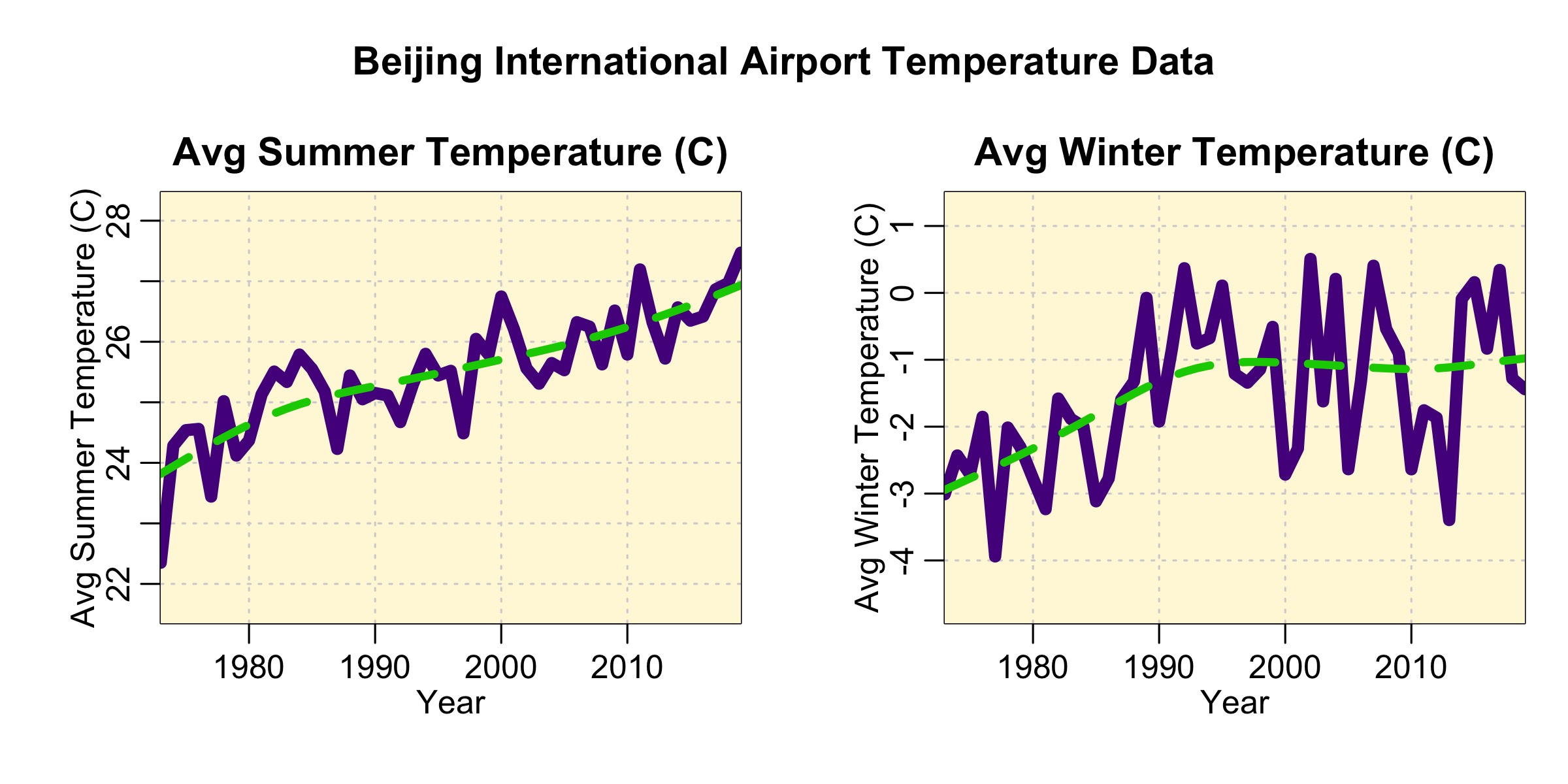
متوسط درجات الحرارة السنوية في بكين من عام 1970 إلى عام 2019 خلال فصل الصيف (يونيو ويوليو وأغسطس) والشتاء (ديسمبر ويناير وفبراير). بيانات محطة الطقس مأخذوة NOAA.

تتمتع بكين بمناخ قاري رطب يتأثر بالرياح الموسمية (كوبن: Dwa) ويحدها مناخ بارد شبه جاف (كوبن: BSk) في الجنوب والشمال الغربي، صيفها حار ورطب بسبب الرياح الموسمية القادمة من شرق آسيا وفصل الشتاء قصير باردة وجاف نتيجة تأثير المرتفع السيبيري. يمكن أن تحدث في الربيع عواصف رملية تهب من صحراء جوبي عبر السهوب المنغولية. الخريف هو مثل الربيع في كونه موسم انتقالي تقل فيه هطول الأمطار. يذكر معيار التقسيم الموسمي في الصين أن بكين تدخل الربيع في 26 مارس والصيف في 20 مايو والخريف في 13 سبتمبر والشتاء في 31 أكتوبر. يبلغ متوسط درجة الحرارة اليومية الشهرية في يناير −2.7 °م (27.1 °ف) بينما 27.2 °م (81.0 °ف) في يوليو. يبلغ متوسط هطول الأمطار حوالي 528 مـم (21 بوصة) (يبلغ متوسط هطول الأمطار السنوي في منطقة هايديان 586.3 مـم (23 بوصة) ما يقرب من ثلاثة أرباع هذه الكمية تهطل في الفترة من يونيو إلى أغسطس. تتراوح نسبة سطوع الشمس الشهرية بين 42% في يوليو إلى 62% في يناير وفبراير وتستقبل المدينة 2,490.5 ساعة من ضوء الشمس سنويًا. بالنسبة لدرجات الحرارة القصوى منذ عام 1951 فأدنها هي −27.4 °م (−17.3 °ف) في 22 فبراير 1966 وأعلها 41.9 °م (107.4 °ف) في 24 يوليو 1999 (سجت درجة حرارة قصوى قدرها 42.6 °م (108.7 °ف) في سجل غير رسمي في 15 يونيو 1942).
| البيانات المناخية لـHaidian District (1991–2020 normals, extremes 1981–2010) | البيانات المناخية لـHaidian District (1991–2020 normals, extremes 1981–2010) | البيانات المناخية لـHaidian District (1991–2020 normals, extremes 1981–2010) | البيانات المناخية لـHaidian District (1991–2020 normals, extremes 1981–2010) | البيانات المناخية لـHaidian District (1991–2020 normals, extremes 1981–2010) | البيانات المناخية لـHaidian District (1991–2020 normals, extremes 1981–2010) | البيانات المناخية لـHaidian District (1991–2020 normals, extremes 1981–2010) | البيانات المناخية لـHaidian District (1991–2020 normals, extremes 1981–2010) | البيانات المناخية لـHaidian District (1991–2020 normals, extremes 1981–2010) | البيانات المناخية لـHaidian District (1991–2020 normals, extremes 1981–2010) | البيانات المناخية لـHaidian District (1991–2020 normals, extremes 1981–2010) | البيانات المناخية لـHaidian District (1991–2020 normals, extremes 1981–2010) | البيانات المناخية لـHaidian District (1991–2020 normals, extremes 1981–2010) | البيانات المناخية لـHaidian District (1991–2020 normals, extremes 1981–2010) |
| الشهر                                                                        | يناير                                                                        | فبراير                                                                       | مارس                                                                         | أبريل                                                                        | مايو                                                                         | يونيو                                                                        | يوليو                                                                        | أغسطس                                                                        | سبتمبر                                                                       | أكتوبر                                                                       | نوفمبر                                                                       | ديسمبر                                                                       | المعدل السنوي                                                                |
| ---------------------------------------------------------------------------- | ---------------------------------------------------------------------------- | ---------------------------------------------------------------------------- | ---------------------------------------------------------------------------- | ---------------------------------------------------------------------------- | ---------------------------------------------------------------------------- | ---------------------------------------------------------------------------- | ---------------------------------------------------------------------------- | ---------------------------------------------------------------------------- | ---------------------------------------------------------------------------- | ---------------------------------------------------------------------------- | ---------------------------------------------------------------------------- | ---------------------------------------------------------------------------- | ---------------------------------------------------------------------------- |
| الدرجة القصوى °م (°ف)                                                        | 14.2 (57.6)                                                                  | 19.8 (67.6)                                                                  | 28.7 (83.7)                                                                  | 33.1 (91.6)                                                                  | 38.2 (100.8)                                                                 | 40.1 (104.2)                                                                 | 41.7 (107.1)                                                                 | 38.4 (101.1)                                                                 | 35.2 (95.4)                                                                  | 30.7 (87.3)                                                                  | 22.7 (72.9)                                                                  | 19.6 (67.3)                                                                  | 41.7 (107.1)                                                                 |
| متوسط درجة الحرارة الكبرى °م (°ف)                                            | 2.7 (36.9)                                                                   | 6.5 (43.7)                                                                   | 13.4 (56.1)                                                                  | 21.3 (70.3)                                                                  | 27.6 (81.7)                                                                  | 31.0 (87.8)                                                                  | 32.0 (89.6)                                                                  | 31.2 (88.2)                                                                  | 26.8 (80.2)                                                                  | 19.5 (67.1)                                                                  | 10.6 (51.1)                                                                  | 4.0 (39.2)                                                                   | 18.9 (66.0)                                                                  |
| المتوسط اليومي °م (°ف)                                                       | −2.7 (27.1)                                                                  | 0.6 (33.1)                                                                   | 7.4 (45.3)                                                                   | 15.1 (59.2)                                                                  | 21.2 (70.2)                                                                  | 25.1 (77.2)                                                                  | 26.9 (80.4)                                                                  | 25.9 (78.6)                                                                  | 20.8 (69.4)                                                                  | 13.3 (55.9)                                                                  | 4.9 (40.8)                                                                   | −1.1 (30.0)                                                                  | 13.1 (55.6)                                                                  |
| متوسط درجة الحرارة الصغرى °م (°ف)                                            | −7.1 (19.2)                                                                  | −4.3 (24.3)                                                                  | 1.8 (35.2)                                                                   | 8.8 (47.8)                                                                   | 14.8 (58.6)                                                                  | 19.7 (67.5)                                                                  | 22.6 (72.7)                                                                  | 21.6 (70.9)                                                                  | 15.9 (60.6)                                                                  | 8.3 (46.9)                                                                   | 0.3 (32.5)                                                                   | −5.2 (22.6)                                                                  | 8.1 (46.6)                                                                   |
| أدنى درجة حرارة °م (°ف)                                                      | −20.2 (−4.4)                                                                 | −15.7 (3.7)                                                                  | −10.7 (12.7)                                                                 | −2.7 (27.1)                                                                  | 3.4 (38.1)                                                                   | 10.5 (50.9)                                                                  | 15.8 (60.4)                                                                  | 13.9 (57.0)                                                                  | 4.0 (39.2)                                                                   | −3.5 (25.7)                                                                  | −10.8 (12.6)                                                                 | −15.7 (3.7)                                                                  | −20.2 (−4.4)                                                                 |
| الهطول مم (إنش)                                                              | 2.1 (0.08)                                                                   | 5.6 (0.22)                                                                   | 9.6 (0.38)                                                                   | 21.6 (0.85)                                                                  | 34.7 (1.37)                                                                  | 84.8 (3.34)                                                                  | 209.5 (8.25)                                                                 | 119.7 (4.71)                                                                 | 53.3 (2.10)                                                                  | 27.8 (1.09)                                                                  | 15.1 (0.59)                                                                  | 2.5 (0.10)                                                                   | 586.3 (23.08)                                                                |
| متوسط أيام هطول الأمطار (≥ 0.1 mm)                                           | 1.3                                                                          | 2.3                                                                          | 2.8                                                                          | 4.5                                                                          | 6.1                                                                          | 10.3                                                                         | 13.1                                                                         | 11.0                                                                         | 7.5                                                                          | 5.0                                                                          | 3.0                                                                          | 1.5                                                                          | 68.4                                                                         |
| متوسط الأيام المثلجة                                                         | 2.4                                                                          | 2.2                                                                          | 1.1                                                                          | 0.1                                                                          | 0                                                                            | 0                                                                            | 0                                                                            | 0                                                                            | 0                                                                            | 0                                                                            | 1.5                                                                          | 2.4                                                                          | 9.7                                                                          |
| متوسط الرطوبة النسبية (%)                                                    | 43                                                                           | 42                                                                           | 41                                                                           | 43                                                                           | 48                                                                           | 60                                                                           | 72                                                                           | 73                                                                           | 67                                                                           | 62                                                                           | 56                                                                           | 46                                                                           | 54                                                                           |
| ساعات سطوع الشمس الشهرية                                                     | 183.1                                                                        | 183.6                                                                        | 220.2                                                                        | 233.1                                                                        | 250.5                                                                        | 203.2                                                                        | 170.2                                                                        | 186.9                                                                        | 194.8                                                                        | 188.8                                                                        | 166.0                                                                        | 169.9                                                                        | 2٬350٫3                                                                      |
| نسبة وصول أشعة الشمس                                                         | 61                                                                           | 60                                                                           | 59                                                                           | 58                                                                           | 56                                                                           | 45                                                                           | 38                                                                           | 44                                                                           | 53                                                                           | 55                                                                           | 56                                                                           | 59                                                                           | 54                                                                           |
| المصدر: إدارة الأرصاد الجوية الصينية                                         |                                                                              |                                                                              |                                                                              |                                                                              |                                                                              |                                                                              |                                                                              |                                                                              |                                                                              |                                                                              |                                                                              |                                                                              |                                                                              |

See or edit raw graph data.

## منظر المدينة

### الهندسة المعمارية

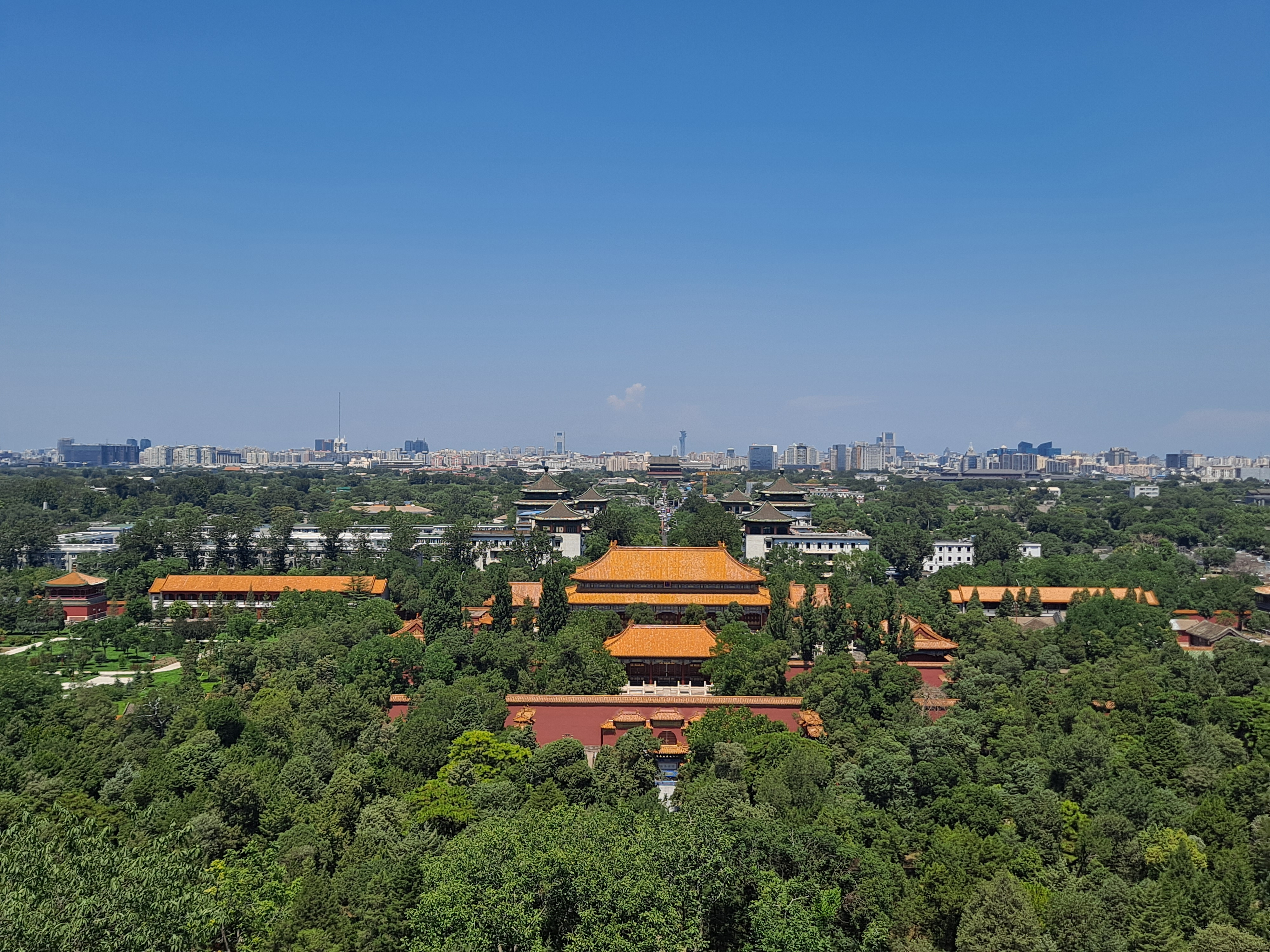
المحور الشمالي الجنوبي المركزي لمدينة بكين

هناك ثلاثة أنماط من الهندسة المعمارية في بكين. أولها الهندسة المعمارية التقليدية للصين الإمبراطورية مثل تيان آن من (بوابة السلام السماوي) الضخمة والمدينة المحرمة ومعبد الأسلاف الإمبراطوري ومعبد السماء. ثم طراز "Sino-Sov" والذي تميل فيه المباني إلى أن يشبه الصندوق وأحيانًا تكون سيئة البناء انتشر هذا التصميم في الفترة بين الخمسينيات والسبعينيات. أخيرًا الأنماط المعمارية الحديثة أبرزها في منطقة الأعمال المركزية في بكين مثل مقر تلفزيون الصين المركزي الجديد بالإضافة إلى المباني في مواقع أخرى حول المدينة مثل استاد بكين الوطني وملعب بكين الوطني والمركز الوطني للفنون المسرحية.
تشتهر بكين بمساكن سيهيوان التي تتقاسم فيها المباني ساحة فناء مشتركة بينهم. ومن بين الأمثلة الأكثر فخامة قصر الأمير جونغ ومقر إقامة سونج تشينج لينج. ترتبط هذه الأفنية عادة بأزقة تكون بشكل عام مستقيمة وتمتد من الشرق إلى الغرب بحيث تتعامد على الشمال والجنوب من أجل تطبيق فينج شوي. اختفت مساكن سيهيوان والأزقة التي كانت موجودة في كل مكان في بكين بسرعة، فاستبدلت مباني المدينة بمباني شاهقة. يحق لسكان مساكن سيهيوان بالعيش في المباني الجديدة والتي غالبًا ما تكون حكومية في شقق بنفس حجم مساكنهم السابقة على الأقل. لكن يشتكي الكثيرون من تغيير الحس التقليدي للمجتمع والحياة السابقة.

### القضايا البيئية
لدى بكين تاريخ طويل من المشاكل البيئية. فتضاعف النطاق الحضري لبكين أربع مرات بين عامي 2000 و2009 مما تسبب في زيادة قوية في مدى الانبعاثات البشرية وسرعة الرياح وزيادة الرطوبة وزيادة درجات حرارة الهواء. ضرب ضبخان كثيف بكين ومعظم أجزاء شمال الصين في عام 2013، مما أثر على إجمالي 600 مليون شخص. أصبح تلوث الهواء مصدر قلق اقتصادي واجتماعي مهم في الصين بعد "صدمة التلوث" هذه. أعلنت حكومة بكين بعد ذلك عن تدابير للحد من تلوث الهواء على سبيل المثال من خلال خفض حصة الفحم إنتاج الطاقة من 24% في عام 2012 إلى 10% في عام 2017، وإزالة المركبات شديدة التلوث من عام 2015 إلى عام 2017 وزيادة الجهود المبذولة لتحويل نظام الطاقة في المدينة إلى مصادر نظيفة.

#### جودة الهواء
خلص بحث مشترك بين باحثين أمريكيين وصينيين في عام 2006 إلى جزء كبير من التلوث في المدينة يأتي من المدن والمقاطعات المحيطة. يأتي ما بين 35 إلى 60% من الغازات التي تضر بطبقة الأوزون في المتوسط من مصادر خارج المدينة، خاصة مقاطعة شاندونغ وبلدية تيانجين اللتين لهما تأثير كبير على جودة الهواء في بكين.
أنفقت الحكومة ما يقرب من 17 مليار دولار أمريكي استعدادًا لدورة الألعاب الأولمبية الصيفية 2008 وللوفاء بوعود تنظيف هواء المدينة. نفذت بكين عددًا من مخططات تحسين الهواء طوال مدة الألعاب مثل وقف العمل في جميع مواقع البناء وإغلاق العديد من المصانع في بكين بشكل دائم وتوقف الصناعة مؤقتًا في المناطق المجاورة وإغلاق بعض محطات الوقود. وخفض حركة السيارات بمقدار النصف عن طريق تحديد عدد أيام لقيادة السيارة، وخفض أسعار الحافلات ومترو الأنفاق وإنشاء خطوط مترو جديدة وحظر المركبات عالية الانبعاثات من المدينة. قامت حكومة المدينة باستخدام أسطول مكون 3800 حافلة تعمل بالغاز الطبيعي وهو أحد أكبر الأساطيل في العالم. أصبحت بكين أول مدينة في الصين تطلب بمعيار انبعاثات المركبات Euro 4.
كانت هناك أربع محطات رئيسية لتوليد الطاقة تعمل بالفحم في المدينة لتوفير الكهرباء والتدفئة خلال فصل الشتاء، أغلقت المحطة الأولى (محطة جاوجينغ للطاقة الحرارية) في عام 2014. وأغلقت محطتين أخرتين في مارس 2015، وأغلقت المحطة الأخيرة (محطة هوانينج للطاقة الحرارية) في عام 2016. يمثل حرق الفحم نحو 40% من الجسيمات المعلقة 2.5 في بكين وهو أيضًا المصدر الرئيسي للنيتروجين وثاني أكسيد الكبريت. قامت المدينة بتحويل محطات الطاقة التي تعمل بالفحم إلى استخدام الغاز الطبيعي منذ عام 2012 وتهدف إلى الحد من استهلاك الفحم السنوي عند 20 مليون طن. أحرقت المدينة 26.3 مليون طن من الفحم 73% منها للتدفئة وتوليد الطاقة والباقي للصناعة في عام 2011. 
أحرقت مقاطعة خبي أكثر من 300 مليون طن من الفحم في عام 2011، أي أكثر من ألمانيا بأكملها، ويستخدم ذلك الفحم لتوليد الطاقة وجزء كبير لصناعة الصلب والأسمنت. أيضا تضاعف استهلاك محطات الفحم محطات توليد الطاقة في شانشي ومنغوليا الداخلية وشنشي ثلاث مرات منذ عام 2000، كما تساهم شاندونغ أيضًا في تلوث الهواء في بكين، تحتل تلك المقاطعات الأربع أعلى المراتب بين مقاطعات الصين في استهلاك الفحم.
تستخدم الحكومة أحيانًا استمطار السحب لتنقية مياه الأمطار للهواء قبل الأحداث الكبيرة مثل ما حدث قبل موكب الذكرى الستين في عام 2009 وكذلك لمكافحة الجفاف في المنطقة. أيضا زادت الحكومة من تدابير إغلاق المصانع مؤقتًا وتنفيذ قيود أكبر على السيارات مثلما حدث لفترات قصيرة أثناء ومباشرة قبل قمة ابيك الصين 2014 وموكب يوم النصر الصيني 2015. تلقت بكين أول إنذار من الضبخان في 8 و9 ديسمبر 2015 مما أدى إلى إغلاق غالبية المصانع والشركات التجارية الأخرى في المدينة. صدر "إنذار أحمر" آخر بشأن الضبخان في وقت لاحق من الشهر.
كان هناك انخفاض ملموس في الملوثات في السنوات الأخيرة بعد إعلان "الحرب على التلوث" في عام 2014، حيث شهدت بكين انخفاضًا بنسبة 35٪ في الجسيمات الدقيقة في عام 2017 وانخفاض أكبر في عام 2020.(ص.52) وكانت العوامل الرئيسية وراء هذا الانخفاض هو استبدال الفحم بالغاز الطبيعي وإزالة المنشآت الصناعية الملوثة في منطقة بكين.(ص.169–170) انخفض متوسط التركيز السنوي للجسيمات المعلقة بالهواء في بكين إلى 30 ميكروجرام لكل متر مكعب في عام 2022 وهي أفضل جودة هواء للمدينة منذ عام 2013.
بسبب ارتفاع مستوى تلوث الهواء في بكين هناك قراءات مختلفة من مصادر مختلفة حول مستوى تلوث الهواء. تُصدر قراءات التلوث اليومية في 27 محطة مراقبة في جميع أنحاء المدينة على الموقع الإلكتروني لمكتب حماية البيئة في بكين. تصدر السفارة الأمريكية في بكين أيضًا مستويات الجسيمات الدقيقة (PM2.5) والأوزون كل ساعة على تويتر. غالبًا ما تكون مستويات التلوث وتأثيره على صحة الإنسان التي يصدرها مكتب حماية البيئة في بكين أقل من تلك التي تصدرها سفارة الولايات المتحدة، نظرًا لأن مكتب حماية البيئة في بكين والسفارة الأمريكية يقيسان ملوثات مختلفة وفقًا لمعايير مختلفة.

#### العواصف الترابية
تجتاح العواصف الترابية التي تأتي من صحاري شمال وشمال غرب الصين المدينة موسميًا؛ يقوم مكتب تعديل الطقس في بكين أحيانًا باستمطار السحب لمحاربة مثل هذه العواصف والتخفيف من آثارها. فحدثت 8 عواصف ترابية في الأشهر الأربعة الأولى من عام 2006 فقط. ألقت عاصفة ترابية واحدة ما يقرب من 50000 طن من الغبار على المدينة في أبريل 2002 قبل أن تنتقل إلى اليابان وكوريا.

## الحكومة
تُنظم اللجنة البلدية للحزب الشيوعي الصيني عمل حكومة البلدية بقيادة سكرتير الحزب الشيوعي الصيني في بكين. تصدر لجنة الحزب الشيوعي الصيني التابعة للبلدية الأوامر الإدارية وتجمع الضرائب وتدير الاقتصاد وتوجه اللجنة الدائمة للمجلس الشعبي البلدي في اتخاذ القرارات السياسية والإشراف على الحكومة المحلية. باعتبارها عاصمة الصين تضم بكين جميع المؤسسات الحكومية والسياسية الوطنية المهمة مثل مجلس الشعب الصيني.

### التقسيم الإداري
تضم بلدية بكين حاليًا 16 مقاطعة.
| التقسيم الإداري لبكين | التقسيم الإداري لبكين | التقسيم الإداري لبكين | التقسيم الإداري لبكين   | التقسيم الإداري لبكين     | التقسيم الإداري لبكين      | التقسيم الإداري لبكين | التقسيم الإداري لبكين                   | التقسيم الإداري لبكين                   | التقسيم الإداري لبكين                   | التقسيم الإداري لبكين                   | التقسيم الإداري لبكين                   | التقسيم الإداري لبكين                   | التقسيم الإداري لبكين                   |                                         |
| --- | --------------------- | --------------------- | ----------------------- | ------------------------- | -------------------------- | --------------------- | --------------------------------------- | --------------------------------------- | --------------------------------------- | --------------------------------------- | --------------------------------------- | --------------------------------------- | --------------------------------------- | --------------------------------------- |
| دونغتشنغ شيتشنغ شاويانغ فنغتاي شيجينغشان هايديان منتوقو فانغشان Tongzhou شوني تشانغ بينغ داشينغ هوايرو بينغو ميون يانتشينغ |                       |                       |                         |                           |                            |                       |                                         |                                         |                                         |                                         |                                         |                                         |                                         |                                         |
| كود المقاطعة ‏ | المقاطعة              | المساحة كم2           | مجموع السكان تعداد 2020 | عدد سكان الحضر تعداد 2020 | مقر البلدية                | الرمز البريدي         | التقسيم الإداري[استشهاد منقوص البيانات] | التقسيم الإداري[استشهاد منقوص البيانات] | التقسيم الإداري[استشهاد منقوص البيانات] | التقسيم الإداري[استشهاد منقوص البيانات] | التقسيم الإداري[استشهاد منقوص البيانات] | التقسيم الإداري[استشهاد منقوص البيانات] | التقسيم الإداري[استشهاد منقوص البيانات] | التقسيم الإداري[استشهاد منقوص البيانات] |
| كود المقاطعة ‏ | المقاطعة              | المساحة كم2           | مجموع السكان تعداد 2020 | عدد سكان الحضر تعداد 2020 | مقر البلدية                | الرمز البريدي         | المقاطعات الفرعية ‏                      | المدن ‏                                  | البلدات                                 | المجتمعات السكنية ‏                      | قرية صينية ‏                             |                                         |                                         |                                         |
| 110000 | بكين                  | 16406.16              | 21,893,095              | 19,166,433                | دونغتشنغ / Tongzhou        | 100000                | 149                                     | 143                                     | 38                                      | 2538                                    | 3857                                    |                                         |                                         |                                         |
| 110101 | دونغتشنغ              | 41.82                 | 708,829                 | 708,829                   | Jingshan Subdistrict ‏      | 100000                | 17                                      |                                         |                                         | 216                                     |                                         |                                         |                                         |                                         |
| 110102 | شيتشنغ                | 50.33                 | 1,106,214               | 1,106,214                 | Jinrong Street Subdistrict | 100000                | 15                                      |                                         |                                         | 259                                     |                                         |                                         |                                         |                                         |
| 110105 | شاويانغ               | 454.78                | 3,452,460               | 3,452,460                 | Chaowai Subdistrict        | 100000                | 24                                      |                                         | 19                                      | 358                                     | 5                                       |                                         |                                         |                                         |
| 110106 | فنغتاي                | 305.53                | 2,019,764               | 2,003,652                 | Fengtai Subdistrict        | 100000                | 16                                      | 2                                       | 3                                       | 254                                     | 73                                      |                                         |                                         |                                         |
| 110107 | شيجينغشان             | 84.38                 | 567,851                 | 567,851                   | Lugu Subdistrict ‏          | 100000                | 9                                       |                                         |                                         | 130                                     |                                         |                                         |                                         |                                         |
| 110108 | هايديان               | 430.77                | 3,133,469               | 3,058,731                 | Haidian Subdistrict        | 100000                | 22                                      | 7                                       |                                         | 603                                     | 84                                      |                                         |                                         |                                         |
| 110109 | منتوقو                | 1447.85               | 392,606                 | 358,945                   | Dayu Subdistrict ‏          | 102300                | 4                                       | 9                                       |                                         | 124                                     | 179                                     |                                         |                                         |                                         |
| 110111 | فانغشان               | 1994.73               | 1,312,778               | 1,025,320                 | Gongchen Subdistrict ‏      | 102400                | 8                                       | 14                                      | 6                                       | 108                                     | 462                                     |                                         |                                         |                                         |
| 110112 | Tongzhou              | 905.79                | 1,840,295               | 1,361,403                 | Beiyuan Subdistrict ‏       | 101100                | 6                                       | 10                                      | 1                                       | 40                                      | 480                                     |                                         |                                         |                                         |
| 110113 | شوني                  | 1019.51               | 1,324,044               | 875,261                   | Shengli Subdistrict ‏       | 101300                | 6                                       | 19                                      |                                         | 61                                      | 449                                     |                                         |                                         |                                         |
| 110114 | تشانغ بينغ            | 1342.47               | 2,269,487               | 1,856,115                 | Chengbei Subdistrict ‏      | 102200                | 8                                       | 14                                      |                                         | 180                                     | 303                                     |                                         |                                         |                                         |
| 110115 | داشينغ                | 1036.34               | 1,993,591               | 1,622,382                 | Xingfeng Subdistrict       | 102600                | 5                                       | 14                                      |                                         | 64                                      | 547                                     |                                         |                                         |                                         |
| 110116 | هوايرو                | 2122.82               | 441,040                 | 334,682                   | Longshan Subdistrict ‏      | 101400                | 2                                       | 12                                      | 2                                       | 27                                      | 286                                     |                                         |                                         |                                         |
| 110117 | بينغو                 | 948.24                | 457,313                 | 278,501                   | Binhe Subdistrict ‏         | 101200                | 2                                       | 14                                      | 2                                       | 23                                      | 275                                     |                                         |                                         |                                         |
| 110118 | ميون                  | 2225.92               | 527,683                 | 350,398                   | Gulou Subdistrict ‏         | 101500                | 2                                       | 17                                      | 1                                       | 57                                      | 338                                     |                                         |                                         |                                         |
| 110119 | يانتشينغ              | 1994.89               | 345,671                 | 205,689                   | Rulin Subdistrict          | 102100                | 3                                       | 11                                      | 4                                       | 34                                      | 376                                     |                                         |                                         |                                         |

| بلدية بكين        | 北京市   | Běijīng Shì    |
| دونغتشنغ          | 东城区   | Dōngchéng Qū   |
| شيتشنغ            | 西城区   | Xīchéng Qū     |
| شاويانغ           | 朝阳区   | Cháoyáng Qū    |
| فنغتاي            | 丰台区   | Fēngtái Qū     |
| شيجينغشان         | 石景山区 | Shíjǐngshān Qū |
| هايديان           | 海淀区   | Hǎidiàn Qū     |
| منتوقو            | 门头沟区 | Méntóugōu Qū   |
| فانغشان           | 房山区   | Fángshān Qū    |
| Tongzhou District | 通州区   | Tōngzhōu Qū    |
| شوني              | 顺义区   | Shùnyì Qū      |
| تشانغ بينغ        | 昌平区   | Chāngpíng Qū   |
| داشينغ            | 大兴区   | Dàxīng Qū      |
| هوايرو            | 怀柔区   | Huáiróu Qū     |
| بينغو             | 平谷区   | Pínggǔ Qū      |
| ميون              | 密云区   | Mìyún Qū       |
| يانتشينغ          | 延庆区   | Yánqìng Qū     |

1. ↑  Including Ethnic townships  [لغات أخرى]‏ & other township related subdivisions.

### القضاء والنيابة
يتكون النظام القضائي في بكين من محكمة الشعب العليا أعلى محكمة في البلاد ومحكمة الشعب العليا لبلدية بكين ومحكمة الشعب العليا للبلدية وثلاث محاكم متوسطة ومحكمة نقل متوسطة بالسكك الحديدية و14 محكمة أساسية ( واحدة لكل منطقة ومقاطعة في البلدية) ومحكمة نقل أساسية بالسكك الحديدية ومحكمة إنترنت واحدة. تشرف محكمة الشعب المتوسطة رقم 1 في بكين في شيجينغشان على المحاكم الأساسية في هايديان وشيجينغشان ومينتوغو وتشانغبينغ ويانتشينغ. تشرف محكمة الشعب المتوسطة رقم 2 في بكين في فنغتاى على المحاكم الأساسية في دونغتشنغ وشيتشنغ وفنغتاى وفانغشان وداشينغ. محكمة بكين الشعبية المتوسطة رقم 3 في لايجوانجيينج هي الأحدث من بين المحاكم المتوسطة الثلاث وافتتحت في 21 أغسطس 2013. وتشرف على محاكم مقاطعة شاويانغ وتونغتشو وشوني وهوايرو وبينغو وميون.

## الاقتصاد
بلغ الناتج المحلي الإجمالي الاسمي لبكين 4.16 تريليون يوان صيني في عام 2022 (619 مليار دولار أمريكي، 1.016 تريليون دولار أمريكي بتعادل القوة الشرائية) أي حوالي 3.44% من الناتج المحلي الإجمالي للبلاد واحتلت المرتبة 13 بين التقسيمات الإدارية الصينية؛ بلغ نصيب الفرد من الناتج المحلي الإجمالي الاسمي 28,258 دولارًا أمريكيًا (190,059 يوان صيني) واحتلت المرتبة الأولى في البلاد. كما أنها تحتل المرتبة العاشرة من حيث حجم الاقتصادات الحضرية في العالم.
كان لدى بكين في عام 2013 مقرات رئيسية للشركات ضمن فورتشن غلوبال 500 أكثر من أي مدينة أخرى في العالم، نظرًا لتركيز الشركات المملوكة للدولة في العاصمة الوطنية. أصبح في بكين 54 شركة ضمن قائمة فورتشن غلوبال 500 في أغسطس 2022 أي أكثر من اليابان (47) المصنفة في المركز الثالث بعد الصين (145) والولايات المتحدة (124). كما توصف بكين ب "عاصمة المليارديرات في العالم". عدت بكين خامس أغنى مدينة في العالم في 2020 حيث وصل إجمالي ثروتها إلى 2 تريليون دولار. كما صنفتها شبكة بحث المدن العالمية والعولمة بكين على أنها مدينة ألفا+ (عالمية من الدرجة الأولى)، مما يشير إلى تأثيرها في المنطقة وفي جميع أنحاء العالم وكونها واحدة من أفضل 10 مدن رئيسية في العالم. صنفت بكين على أنها المركز السادس الأكثر تنافسية في العالم والرابع الأكثر تنافسية في منطقة آسيا وأوقيانوسيا بأكملها (خلف شنغهاي وهونج كونج وسنغافورة) في مؤشر المراكز المالية العالمية لعام 2021.
احتلت بكين المرتبة الأولى عالميًا في عام 2021 من حيث "القدرة التنافسية للمدينة العالمية" في تقرير التنافسية الحضرية العالمية 2020-2021 الذي أصدرته الأكاديمية الصينية للعلوم الاجتماعية (CASS) وبرنامج الأمم المتحدة للمستوطنات البشرية.
| السنة | اليوان (بالملايين) | USD (بالملايين) | تعادل القدرة الشرائية (دولار أمريكي دولي) (بالملايين) | معدل النمو الحقيقي (%) | نصيب الفرد باليوان الصييني* | نصيب الفرد بالدولار الأمريكي* | تعادل القوة الشرائية (بالدولار الدولي) نصيب الفرد* | مؤشر مرجعي: سعر صرف دولار أمريكي إلى اليوان | مؤشر مرجعي: سعر صرف الدولار الدولي إلى اليوان |
| ----- | ------------------ | --------------- | ----------------------------------------------------- | ---------------------- | --------------------------- | ----------------------------- | -------------------------------------------------- | ------------------------------------------- | --------------------------------------------- |
| 2021  | 4,026,960          | 624,190         | 957,432                                               | 8.5                    | 183,980                     | 28,517                        | 43,742                                             | 6.4515                                      | 4.206                                         |
| 2020  | 3,594,330          | 521,099         | 846,920                                               | 1.1                    | 164,158                     | 23,799                        | 38,680                                             | 6.8976                                      | 4.244                                         |
| 2019  | 3,544,510          | 513,809         | 835,575                                               | 6.1                    | 161,776                     | 23,451                        | 38,137                                             | 6.8985                                      | 4.242                                         |
| 2018  | 3,310,600          | 500,287         | 782,833                                               | 6.7                    | 150,962                     | 22,813                        | 35,697                                             | 6.6174                                      | 4.229                                         |
| 2017  | 2,988,300          | 442,593         | 714,221                                               | 6.8                    | 136,172                     | 20,168                        | 32,546                                             | 6.7518                                      | 4.184                                         |
| 2016  | 2,704,120          | 407,106         | 677,894                                               | 6.9                    | 123,391                     | 18,577                        | 30,932                                             | 6.6423                                      | 3.989                                         |
| 2015  | 2,477,910          | 397,841         | 640,121                                               | 6.9                    | 113,692                     | 18,253                        | 29,370                                             | 6.2284                                      | 3.871                                         |
| 2014  | 2,292,600          | 373,217         | 609,846                                               | 7.4                    | 106,732                     | 17,375                        | 28,394                                             | 6.1428                                      | 3.759                                         |
| 2013  | 2,113,460          | 341,255         | 576,818                                               | 7.7                    | 100,569                     | 16,240                        | 27,448                                             | 6.1932                                      | 3.664                                         |
| 2012  | 1,902,470          | 301,381         | 534,252                                               | 7.7                    | 92,758                      | 14,694                        | 26,048                                             | 6.3125                                      | 3.561                                         |
| 2011  | 1,718,880          | 266,130         | 487,764                                               | 8.1                    | 86,246                      | 13,353                        | 24,474                                             | 6.4588                                      | 3.524                                         |
| 2010  | 1,496,400          | 221,050         | 440,910                                               | 10.4                   | 78,307                      | 11,568                        | 23,544                                             | 6.7695                                      | 3.326                                         |
| 2009  | 1,290,900          | 188,977         | 407,481                                               | 10.0                   | 71,059                      | 10,402                        | 22,430                                             | 6.8310                                      | 3.168                                         |
| 2008  | 1,181,310          | 170,093         | 369,969                                               | 9.0                    | 68,541                      | 9,869                         | 21,466                                             | 6.9451                                      | 3.193                                         |
| 2007  | 1,042,550          | 137,105         | 343,736                                               | 14.4                   | 63,629                      | 8,368                         | 20,979                                             | 7.6040                                      | 3.033                                         |
| 2006  | 838,700            | 105,208         | 290,308                                               | 12.8                   | 53,438                      | 6,703                         | 18,497                                             | 7.9718                                      | 2.889                                         |
| 2005  | 714,980            | 87,281          | 249,296                                               | 12.3                   | 47,182                      | 5,760                         | 16,451                                             | 8.1917                                      | 2.868                                         |
| 2000  | 327,780            | 38,809          | 118,148                                               | 12.0                   | 22,054                      | 3,022                         | 8,081                                              | 8.2784                                      | 2.729                                         |
| 1995  | 151,620            | 18,156          | 55,275                                                | 12.0                   | 12,762                      | 1,529                         | 4,653                                              | 8.3510                                      | 2.743                                         |
| 1990  | 50,080             | 10,470          | 29,184                                                | 5.2                    | 4,635                       | 969                           | 2,701                                              | 4.7832                                      | 1.716                                         |
| 1985  | 25,710             | 8,755           | 18,312                                                | 8.7                    | 2,643                       | 972                           | 1,882                                              | 2.9367                                      | 1.404                                         |
| 1980  | 13,910             | 9,283           | 9,273                                                 | 11.8                   | 1,544                       | 1,009                         | 1,029                                              | 1.4984                                      | 1.500                                         |
| 1978  | 10,880             | 6,462           |                                                       | 10.5                   | 1,257                       | 797                           |                                                    | 1.684                                       |                                               |

نصيب الفرد من الناتج المحلي الإجمالي يعتمد على عدد السكان في منتصف العام.

### قطاعات الاقتصاد

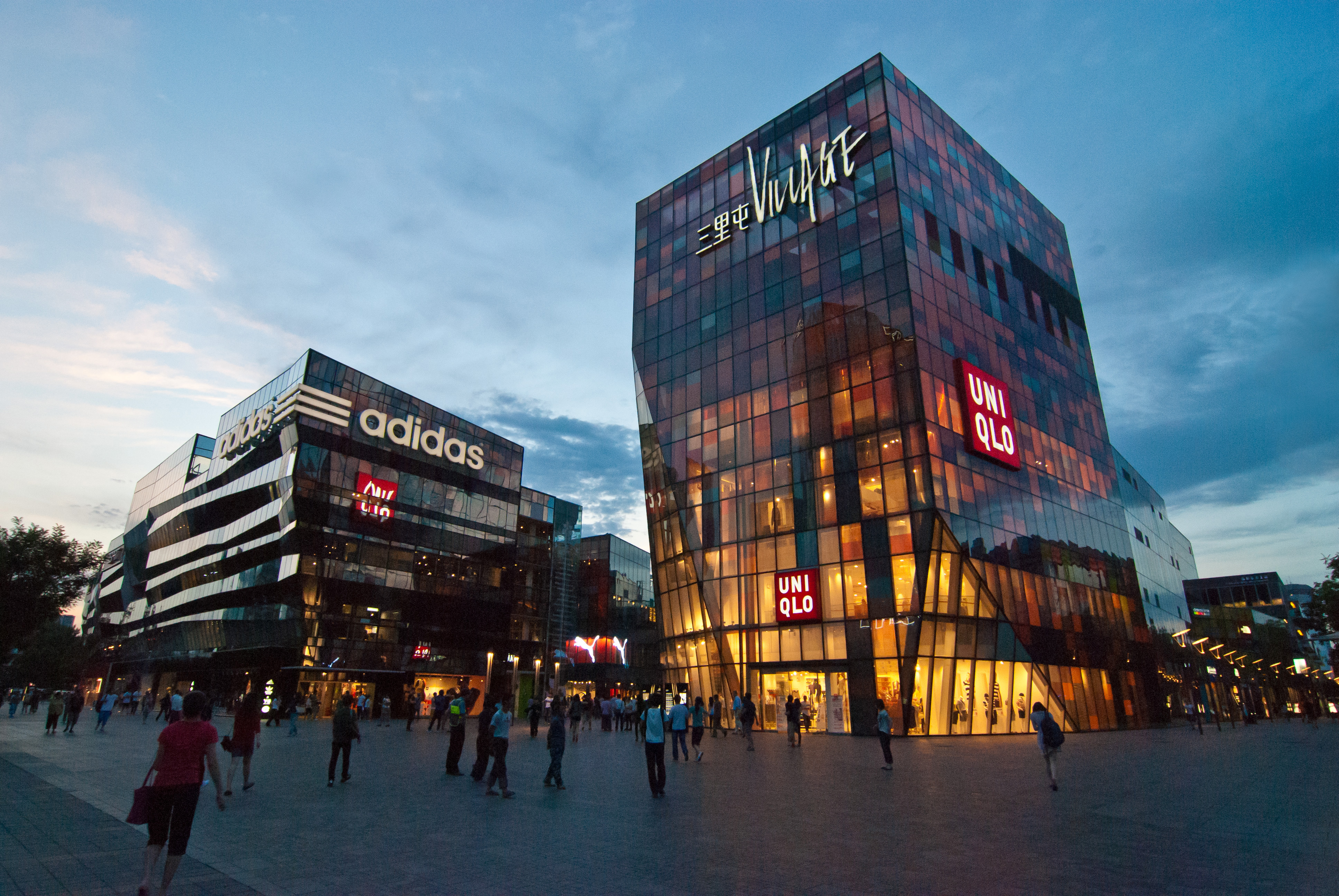
يعد Taikoo Li Sanlitun مقصدًا للسكان المحليين والزوار.

اقتصاد بكين هو اقتصاد ما بعد الصناعة الذي يهيمن عليه القطاع الثالث (الخدمات) الذي يساهم ب 83.8٪ من الناتج المحلي الإجمالي، يليه القطاع الثانوي (التصنيع والبناء) بنسبة 15.8٪ والقطاع الأولي (الزراعة والتعدين) بنسبة 0.26. %. يعتمد قطاع الخدمات على الخدمات المهنية وتجارة الجملة والتجزئة وتكنولوجيا المعلومات وتجارة العقارات والبحث العلمي والعقارات السكنية حيث يساهم كل منها بما لا يقل عن 6٪ في اقتصاد المدينة في عام 2022.
أما القطاع الفرعي فالأكبر فيها هي الصناع واالتي تقلصت حصتها من الناتج الإجمالي إلى 12.1% في عام 2022. تغير مزيج الإنتاج الصناعي بشكل كبير منذ عام 2010 عندما أعلنت المدينة أن 140 مدينة شديدة التلوث وتستهلك موارد الطاقة والمياه بشكل كبير، لذا نقلت الشركات من المدينة في الخمس سنوات التالية. من أولهم شركة Capital Steel إلى انتقلت مقاطعة خبي المجاورة في عام 2005. زاد إنتاج السيارات ومنتجات الطيران وأشباه الموصلات والأدوية وتجهيز الأغذية في عام 2013.
بالنسبة للأراضي الزراعية المحيطة ببكين فتزرع الخضروات والفواكه على الأغلب بدلًا من الحبوب. جاوزت كمية الخضروات والفطريات الصالحة للأكل والفواكه التي حصدت في عام 2013 ثلاثة أضعاف كمية الحبوب. تقلصت إجمالي المساحة المزروعة في عام 2013 حيث زرعة أشجار في الأراضي الزراعية لأسباب بيئية.

### المناطق الاقتصادية

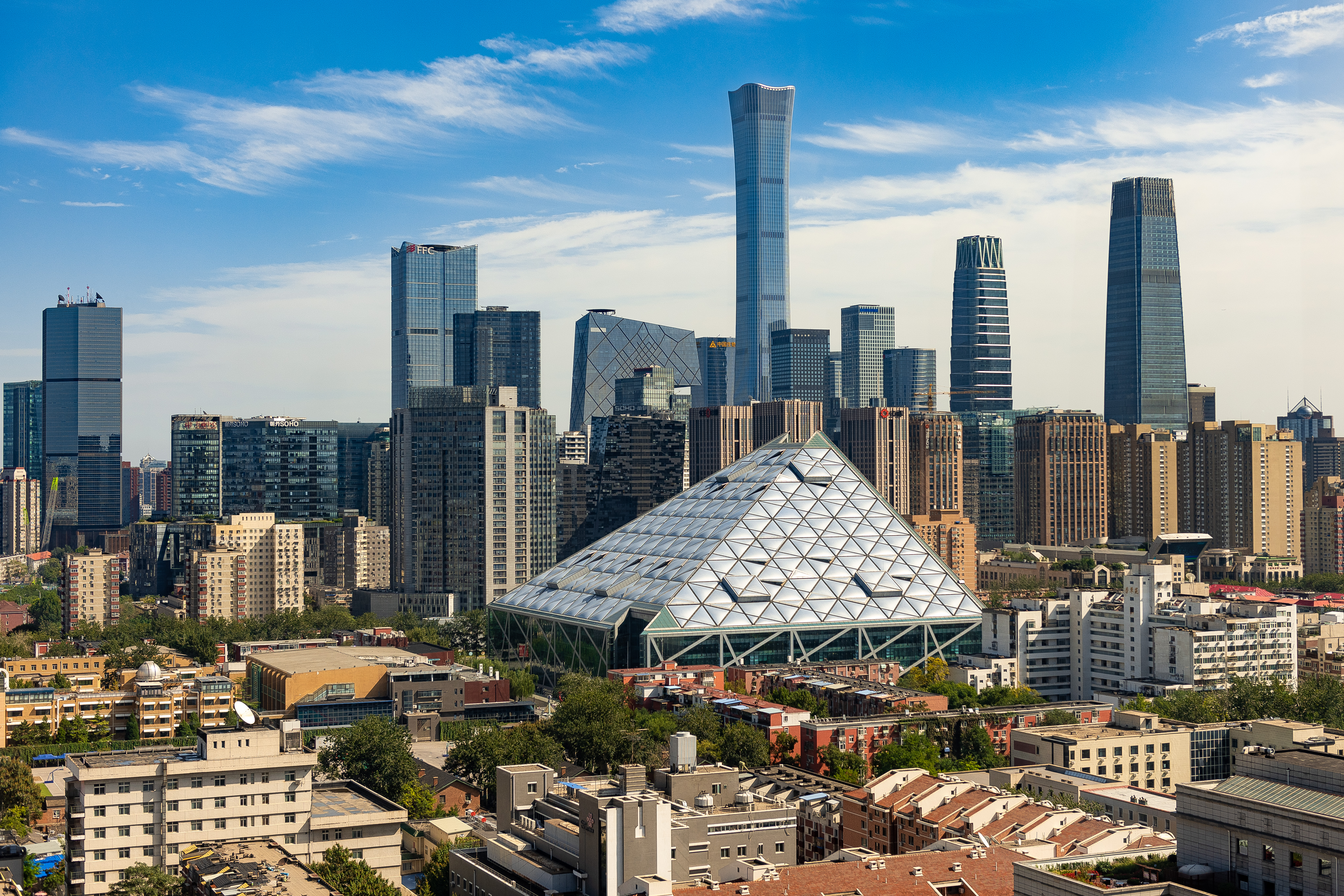
أفق منطقة الأعمال المركزية في بكين

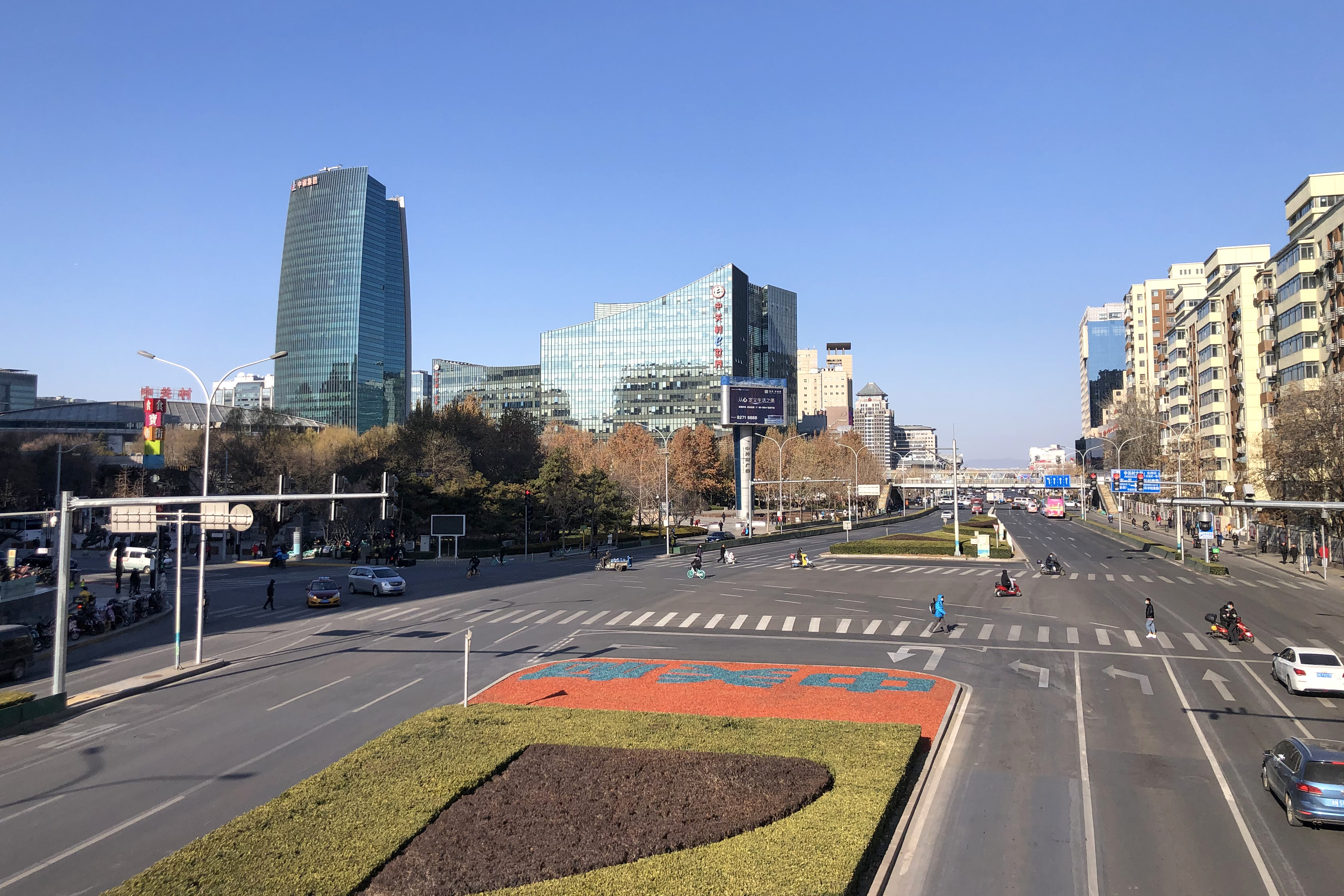
تشونغ قوان تسون هي مركز التكنولوجيا في منطقة هايديان.

حددت حكومة المدينة ست مناطق اقتصادية راقية حول بكين كمحركات أساسية للنمو الاقتصادي المحلي في عام 2006. أنتجت تلك المناطق الست 43.3% من الناتج المحلي الإجمالي للمدينة في عام 2012، ارتفاعًا من 36.5% في عام 2007. المناطق الست هي:
1. تشونغ قوان تسون تسمى قرية السيليكون الصينية في منطقة هايديان شمال غرب المدينة، هي مركز لشركات التكنولوجيا القائمة والمبتدأة. سُجلت 9895 شركة في المناطق الست في النصف الأول من عام 2014 من بينها 6150 شركة في تشونغ قوان تسون.[150]
2. الشارع المالي القابضة في منطقة شيتشنغ في غرب المدينة بين فوشينغمن وفوتشنغمن تصطف على جانبيه مقرات البنوك الحكومية الكبرى وشركات التأمين. توجد الهيئات التنظيمية المالية في البلاد فيه وتشمل في بنك الشعب الصيني ولجنة تنظيم البنوك الصينية ولجنة تنظيم الأوراق المالية الصينية وإدارة الدولة للنقد الأجنبي.
3. منطقة الأعمال المركزية في بكين توجد في المنطقة الواقعة من شرق إلى وسط المدينة بالقرب من السفارات على طول الطريق الدائري الثالث الشرقي. توجد منطقة الأعمال المركزية معظم مكاتب المدينة في ناطحات سحاب المنطقة.
4. منطقة التنمية الاقتصادية والتكنولوجية في بكين والمعروفة باسم ييتشوانغ هي منطقة صناعية تمتد على الطريق الدائري الخامس الجنوبي في منطقة داشينغ. وقد اجتذبت شركات الأدوية وتكنولوجيا المعلومات وهندسة المواد.[151]
5. المنطقة الاقتصادية لمطار بكين التي أنشئت في عام 1993 وتحيط بمطار العاصمة بكين الدولي الواقع في منطقة شونيي شمال شرق المدينة. بالإضافة إلى الخدمات اللوجستية، وخدمات الطيران، والشركات التجارية، تعد هذه المنطقة أيضًا مركز لمصانع تجميع السيارات في بكين.
6. منطقة مركز بكين الأولمبي بالحديقة الأولمبية شمال وسط المدينة والتي تُطور لتصبح مركزًا للترفيه والرياضة والسياحة والأعمال.

تعتبر شيجينغشان الواقعة على المشارف الغربية للمدينة، قاعدة صناعية ثقيلة تقليدية لصناعة الصلب. تشتهر مدينة بكين الحضرية بكونها مركزًا للسلع التي تنتهك حقوق التأليف والنشر؛ فيمكن العثور على أي شيء بدءًا من أحدث الملابس المصممة وحتى أقراص الفيديو الرقمية (DVD) في الأسواق في جميع أنحاء المدينة، وغالبًا ما تُسوق للمغتربين والزوار الدوليين.

## السكان
بلغ إجمالي عدد سكان بلدية بكين 21.89 مليون في عام 2021، منهم 19.16 مليون (87.5%) يعيشون في المناطق الحضرية أو الضواحي و2.73 مليون (12.5 في المائة) يعيشون في القرى. قدرت منظمة التعاون الاقتصادي والتنمية عدد سكان المنطقة الحضرية كلها ب24.9 مليون نسمة في عام 2010. هي ثاني أكبر مدينة في الصين بعد شنغهاي من حيث عدد السكان وثالث بلدية بعد شانغهاي وتشونغتشينغ.
حوالي 13 مليون من سكان المدينة في عام 2013 كان لديهم تصاريح هوكو محلية تمكنهم من الإقامة الدائمة في بكين. بالنسبة للسكان الثمانية ملايين المتبقين فديهم تصاريح هوكو في أماكن أخرى لذا فهم غير مؤهلين للحصول على بعض المزايا الاجتماعية التي تقدمها حكومة بلدية بكين. زاد عدد السكان في عام 2013 بمقدار 455,000 أي حوالي 7٪ عن العام السابق. بلغ إجمالي عدد السكان 14.213 مليون نسمة في عام 2004. المسبب الرئيس في هذه الزيادة السكانية هي الهجرة. بلغ معدل الزيادة الطبيعية للسكان في عام 2013 مجرد 0.441٪ على أساس معدل المواليد 8.93 ومعدل الوفيات 4.52. بلغت نسبة الجنس البشري 51.6% ذكور و48.4% إناث.
يمثل الأشخاص في سن العمل 73.6% من السكان. انخفضت نسبة السكان الذين تتراوح أعمارهم بين 0 و14 عامًا كنسبة من السكان من 9.95% في عام 2004 إلى 9.92% في عام 2013 لكنها ارتفعت مرة أخرى إلى 12.1% في عام 2021. انخفض عدد السكان الذين تزيد أعمارهم عن 65 عامًا من 11.12% إلى 8.58% لكنها ارتفعت إلى 14.2% في عام 2021. تضاعفت تقريبًا نسبة سكان المدينة الحاصلين على التعليم الجامعي من 20.4% في عام 2002 إلى 37.3% في عام 2011 وزادت إلى 49.1% بحلول عام 2021. يبلغ عدد الحاصلين على تعليم ثانوي من سكان المدينة حوالي 66.4% و88.2% حصلوا على التعليم المتوسط.
نفذت الحكومة الصينية في عام 2017 ضوابط سكانية في بكين وشانغهاي لمحاربة ما أسمته "مرض المدن الكبيرة" وما يرافقه من مشاكل مثل الازدحام والتلوث ونقص خدمات التعليم والرعاية الصحية. من نتائج هذه السياسة انخفاض عدد سكان بكين بمقدار 20 ألف نسمة من عام 2016 إلى عام 2017. تُبعد الحكومة بعض ذوي الدخل المنخفض قسراً من المدينة حيث تهدم المساكن القانونية وغير القانونية في بعض الأحياء السكنية ذات الكثافة السكانية العالية. ويعاد توزيع السكان في منطقة جينغ جين جي وشيونغآن الجديدة ومن المتوقع أن تشمل عمليات النقل ما بين 300.000 إلى 500.000 شخص يعملون في الأبحاث الحكومية والجامعات ومقار الشركات.

### الأعراق
يذكر تعداد عام 2010 أن ما يقرب من 96% من سكان بكين هم من عرقية الهان. أما بقية السكان (800,000) فأكبر خمسة عرقيات لهم هي المانشو (336.000) والهوي (249.000 والكوريون (77.000) والمغول (37.000) وتوجيا (24.000). بالإضافة إلى ذلك كان هناك 8,045 من سكان هونغ كونغ و500 من سكان ماكاو و7,772 من سكان تايوان مع 91,128 أجنبي مقيم بالمدينة. تقدر دراسة أجرتها أكاديمية بكين للعلوم أنه في عام 2010 كان هناك في المتوسط 200,000 أجنبي يعيشون في بكين في أي يوم من أيام السنة يشملون الطلاب والمسافرين والسياح.

### الدين
التاريخ الديني لبكين غني ومتنوع حيث كان للديانات الشعبية الصينية والطاوية والبوذية والكونفوشية والإسلام والمسيحية حضور تاريخي قوي في المدينة. باعتبارها العاصمة الوطنية في إدارة الدولة للشؤون الدينية والعديد من المؤسسات التي ترعاها الدولة للديانات. جلب المهاجرون الأجانب ديانات أخرى إلى المدينة في العقود الأخيرة. صرحت لوانغ تشيون من الأكاديمية الصينية للعلوم الاجتماعية في عام 2010 وجود 2.2 مليون بوذي في المدينة أي ما يعادل 11.2% من إجمالي السكان. يشكل المسيحيون 0.78% من سكان المدينة وفقا للمسح الاجتماعي العام الصيني لعام 2009. ويشكل المسلمون 1.76% من سكان المدينة وفقا لمسح عام 2010.

#### الديانة الشعبية الصينية والطاوية

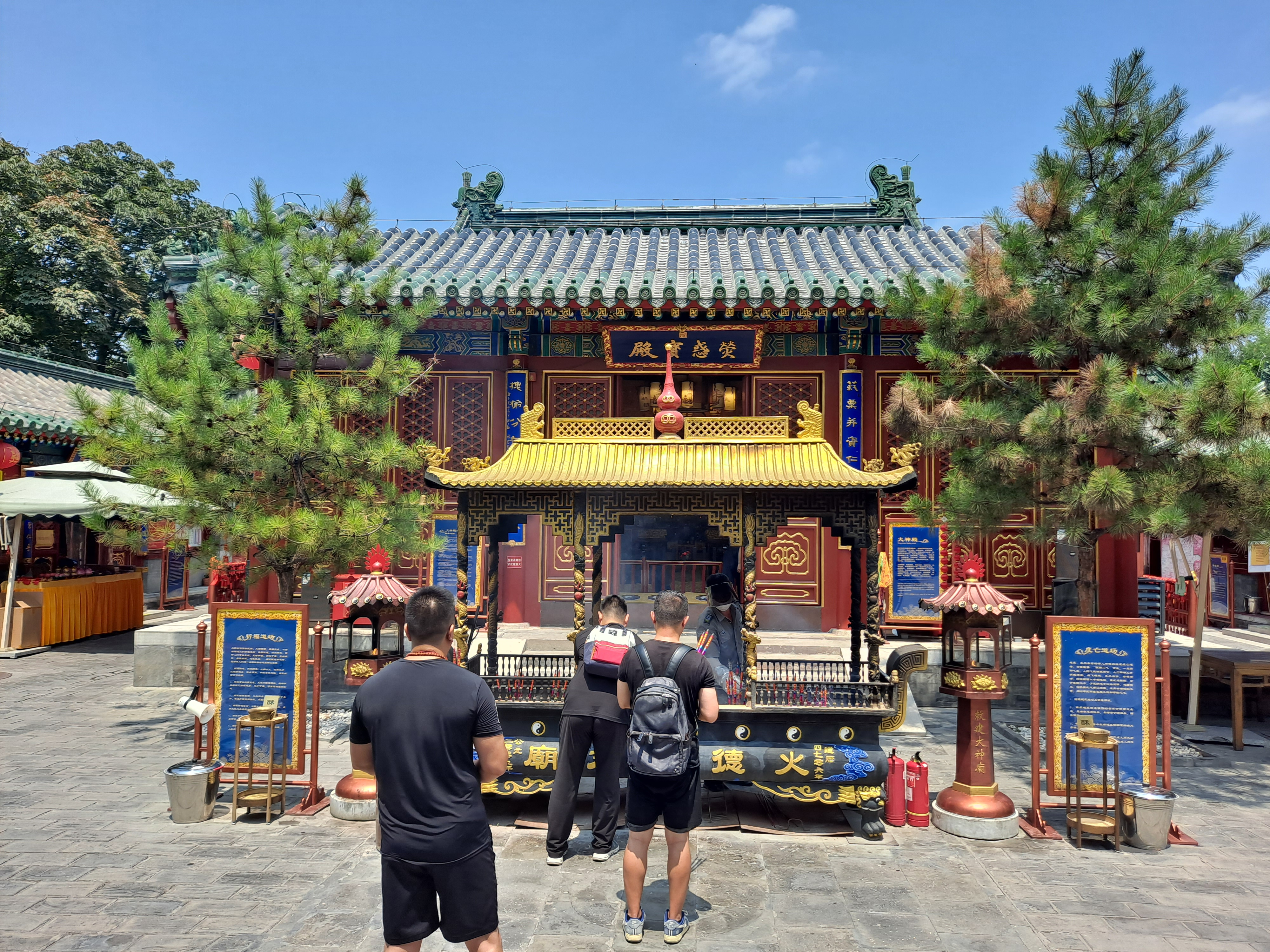
معبد إله النار في ديانمن

يوجد في بكين العديد من المعابد المخصصة للآلهة الشعبية. منها معابد مخصصة الملك التنين ولكوان يو ولإله النار ولإله الثروة. يقع المقر الرئيسي لجمعية الطاوية الصينية الوطنية وكلية الطاوية الصينية في معبد السحابة البيضاء للطاوية في تشيوانزين، أسس المعبد عام 741 وأعيد بناؤه عدة مرات لاحقة. يعد معبد بكين دونجيوي خارج شاويانغمن أكبر معبد لطاوية تشنغيي في المدينة. يقع المقر الرئيسي لجمعية بكين الطاوية المحلية في معبد لوزو بالقرب من فوشينغمن.

#### الإسلام

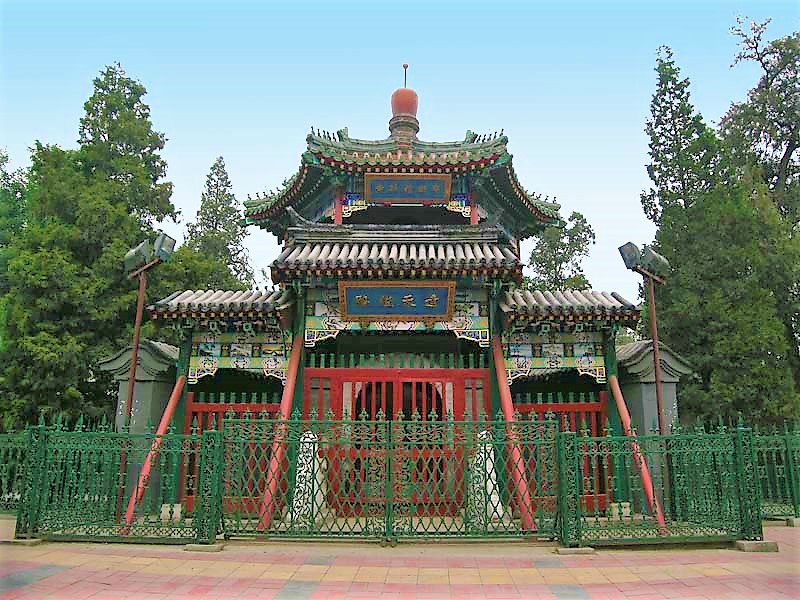
مسجد نيوجيه بالمدينة

يوجد في بكين حوالي 70 مسجد تعترف بها الرابطة الإسلامية في الصين التي يقع مقرها الرئيسي بجوار مسجد نيوجيه أقدم مسجد في المدينة، الذي تأسس في عام 996 خلال عهد أسرة لياو. يذكر أن الجالية المسلمة الصينية أدت شهر رمضان وأدى صلاة العيد في هذا المسجد في عام 2021.
أكبر مساجد بكين هو مسجد تشانغ ينغ الواقع في منطقة شاويانغ، والذي تبلغ مساحته 8400 متر مربع. من المساجد البارزة الأخرى في المدينة القديمة مسجد دونقساي الذي تأسس عام 1346 ومسجد هواشي الذي تأسس عام 1415 ومسجد نان دويا بالقرب من شاويانغمن ومسجد شارع جينشيفانغ في منطقة شيتشنغ ومسجد دونجزيمن.

#### المسيحية
كان هناك عدد كبير من المسيحيين الأرثوذكس في بكين، حيث جاءت الأرثوذكسية إلى بكين مع الأسرى الروس من النزاعات الحدودية الصينية الروسية في القرن السابع عشر.

## التعليم والبحث
تعد بكين مركزًا رائدًا عالميًا للابتكار العلمي والتكنولوجي وهي في المرتبة الأولى في العالم من حيث الإنتاج العلمي حسب مؤشر نيتشر في عام 2016. تتصدر المدينة أيضًا العالم بأعلى حصة من المقالات المنشورة في مجالات العلوم الفيزيائية والكيمياء وعلوم الأرض والبيئة، خاصة في المخرجات ذات الصلة بأهداف التنمية المستدامة السبعة عشر للأمم المتحدة.
يوجد في بكين أكثر من 90 كلية وجامعة عامة وفيها بذلك أكبر نظام جامعي عام حضري في آسيا وهي أكبر مدينة في الصين من حيث مؤسسات التعليم العالي، بالمدينة جامعتي تسينغ - هوا وبكين أفضل جامعتين في منطقة آسيا وأوقيانوسيا بأكملها والدول الناشئة وهما في المركز السادس عشر على مستوى العالم حسب تصنيف مجلة تايمز للتعليم العالي للجامعات العالمية لعام 2022. كلاهما أعضاء في C9 League وهو تحالف يضم نخبة الجامعات الصينية.
في بكين أكثر من خمس الجامعات في خطة 147 جامعة من الدرجة الأولى المزدوجة وهي خطة وطنية لتطوير جامعات النخبة الصينية إلى مؤسسات ذات مستوى تعليم عالمي بحلول نهاية عام 2050. تصنف العديد من الجامعات المرموقة في بكين باستمرار من بين الأفضل في منطقة آسيا والمحيط الهادئ والعالم مثل جامعة بكين وجامعة تسينغ - هوا وجامعة رنمين الصينية وجامعة بكين للمعلمين وجامعة الأكاديمية الصينية للعلوم وجامعة بيهانغ ومعهد بكين التكنولوجيا وجامعة الصين الزراعية وجامعة مينزو الصينية وجامعة العلوم والتكنولوجيا (بكين) وجامعة بكين للتكنولوجيا الكيميائية وجامعة الأعمال والاقتصاد الدولي وجامعة الأكاديمية الصينية للعلوم الاجتماعية والجامعة المركزية للتمويل والاقتصاد. اختيرت هذه الجامعات ضمن خطتي "985 جامعة" أو "211 جامعة" للحكومة الصينية لتطوير جامعات عالمية المستوى.
المدينة هي مقر الأكاديمية الصينية للعلوم والتي تصنف على أنها معهد الأبحاث الأول في العالم حسب مؤشر نيتشر منذ بداية القائمة في عام 2014. تدير الأكاديمية أيضًا جامعة الأكاديمية الصينية للعلوم التي تقع في بكين وتصنف ضمن أفضل خمس مؤسسات بحثية في العالم حسب مؤشر نيتشر.
فيما يلي بعض الجامعات الوطنية الرئيسية في بكين:
- جامعة بكين للغابات
- جامعة بكين جياوتونغ
- جامعة بكين للتكنولوجيا
- جامعة بكين للطب الصيني
- جامعة بكين للبريد والاتصالات
- Beijing Electronic Science and Technology Institute
- جامعة بكين للدراسات الأجنبية
- جامعة بكين للغات والثقافة
- Beijing Sport University
- Central Conservatory of Music
- الأكاديمية المركزية للفنون الجميلة
- Central Academy of Drama
- China University of Geosciences (Beijing)
- جامعة الصين للبترول
- China University of Mining and Technology (Beijing)
- جامعة الصين للعلوم السياسية والقانون
- China Foreign Affairs University
- Chinese People's Public Security University
- China Women's University
- China Youth University for Political Sciences
- China Institute of Industrial Relations
- جامعة الإتصالات الصينية
- North China Electric Power University
- كلية بكين الاتحادية الطبية
- جامعة العلاقات الدولية  [لغات أخرى]‏

في بكين أيضًا العديد من المؤسسات الدينية مثل:
- المعهد الإسلامي الصيني [خطأ: تحقق من وسيط ورمز اللغة] (中国伊斯兰教经学院)
- معهد بكين الإسلامي [خطأ: تحقق من وسيط ورمز اللغة] (北京伊斯兰教经学院)
- الأكاديمية البوذية الصينية [خطأ: تحقق من وسيط ورمز اللغة] (中国佛学院)
- الكلية البوذية التبتية رفيعة المستوى في الصين [خطأ: تحقق من وسيط ورمز اللغة] (中国藏语系高级佛学院)
- المدرسة الوطنية للكنيسة الكاثوليكية في الصين (中国天主教神哲学院)

تفوق الطلاب البالغون من العمر 15 عامًا من بكين (مع شانغهاي وجيجيانغ وجيانغسو) على جميع الدول الـ 78 الأخرى المشاركة في جميع الفئات (الرياضيات والقراءة والتعليم والعلوم) في البرنامج الدولي لتقييم الطلبة في عام 2018، وهي دراسة عالمية للأداء الأكاديمي تجريها منظمة التعاون الاقتصادي والتنمية.

## الثقافة

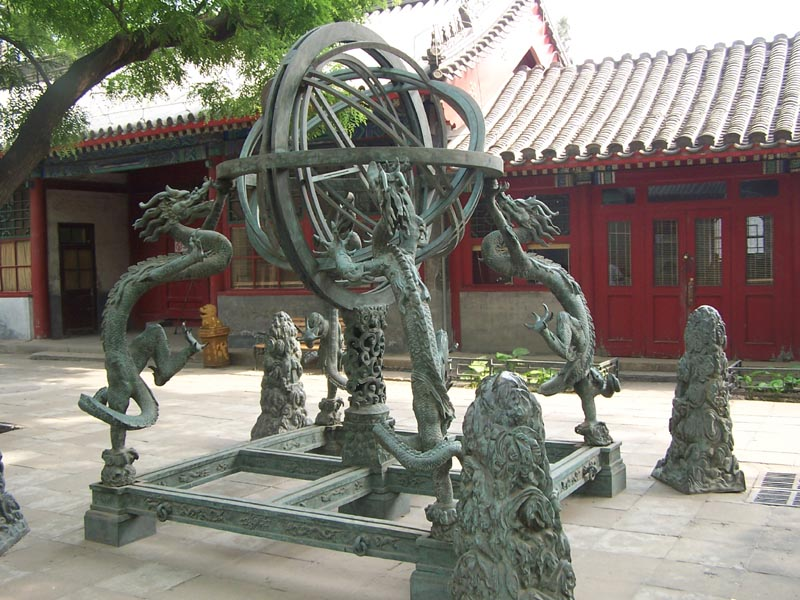
مرصد بكين القديم

لقبت بكين باسم مدينة التصميم في عام 2012 وأصبحت جزءًا من شبكة المدن المبدعة في اليونسكو.

### الأماكن السياحية

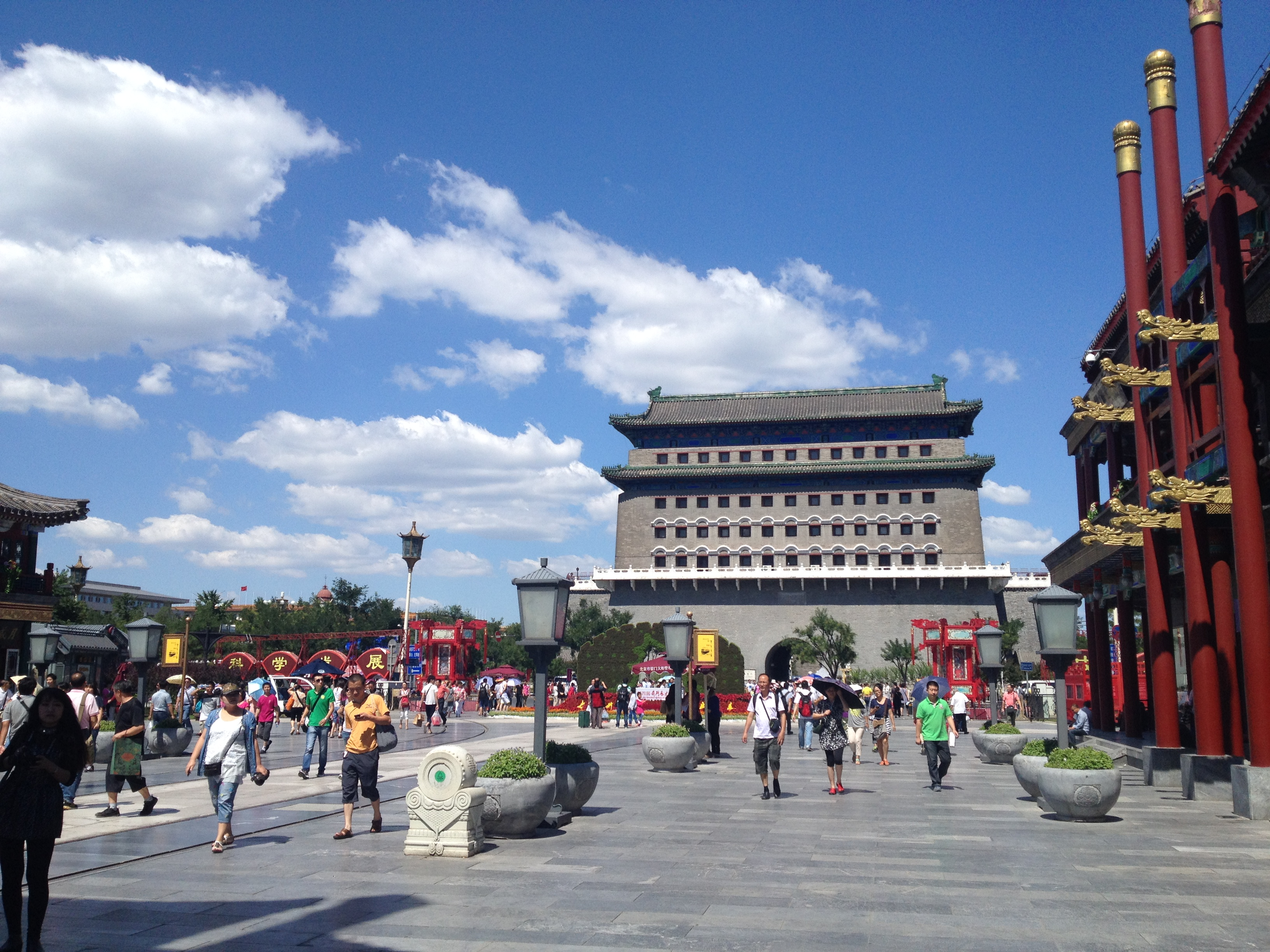
شارع تشيانمن شارع تجاري شعبي خارج بوابة تشيانمن

أشهر مكان سياحي بالمدينة هي المدينة المحرمة في القلب التاريخي لبكين وهي مجمع قصور ضخم لأباطرة سلالتي مينغ وتشينغ. يحيط بالمدينة المحرمة العديد من الحدائق الإمبراطورية والمتنزهات والمناطق الطبيعية لا سيما بيهاي وشيشهاي وتشونغنانهاي وجينغشان وتشونغشان، توصف هذه المنتزهات وتحديداً حديقة بيهاي بأنها من روائع فن البستنة الصيني وتُعد وجهات سياحية تاريخية مهمة؛ يعد القصر الصيفي في الجزء الغربي من المدينة أحد مواقع التراث العالمي لليونسكو، يحتوي على مجموعة من الحدائق والقصور الإمبراطورية تعود لعائلة تشينغ الإمبراطورية.

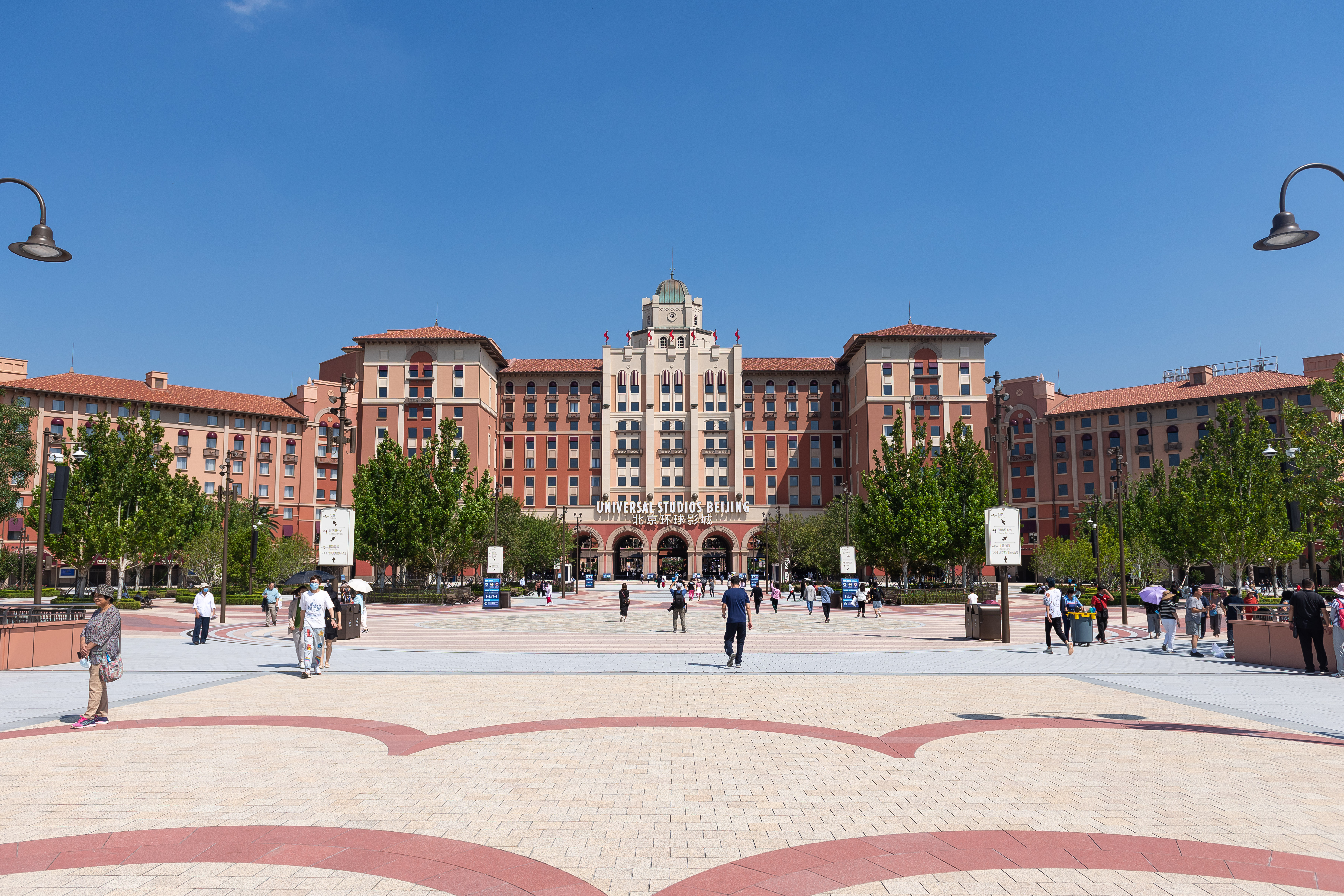
يونيفرسال ستوديوز بكين

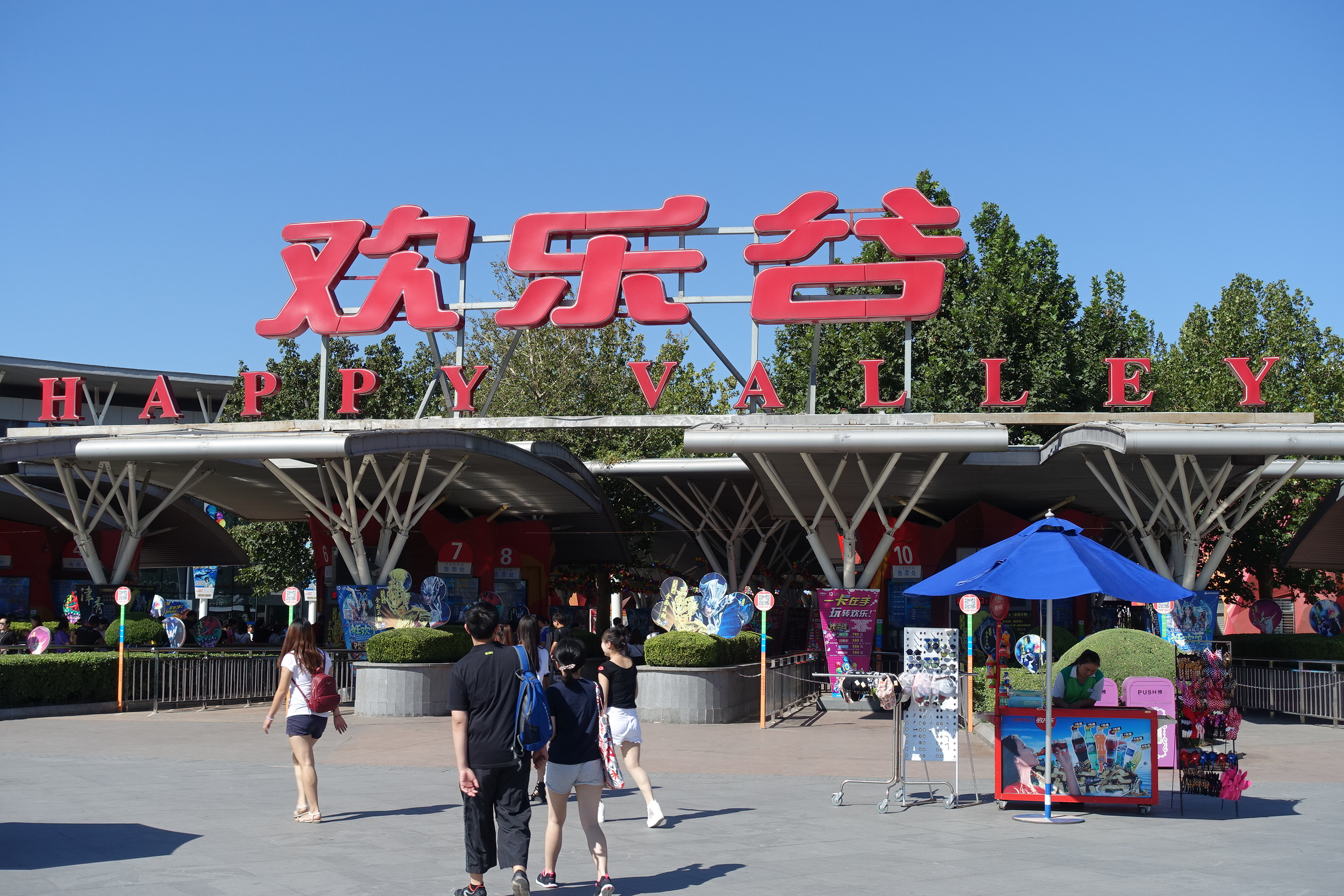
Happy Valley Beijing

يوجد في بكين 144 متحفًا ومعرضًا (اعتبارًا من يونيو 2008). أشهرهم متحف القصر في المدينة المحرمة والمتحف الوطني الصيني ومن المتاحف الكبرى الأخرى متحف الفن الوطني الصيني ومتحف العاصمة بكين ومتحف بكين للفنون والمتحف العسكري الصيني ومتحف ثورة الشعب الصيني والمتحف الجيولوجي الصيني ومتحف بكين للتاريخ الطبيعي ومتحف علم الحيوان القديم في الصين.
من أشهر المواقع الدينية بالمدينة معبد السماء الواقع في جنوب شرق بكين وهو أيضًا أحد مواقع التراث العالمي لليونسكو، يوجد في ضواحي مدينة بكين مقابر مينغ وهي مواقع دفن فخمة لثلاثة عشر أباطرة مينغ وهي من موقع التراث العالمي لليونسكو. بالمدينة موقع رجل بكين الأثري في تشوكوديان وهو أحد مواقع التراث العالمي، هناك عدة أقسام من سور الصين العظيم في بلدية المدينة، يذكر المجلس العالمي للسفر والسياحة أن بكين ثاني أكثر مدينة سياحية في العالم زيارة بعد شانغهاي. من المتنزهات الترفيهية بالمدينة يونيفرسال ستوديوز بكين وهابي فالي بكين وكلاهما من المتنزهات الترفيهية الأكثر زيارة في آسيا.

### التراث الثقافي الا مادي

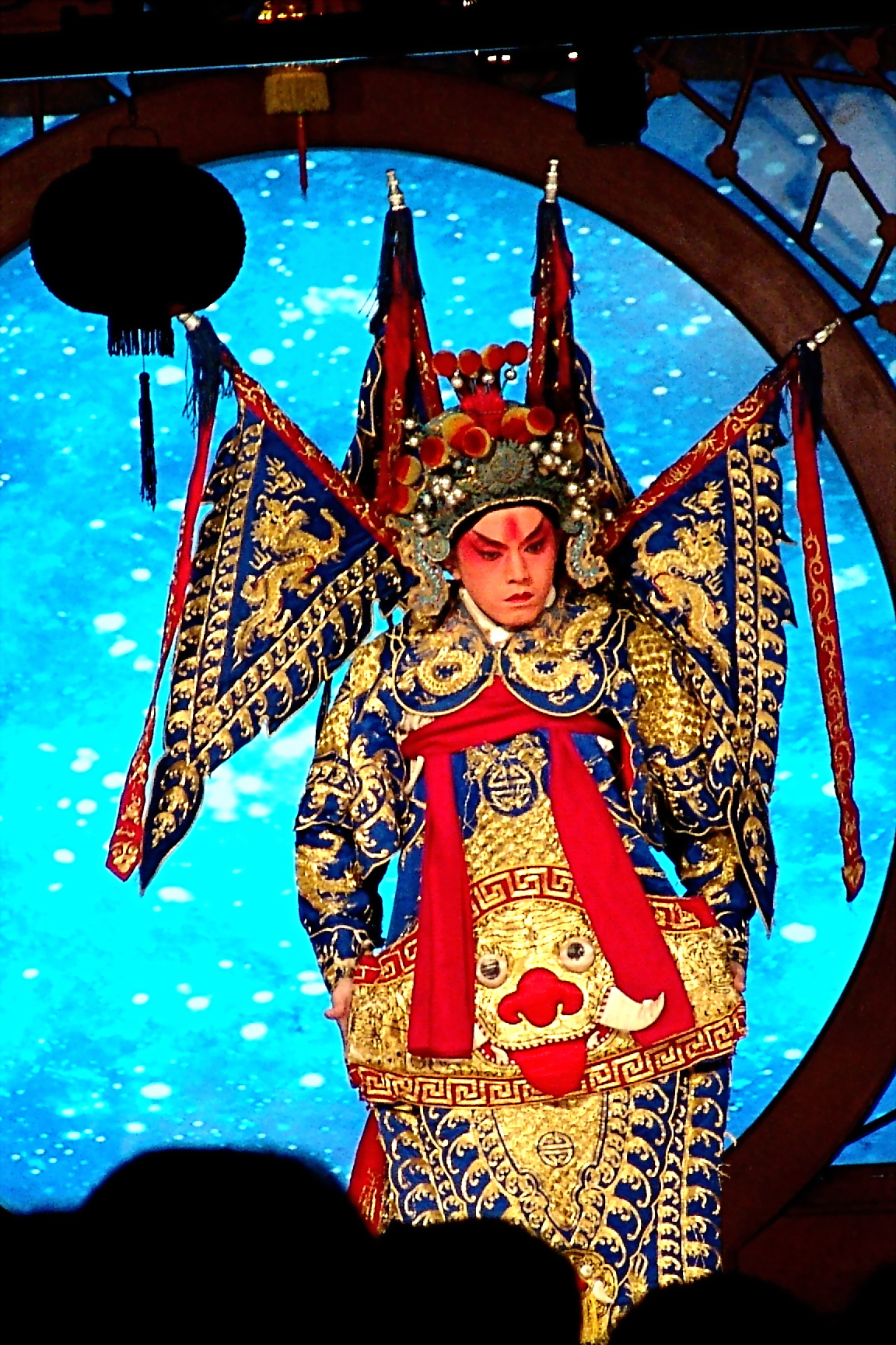
أوبرا بكين

التراث الثقافي لبكين غني ومتنوع. بدأت حكومة بكين في عام 2006 عملية اختيار التراث الثقافي والحفاظ عليه فنشرت خمس قوائم للتراث الثقافي، وصنفت 288 ممارسة على أنها تراث ثقافي. وتنقسم إلى عشر فئات وهي الموسيقى الشعبية والرقص الشعبي والأوبرا والفنون الإيقاعية وألعاب الخفة والفنون الشعبية والحرف اليدوية التقليدية والطب التقليدي والأدب الشعبي والفولكلور.
أوبرا بكين هي شكل تقليدي من المسرح الصيني معروف في جميع أنحاء البلاد. ويعتبر واحد من أهم إنجازات الثقافة الصينية، وهو مزيج من الأغاني والحوارات والقتال والألعاب البهلوانية. يستخدم الكثير من المؤدون فيها لهجة مسرحية قديمة تختلف تمامًا عن اللغة الصينية القياسية الحديثة وعن لهجة بكين الحديثة.

## الرياضة

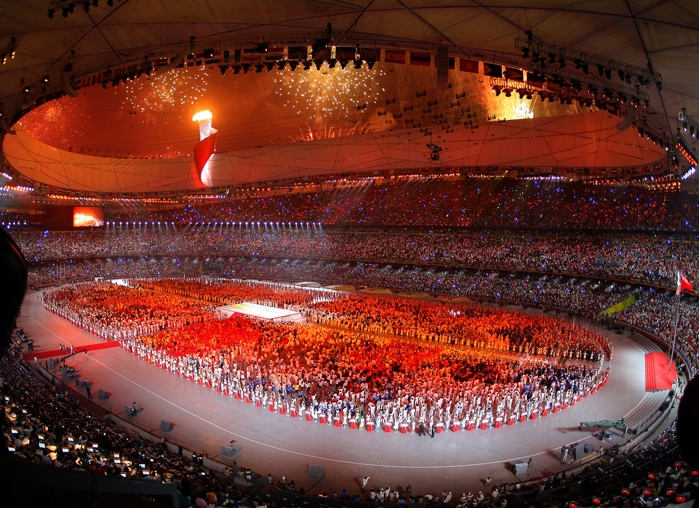
مشهد من مراسم افتتاح دورة الألعاب الأولمبية الصيفية لعام 2008

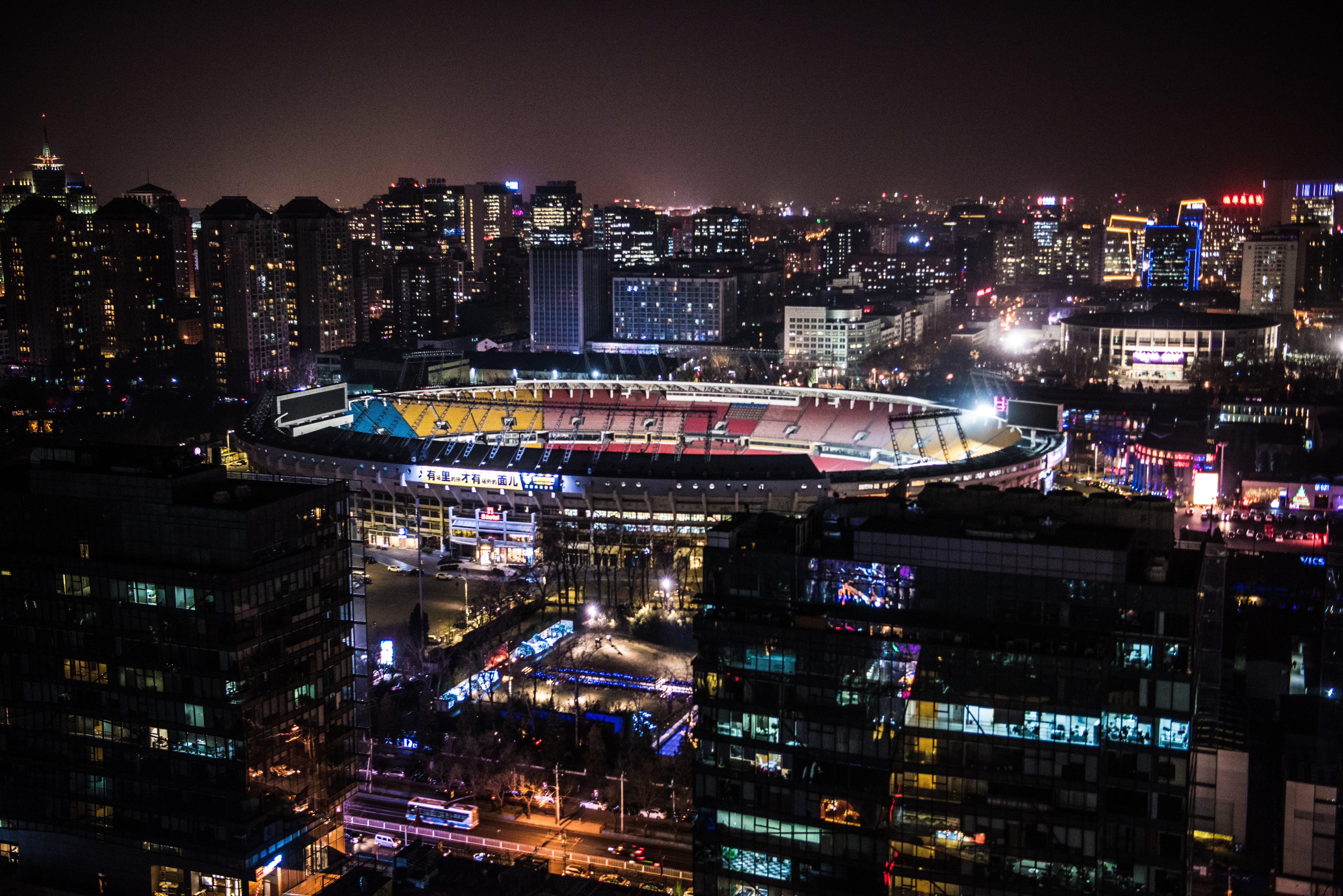
ملعب عمال بكين، الصورة مأخوذة من Sanlitun

استضافت بكين العديد من الأحداث الرياضية الدولية والوطنية كان أبرزها الألعاب الأولمبية الصيفية والألعاب البارالمبية لعام 2008 والألعاب الأولمبية الشتوية والألعاب البارالمبية لعام 2022، ومن الأحداث الدولية الأخرى التي أقيمت في بكين دورة الألعاب الجامعية الصيفية 2001 ودورة الألعاب الآسيوية 1990. ومن المسابقات الدولية الفردية ماراثون بكين (سنويًا منذ عام 1981) وبطولة الصين المفتوحة للتنس (1993–97، سنويًا منذ عام 2004) وسباق الجائزة الكبرى لكأس التزلج الفني على الجليد في الصين (2003، 2004، 2005، 2008، 2009 و2010) وبطولة الصين المفتوحة للسنوكر (سنويًا منذ عام 2005) وبطولة العالم لتنس الطاولة عام 1961 وبطولة العالم لكرة الريشة IBF عام 1987 وكأس آسيا 2004 لكرة القدم وكأس باركليز آسيا لكرة القدم في عام 2009 وبطولة العالم لألعاب القوى 2015.
استضافت المدينة دورة الألعاب الوطنية الصينية الثانية في عام 1914 والألعاب الوطنية الأربع الأولى للصين في أعوام 1959 و1965 و1975 و1979، وشاركت في استضافة الألعاب الوطنية لعام 1993 مع سيتشوان وتشينغداو. استضافت بكين أيضًا دورة ألعاب الفلاحين الوطنية الافتتاحية في عام 1988 والألعاب الوطنية السادسة للأقليات في عام 1999. قدمت بكين عرضًا لاستضافة دورة الألعاب الأولمبية الشتوية 2022. في نوفمبر 2013. منحت اللجنة الأولمبية الدولية دورة الألعاب الأولمبية الشتوية 2022 للمدينة في 31 يوليو 2015 لتصبح أول مدينة على الإطلاق تستضيف الألعاب الأولمبية الصيفية والشتوية كما أصبحت أول مدينة على الإطلاق تستضيف الألعاب البارالمبية الصيفية والشتوية.
يقع مقر اتحاد الصين للباندي في بكين وهي واحدة من المدن العديدة التي يمكن فيها تطوير رياضة الباندي. كان مركز ووكهسونغ الثقافي والرياضي في بكين أحد الملاعب الرئيسية التي استضافت كأس العالم لكرة السلة 2019.

### المنشأت الرياضية
المنشأت الرياضية الرئيسية في المدينة هي مركز ووكهسونغ الثقافي والرياضي في Wukesong غرب وسط المدينة وملعب العمال وساحة العمال في سانليتون شرق المدينة وكابيتال أرينا في بايشيكياو شمال شرق المدينة. العديد من المنشأت الرياضية في المدينة طورت في الأصل من أجل دورة الألعاب الأولمبية الصيفية لعام 2008 وحدثت من أجل دورة الألعاب الأولمبية الشتوية لعام 2022. توجد منطقة القفز التزلجي Big Air Shougang في الضواحي الغربية والتي بنيت لأجل دورة الألعاب الأولمبية الشتوية لعام 2022.

## النقل

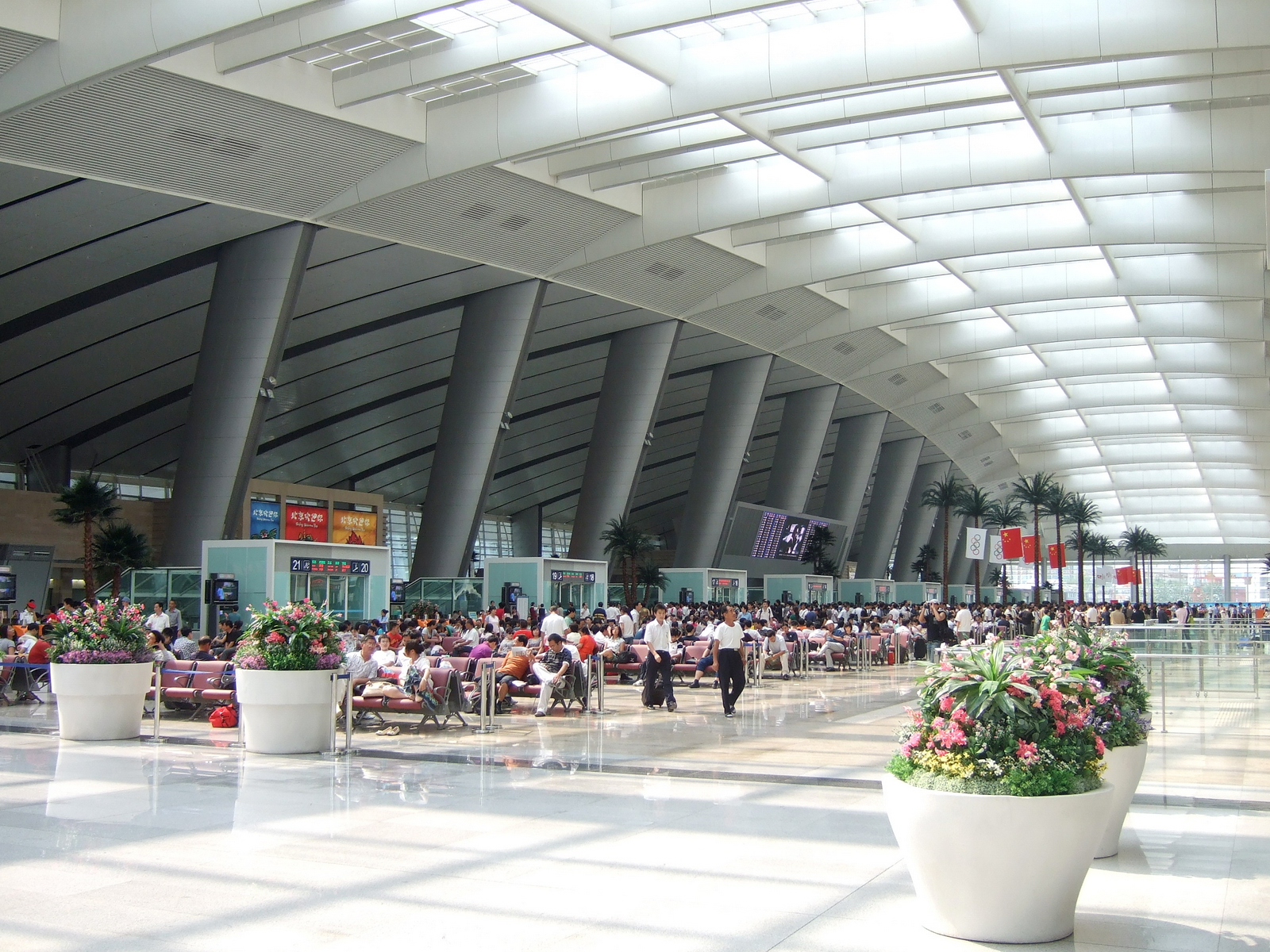
محطة سكة حديد جنوب بكين وهي إحدى محطات السكك الحديدية العديدة في المدينة

تعد بكين مركزًا مهمًا للنقل في شمال الصين حيث تضم ستة طرق دائرية و1167 كيلومترًا (725 ميلًا) من الطرق السريعة و15 طريقًا سريعًا وطنيًا وتسعة خطوط سكك حديدية وستة خطوط سكك حديدية عالية السرعة.

### السكك الحديدية
تعد بكين بمثابة مركز كبير للسكك الحديدية في شبكة السكك الحديدية الصينية. تنطلق عشرة خطوط سكك حديدية تقليدية من المدينة إلى: شنغهاي (خط جينغهو) وقوانغتشو (خط جينغقوانغ) وكولون (خط جينغجيو) وهاربين (خط جينغها) وباوتو (خط جينغباو) وتشنغده (خط جينغتشنغ) وتونغلياو ومنغوليا الداخلية (خط جينغتون) ويوان بينغ وشنشي (خط جينغ يوان) وشاتشينغ وخبي (خط فنغشا).
يوجد في بكين أيضًا ستة خطوط للسكك الحديدية عالية السرعة: خط السكة الحديد بين مدينتي بكين وتيانجين الذي افتتح في عام 2008؛ وخط السكك الحديدية فائق السرعة بين بكين وشانغهاي الذي افتتح في عام 2011؛ وخط السكك الحديدية فائق السرعة بين بكين وقوانغتشو الذي افتتح في عام 2012؛ وخط السكة الحديد بين بكين شيونغآن وخط السكة الحديد بين بكين تشانغجياكو اللذان افتتحا في عام 2019. انتهت الحكومة من خط السكة الحديد فائق السرعة بين بكين وشنيانغ في عام 2021.
محطات السكك الحديدية الرئيسية في المدينة هي محطة سكة حديد بكين التي افتتحت في عام 1959؛ محطة سكة حديد غرب بكين التي افتتحت في عام 1996؛ ومحطة سكة حديد جنوب بكين التي أعيد بناؤها لتصبح محطة السكك الحديدية عالية السرعة بالمدينة في عام 2008؛ ومحطة سكة حديد شمال بكين التي بنيت في عام 1905 ووسعت في عام 2009؛ ومحطة سكة حديد تشينغهي التي بنيت في عام 1905 ووسعت في عام 2019؛ افتتحت أيضا محطة سكة حديد بكين شاويانغ في عام 2021 ومحطة سكة حديد بكين فنغتاى في عام 2022. يوجد في ضواحي بكين أكثر من 40 محطة للسكك الحديدية.

### الطرق

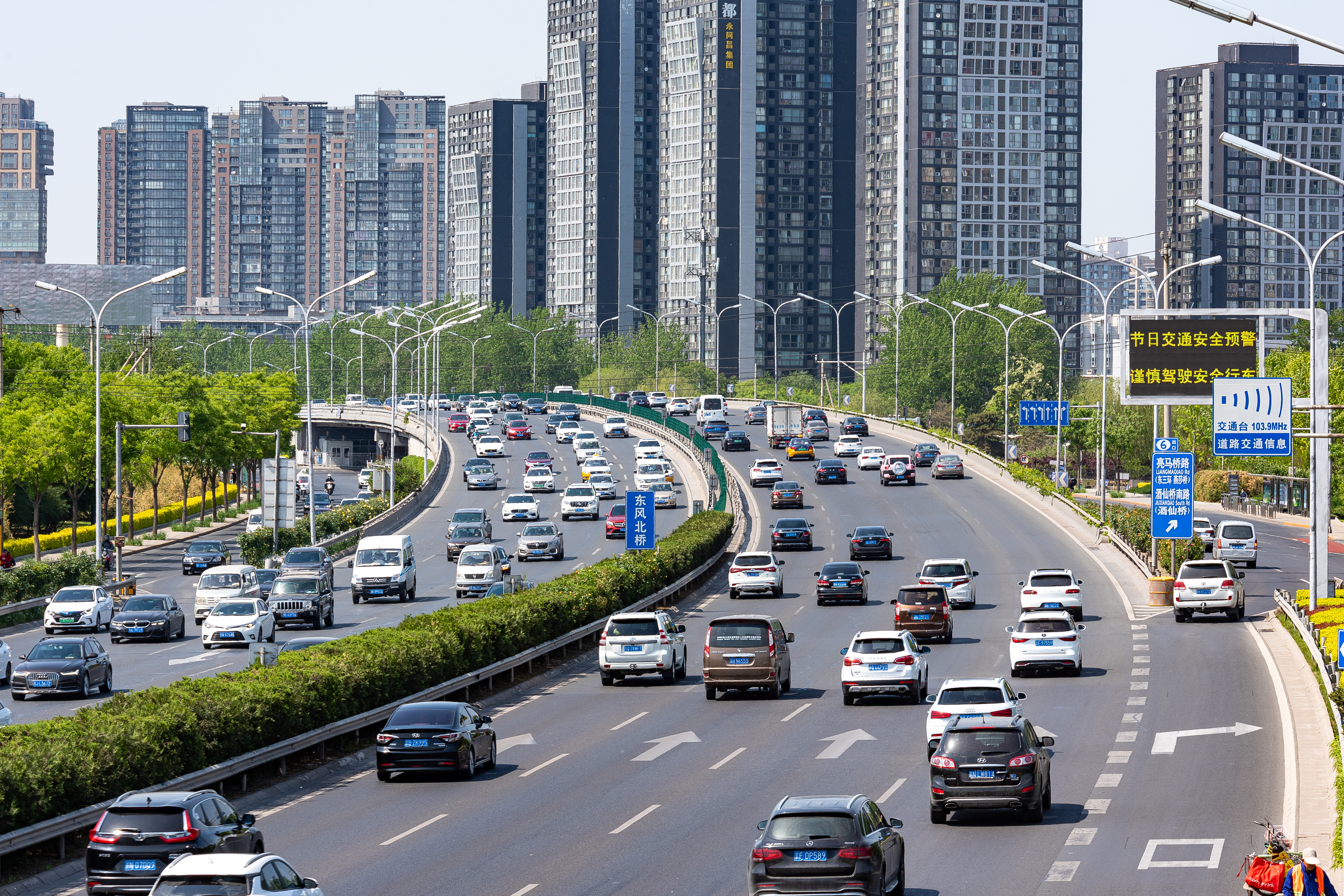
صورة للطريق الدائري الرابع في شاويانغ

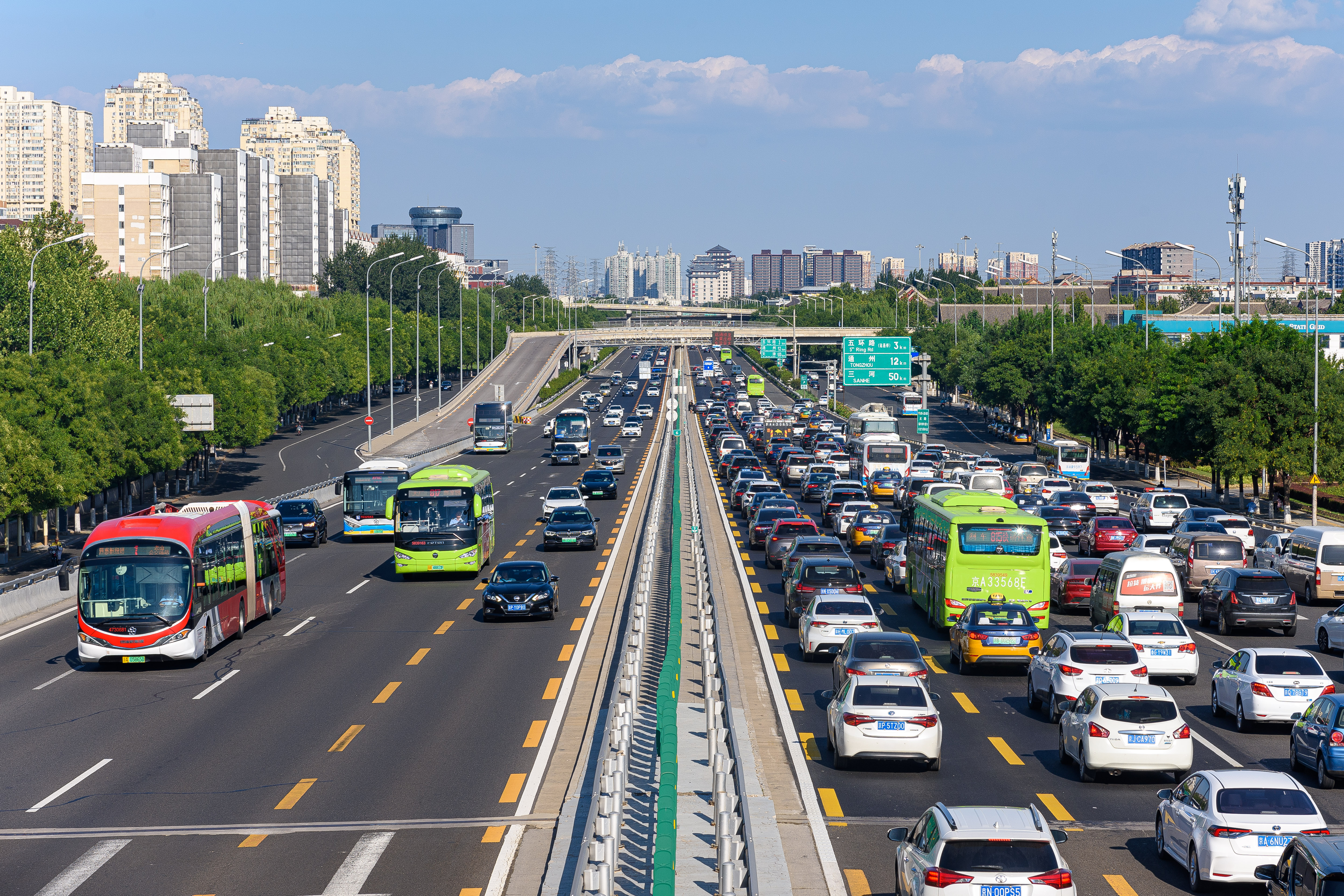
ازدحام مروري على طريق بكين تونغتشو السريع

ترتبط بكين بطرق مع جميع أنحاء الصين كجزء من شبكة الطرق الرئيسية الوطنية. يعتمد النقل الحضري في بكين على الطرق الدائرية التي تحيط بالمدينة وتعد المدينة المحرمة مركز نظام النقل، طرق المدينة الدائرية مستطيلة الشكل أكثر منها حلقية. لا يوجد في المدينة طريق باسم "الطريق الدائري الأول" رسميًا، وتبدأ من الطريق الدائري الثاني.
يفاقم التصميم الحضري في بكين من مشاكل النقل. كان في بكين 4 ملايين سيارة مسجلة في بداية عام 2010. بلغ متوسط تسجيلات السيارات الجديدة في بكين 15,500 سيارة أسبوعيًا في عام 2010. أعلنت حكومة المدينة عن سلسلة من الإجراءات الصارمة لمعالجة الاختناقات المرورية في نهاية 2010 بما في ذلك الحد من عدد لوحات الترخيص الجديدة الصادرة لسيارات الركاب إلى 20 ألفًا شهريًا ومنع السيارات التي تحمل لوحات من غير بكين من دخول المناطق داخل الطريق الدائري الخامس خلال ساعات الذروة.
للحصول على لوحة ترخيص صالحة للسيارة يختار السائقين المختارين في نظام قرعة.(ص.168) كجزء من دعم السياسة الحكومية لاستخدام السيارات الكهربائية يتمتع سائقو بكين الذين لديهم سيارات كهربائية بالكامل بفرصة أكبر بكثير ليحصلوا على لوحة ترخيص.(ص.168) بالإضافة إلى ذلك تُعفى المركبات الكهربائية بالكامل من القيود المتعلقة بأي يوم من أيام الأسبوع يمكن للسائق أن يقود فيه سيارته.(ص.168)
تعرض لافتات طرق المدينة الارشادات باللغتين الصينية والإنجليزية وذلك بداء من عام 2008.

### المطارات

#### مطار العاصمة بكين الدولي

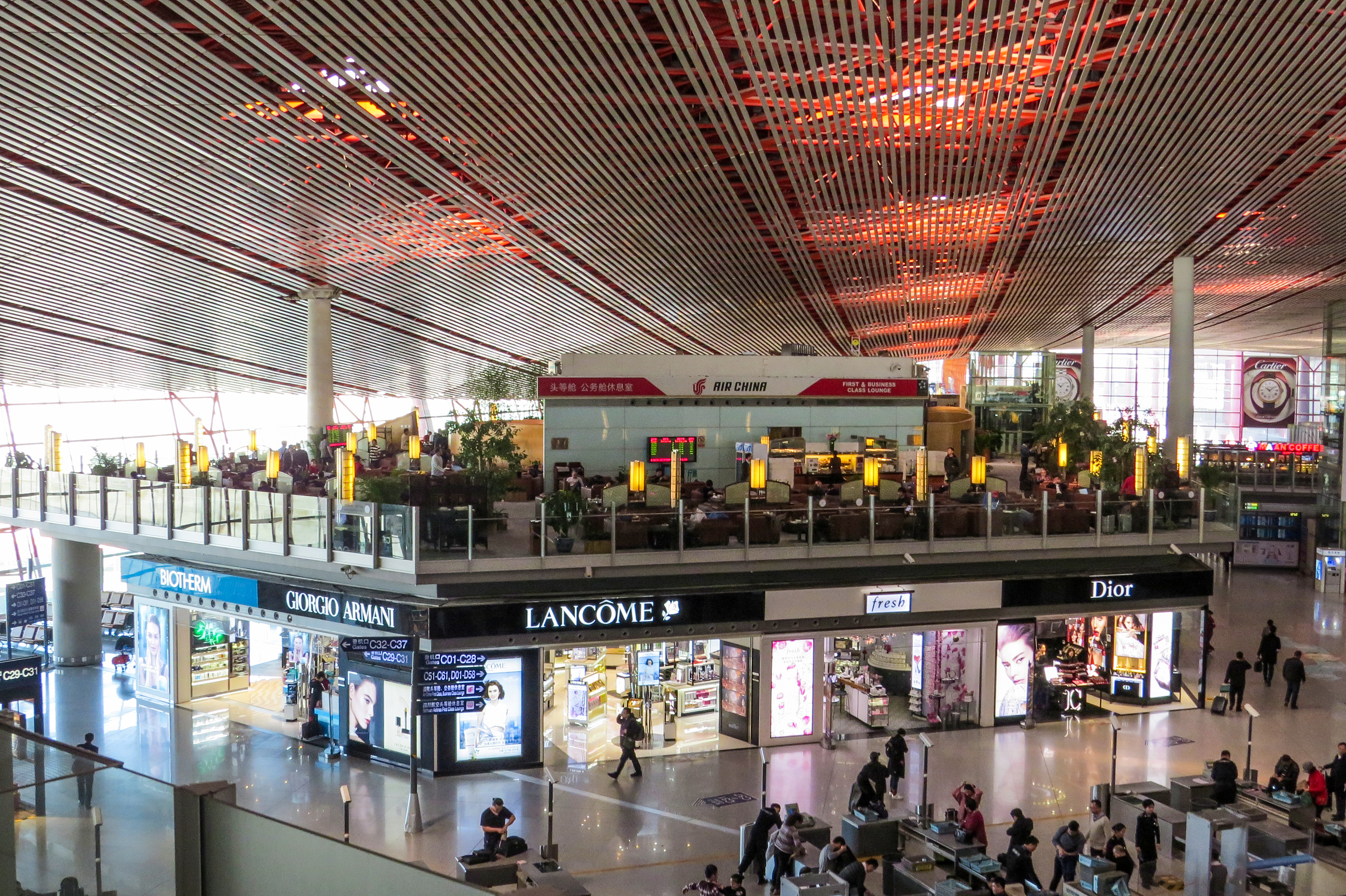
المبنى رقم 3 في مطار بكين العاصمة الدولي

يقع مطار العاصمة بكين الدولي (اياتا: PEK) على بعد 32 كيلومتر (20 ميل) شمال شرق وسط المدينة في منطقة شاويانغ المتاخمة لمنطقة شوني وهو ثاني أكثر المطارات ازدحامًا في العالم بعد مطار هارتسفيلد جاكسون في أتلانتا. يعد المبنى رقم 3 بالمطار الذي بني خلال توسعة أولمبياد 2008 أحد أكبر الصالات في العالم. مطار العاصمة هو المركز الرئيسي لشركة طيران الصين وخطوط هاينان الجوية. يصل المدينة بالمطار طريق المطار السريع من شمال شرقها وطريق المطار الثاني السريع من شرق المدينة.

#### مطار بكين داشينغ الدولي

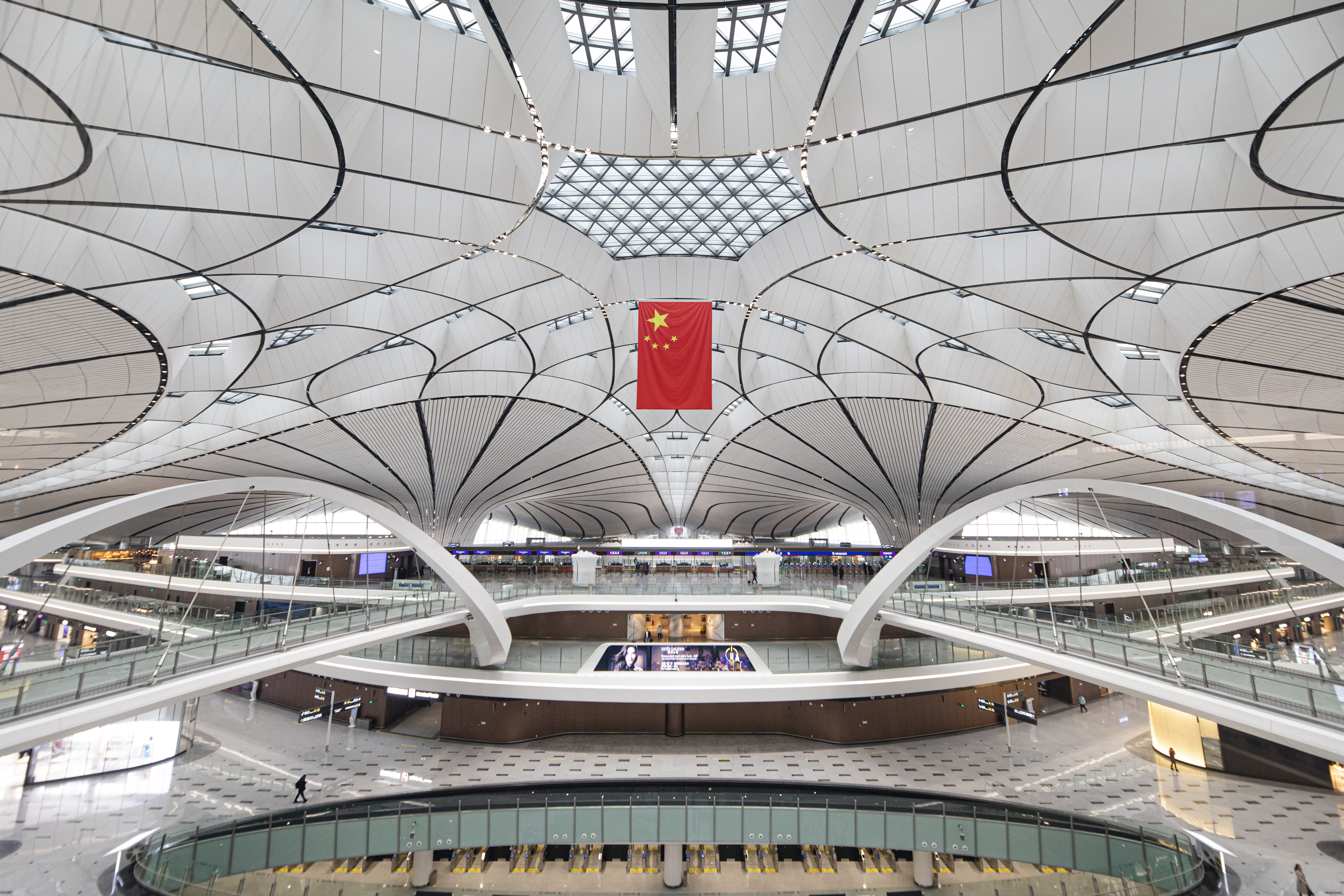
مطار بكين داشينغ الدولي

يقع مطار بكين داشينغ الدولي (IATA: PKX) على بعد 46 كيلومتر (29 ميل) جنوب المدينة في منطقة داشينغ المتاخمة لمدينة لانغ فانغ بمقاطعة خبي افتتح المطار في 25 سبتمبر 2019. يحتوي المطار على أحد أكبر مباني الركاب في العالم. يرتبط مطار داشينغ بالمدينة عبر خط السكك الحديدية بين مدينتي بكين وشيونغآن وخط مطار داشينغ السريع في مترو بكين وطريقين سريعين.

#### مطارات أخرى
مع افتتاح مطار داشينغ في سبتمبر 2019 أغلق مطار بكين نانيوان (اياتا: NAY) الذي يقع على بعد 13 كيلومترًا (8.1 ميل) جنوب وسط المدينة في منطقة فنغتاي. يوجد في المدينة أيضًا مطارات أخرى عسكرية في ليانغشيانغ وشيجياو وشاهي وبادالينغ.

#### متطلبات التأشيرة للزوار
يُسمح للسياح من 45 دولة بالبقاء بدون تأشيرة لمدة 72 ساعة في بكين اعتبارًا من 1 يناير 2013. وتشمل الدول الـ 45 سنغافورة واليابان والولايات المتحدة وكندا وجميع دول الاتحاد الأوروبي ودول المنطقة الاقتصادية الأوروبية (باستثناء النرويج وليختنشتاين) وسويسرا والبرازيل والأرجنتين وأستراليا. يفيد البرنامج المسافرين العابرين ورجال الأعمال يبدأ حساب 72 ساعة بدءًا من لحظة حصول الزوار على تصاريح إقامة العبور وليس من وقت وصول طائرتهم، لا يُسمح للزوار الأجانب بمغادرة بكين إلى مدن صينية أخرى خلال 72 ساعة.

### المترو

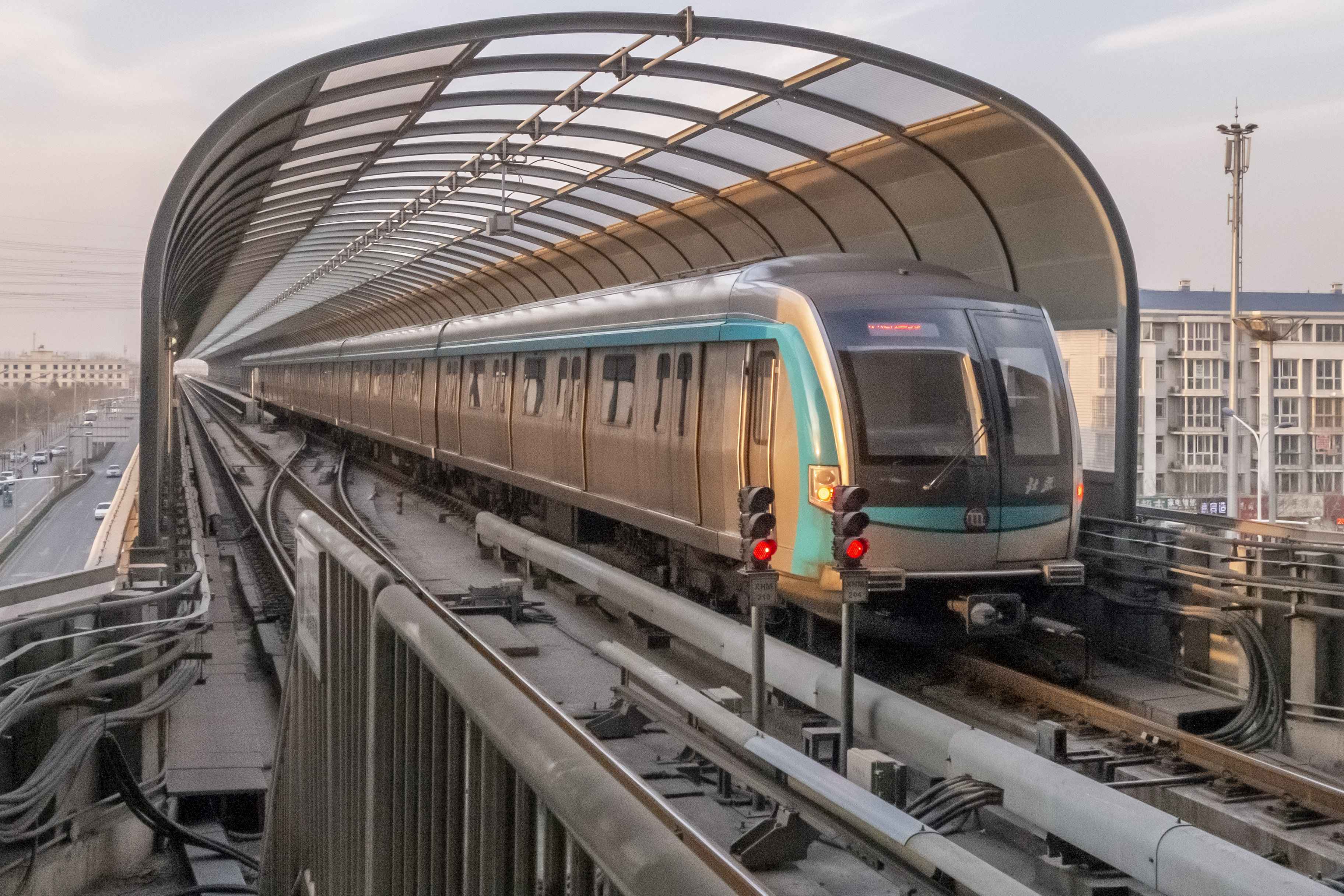
قطار خط داشينغ في مترو بكين والذي يعد من بين أطول أنظمة النقل السريع وأكثرها ازدحامًا في العالم

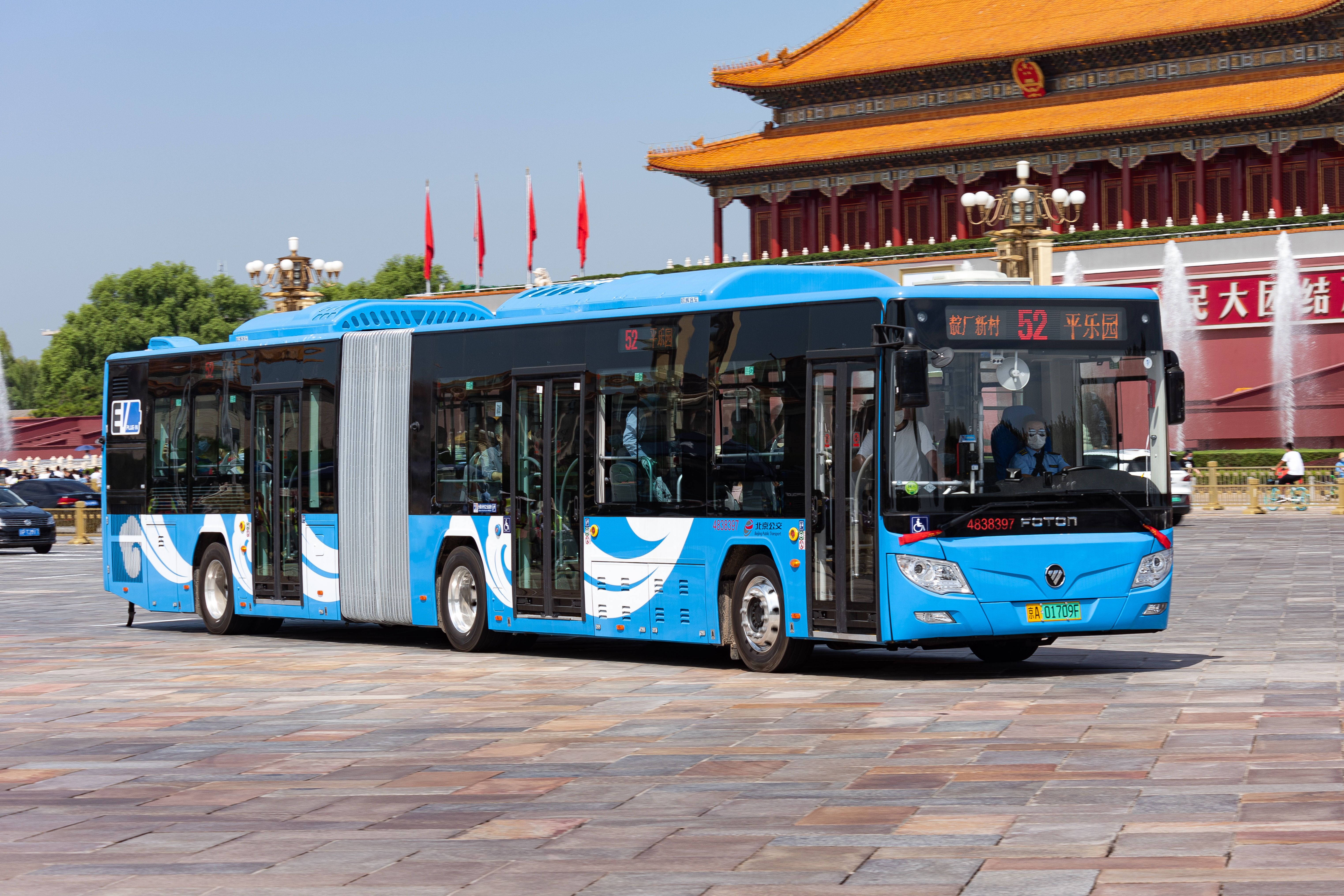
أحد حافلات خدمة حافلات بكين

بدأ مترو بكين العمل في عام 1969 يتكون الآن من 29 خط و522 محطة بإجمالي طول خطوط يبلغ 879 كـم (546 ميل). مترو بكين هو أطول نظام مترو أنفاق في العالم والأول من حيث عدد الركاب السنوي فجرت فيه 3.66 مليار رحلة في عام 2016. كجزء من إعادة التطوير الحضري لدورة الألعاب الأولمبية لعام 2008 ووسع مترو بكين بشكل كبير.(ص.137) تحول نظام الدفع في المترو في 28 ديسمبر 2014 إلى نظام الأجرة على أساس المسافة لجميع الخطوط باستثناء خط المطار السريع. بموجب النظام الجديد رحلة أقل من 6 كـم (3 1⁄2 ميل) ستتكلف 3.00 رنمينبي (0.49 دولار أمريكي) وستضاف 1.00 رنمينبي إضافية للستة كيلومترات التالية.

### الدراجات

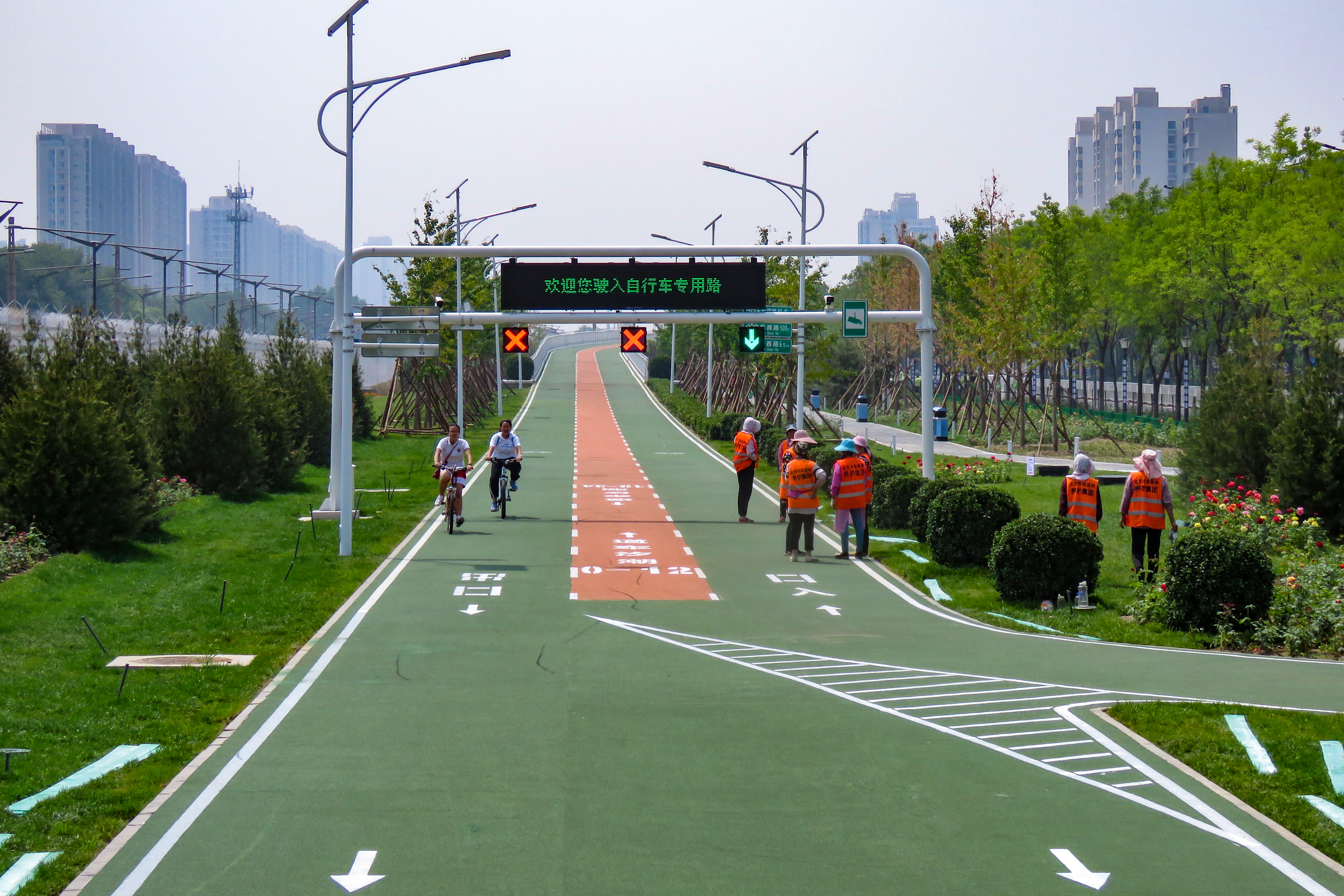
مسار هويلونغوان شانغدي للدراجات

تشتهر بكين منذ فترة طويلة بكثرة الدراجات فيها، على أن زيادة السيارات خلق قدرًا كبيرًا من الازدحام وسبب في تراجع استخدام الدراجات، إلا أن الدراجات لا تزال شكل مهم من وسائل النقل المحلية. ويمكن رؤية العديد من راكبي الدراجات على معظم الطرق في المدينة كما أن معظم الطرق الرئيسية بها ممرات مخصصة للدراجات. افتتحت السلطات ممر مخصص للدراجات بطول 6.5 كيلومتر (4 أميال) في 30 مارس 2019 بين هويلونغقوان وشانغدي وهي المنطقة التي يوجد فيها العديد من شركات التكنولوجيا الفائقة. انتعشت فكرة ركوب الدراجات مع ظهور تطبيقات تقاسم ركوب الدراجات مثل Mobike وBluegogo وOfo في عام 2016.

## الطبيعة والحياة البرية
هناك 20 محمية طبيعية في بلدية بكين تبلغ مساحتها الإجمالية 1,339.7 كـم2 (517.3 ميل2). يعيش في الجبال الواقعة غرب وشمال المدينة عدد من أنواع الحياة البرية تشمل النمر والقط النمري والذئب والثعلب الأحمر والخنزير البري وزباد النخيل المقنع والكلب الراكوني وابن عرس السيبيري والقنفذ واليحمور الأوروبي وmandarin rat snake. يقوم مركز إنقاذ الحياة البرية المائية والحفاظ عليها في بكين بحماية السلمندر العملاق الصيني وبط آمور أبو شوكة والبط الصيني على نهري هواجيو وهواشا في منطقة هوايرو. يوجد في منتزه بكين ميلو جنوب المدينة واحدة من أكبر قطعان أيل الأب دافيد المنقرضة الآن في البرية. جبال فانغشان هي أيضًا موطن لخفاش بكين ذو أذنين الفأر وخفاش الحذوة الكبير وخفاش ريكيت كبير القدم.
تستضيف بكين كل عام ما بين 200 إلى 300 نوع من الطيور المهاجرة مثل طائر الكركي الشائع والنورس أسود الرأس والتم والبركة والوقواق الشائع والدرسة صفراء الصدر المهددة بالانقراض. تم تعقب طيور الواقواق الشائعة في مايو 2016 في أعشاشها في كويهو (هايديان) وهانشيكياو (شونيي) ويياهو (يانتشينغ) بالمدينة ووجد أنها تأتي من أماكن بعيدة مثل الهند وكينيا وموزمبيق. قامت شرطة غابات بكين في خريف 2016 بحملة مدتها شهر للقضاء على الصيد غير القانوني ومحاصرة الطيور المهاجرة لبيعها في أسواق الطيور المحلية. سُلمت أكثر من 1000 طائر من الأنواع المحمية مثل اليمام والسميلى والقرقف الفحمي والقرقف الكبير إلى مركز بكين لحماية الحياة البرية والإنقاذ لإعادتها إلى البرية.
زهرة المدينة هي الورد الصيني والأقحوان. وشجرة المدينة هي الشجرة الصينية وهي شجرة دائمة الخضرة من عائلة السروية وأيضًا شجرة صفيراء اليابان وتسمى أيضًا شجرة الباحث الصينية وهي شجرة نفضية من عائلة البقولية.

## العلاقات الدولية
العاصمة هي مركز البنك الآسيوي للاستثمار في البنية التحتية وهو بنك تنمية متعدد الأطراف يهدف إلى تحسين النواحي الاقتصادية والاجتماعية في آسي وصندوق طريق الحرير وهو صندوق استثماري تابع للحكومة الصينية لتعزيز الاستثمار المتزايد وتقديم الدعم المالي في البلدان الواقعة على طول مبادرة الحزام والطريق. والمقر الرئيسي لمنظمة شانغهاي للتعاون، مما يجعلها مدينة مهمة للدبلوماسية الدولية.

### التوأمة
لبيكن توأمة مع المدن والمناطق الآتية:
- أديس أبابا، إثيوبيا
- أنقرة، تركيا
- آستانا، كازاخستان
- أثينا، اليابان
- بانكوك، تايلاند
- برلين، ألمانيا
- بروكسل، بلجيكا
- بوخارست، رومانيا
- بودابست، المجر
- بوينس آيرس، الأرجنتين
- القاهرة، مصر
- كانبرا، أستراليا
- كولونيا، ألمانيا
- كوبنهاغن، الدنمارك
- دلهي، الهند
- الدوحة، قطر
- دبلن، أيرلندا
- هانوي، فيتنام
- هافانا، كوبا
- إيل دو فرانس، فرنسا
- إسلام آباد، باكستان
- جاكرتا، إندونيسيا
- جوهانسبرغ، جنوب إفريقيا
- كييف، أوكرانيا
- ليما، بيرو
- لندن، إنجلترا، المملكة المتحدة
- مانيلا، الفلبين
- مينسك، بيلاروس
- مدينة مكسيكو، المكسيك
- موسكو، روسيا
- نيويورك، الولايات المتحدة
- أوتاوا، كندا
- بنوم بنه، كمبوديا
- ريغا، لاتفيا
- ريو دي جانيرو، البرازيل
- سان خوسيه، كوستاريكا
- سانتياغو، تشيلي
- سول، كوريا الجنوبية
- تالين، إستونيا
- طهران، إيران
- تل أبيب، Israel
- تيرانا، ألبانيا
- طوكيو، البابان
- أولان باتور، منغوليا
- فيينتيان، لاوس
- واشنطن العاصمة، الولايات المتحدة
- ويلينغتون، نيوزيلندا

### السفارات والقنصليات الأجنبية
كانت الصين في عام 2019 تمتلك أكبر شبكة دبلوماسية في العالم. تستضيف العاصمة بكين حاليًا 173 سفارة وقنصلية واحدة و3 ممثلين غير مكتب هونغ كونغ وماكاو التجاري.
- أفغانستان
- ألبانيا
- الجزائر
- أنغولا
- أنتيغوا وباربودا
- الأرجنتين
- أرمينيا
- أستراليا
- النمسا
- أذربيجان
- جزر البهاما
- البحرين
- بنغلاديش
- باربادوس
- بيلاروس
- بلجيكا
- بنين
- بوليفيا
- البوسنة والهرسك
- بوتسوانا
- البرازيل
- بروناي
- بلغاريا
- بوركينا فاسو
- بوروندي
- كمبوديا
- الكاميرون
- كندا
- الرأس الأخضر
- جمهورية إفريقيا الوسطى
- تشاد
- تشيلي
- كولومبيا
- جزر القمر
- جمهورية الكونغو
- جمهورية الكونغو الديمقراطية
- كوستاريكا
- كرواتيا
- كوبا
- قبرص
- جمهورية التشيك
- الدنمارك
- جيبوتي
- دومينيكا
- جمهورية الدومينيكان
- تيمور الشرقية
- الإكوادور
- مصر
- السلفادور
- غينيا الاستوائية
- إرتريا
- إستونيا
- إثيوبيا
- فيجي
- فنلندا
- فرنسا
- الغابون
- غامبيا
- جورجيا
- ألمانيا
- غانا
- اليونان
- غرينادا
- غينيا
- غينيا بيساو
- غيانا
- هندوراس
- المجر
- آيسلندا
- الهند
- إندونيسيا
- إيران
- العراق
- أيرلندا
- إسرائيل
- إيطاليا
- ساحل العاج
- جامايكا
- اليابان
- الأردن
- كازاخستان
- كينيا
- الكويت
- قرغيزستان
- لاوس
- لاتفيا
- لبنان
- ليسوتو
- ليبيريا
- ليبيا
- ليتوانيا
- لوكسمبورغ
- مدغشقر
- مالاوي
- ماليزيا
- جزر المالديف
- مالي
- مالطا
- موريتانيا
- موريشيوس
- المكسيك
- ميكرونيسيا
- مولدوفا
- منغوليا
- موناكو (قنصلية)
- الجبل الأسود
- المغرب
- موزمبيق
- ميانمار
- ناميبيا
- نيبال
- هولندا
- نيوزيلندا
- نيكاراغوا
- النيجر
- نيجيريا
- كوريا الشمالية
- مقدونيا الشمالية
- النرويج
- عُمان
- باكستان
- فلسطين
- بنما
- بابوا غينيا الجديدة
- بيرو
- الفلبين
- بولندا
- البرتغال
- قطر
- رومانيا
- روسيا
- رواندا
- ساموا
- ساو تومي وبرينسيب
- السعودية
- السنغال
- صربيا
- سيشل
- سيراليون
- سنغافورة
- سلوفاكيا
- سلوفينيا
- جزر سليمان
- الصومال
- جنوب إفريقيا
- كوريا الجنوبية
- جنوب السودان
- إسبانيا
- سريلانكا
- السودان
- سورينام
- السويد
- سويسرا
- سوريا
- طاجيكستان
- تنزانيا
- تايلاند
- توغو
- تونغا
- ترينيداد وتوباغو
- تونس
- تركيا
- تركمانستان
- أوغندا
- أوكرانيا
- الإمارات العربية المتحدة
- المملكة المتحدة
- الولايات المتحدة
- الأوروغواي
- أوزبكستان
- فانواتو
- فنزويلا
- فيتنام
- اليمن
- زامبيا
- زيمبابوي

### المكاتب التمثيلية
- هايتي (مكتب تمثيلي)
- جزر فارو (مكتب تمثيلي)
- الاتحاد الأوروبي (بعثة الاتحاد الأوروبي إلى الصين  [لغات أخرى]‏)

## فهرست المراجع
1. ↑  "Doing Business in China – Survey". وزارة التجارة (الصين). مؤرشف من الأصل في 2014-05-26. اطلع عليه بتاريخ 2013-08-05.
2. ↑  "Communiqué of the Seventh National Population Census (No. 3)". المكتب الوطني الصيني للإحصاء. 11 مايو 2021. مؤرشف من الأصل في 2021-05-11. اطلع عليه بتاريخ 2021-05-11.
3. 1 2 3 4 5 6 7 8 9 10 11  "National Data". المكتب الوطني الصيني للإحصاء. 1 مارس 2022. مؤرشف من الأصل في 2020-01-09. اطلع عليه بتاريخ 2022-03-23.
4. ↑  GeoNames (بالإنجليزية), 2005, QID:Q830106
5. 1 2 3 4 5 6 7 8 9 10 11 12 13 14 15 16 17 18 19 20 21 22 23 24 25 26 27 28 29 30 31 32 33 34 35 36 37 38 39 40 41 42 43 44 45 46 47 48 49 50 51 52 53 54  "Sister Cities of Beijing" (بالإنجليزية). Retrieved 2020-05-12.
6. ↑   http://www.tirana.gen.al/sister_cities.php. {{استشهاد ويب}}: |url= بحاجة لعنوان (مساعدة) والوسيط |title= غير موجود أو فارغ (من ويكي بيانات) (مساعدة)
7. ↑   https://tirana.al/uploads/2023/6/20230627125928_marreveshje-shoqata.pdf. {{استشهاد ويب}}: |url= بحاجة لعنوان (مساعدة) والوسيط |title= غير موجود أو فارغ (من ويكي بيانات) (مساعدة)
8. ↑  "La Comunidad de Madrid se hermana con Pekín, organizadora de los JJ.OO. de 2008" (بالإسبانية). Retrieved 2020-05-13.
9. ↑  "Перелік Міст, З Якими Києвом Підписані Документи Про Поріднення, Дружбу, Співробітництво, Партнерство" (PDF) (بالأوكرانية). Retrieved 2020-05-13.
10. ↑   https://kyivcity.gov.ua/kyiv_ta_miska_vlada/pro_kyiv/mista-pobratimi_z_yakimi_kiyevom_pidpisani_dokumenti_pro_poridnennya_druzhbu_spivrobitnitstvo_partnerstvo/. {{استشهاد ويب}}: |url= بحاجة لعنوان (مساعدة) والوسيط |title= غير موجود أو فارغ (من ويكي بيانات) (مساعدة)
11. ↑   http://legislacao.prefeitura.sp.gov.br/leis/lei-14471-de-10-de-julho-de-2007. {{استشهاد ويب}}: |url= بحاجة لعنوان (مساعدة) والوسيط |title= غير موجود أو فارغ (من ويكي بيانات) (مساعدة)
12. ↑   https://kvs.gov.spb.ru/en/agreements/. {{استشهاد ويب}}: |url= بحاجة لعنوان (مساعدة) والوسيط |title= غير موجود أو فارغ (من ويكي بيانات) (مساعدة)
13. ↑  "Pekina (Ķīnas Tautas Republika)" (باللاتفية). Retrieved 2020-05-13.
14. ↑   https://www.cmtedd.act.gov.au/communication/cir/beijing_china. {{استشهاد ويب}}: |url= بحاجة لعنوان (مساعدة) والوسيط |title= غير موجود أو فارغ (من ويكي بيانات) (مساعدة)
15. ↑   http://www.city.musashino.lg.jp/area/material/youran/2017english/html5.html#page=23. {{استشهاد ويب}}: |url= بحاجة لعنوان (مساعدة) والوسيط |title= غير موجود أو فارغ (من ويكي بيانات) (مساعدة)
16. ↑  "Sub-national HDI – Subnational HDI – Global Data Lab". globaldatalab.org. مؤرشف من الأصل في 2020-11-12. اطلع عليه بتاريخ 2021-12-31.
17. ↑  Beijing. دار نشر جامعة أكسفورد. مؤرشف من الأصل في 2020-10-25. {{استشهاد بموسوعة}}: تجاهل المحلل الوسيط |معجم= لأنه غير معروف (مساعدة)
18. ↑  Wells، John (3 أبريل 2008). Longman Pronunciation Dictionary (ط. 3rd). Pearson Longman. ISBN:978-1-4058-8118-0.
19. ↑  China Postal Album: Showing the Postal Establishments and Postal Routes in Each Province (ط. 1st). Shanghai, سلالة تشينغ الحاكمة: Directorate General of Posts. 1907.
20. ↑  "Peking". قاموس أوكسفورد الإنجليزي (ط. الثالثة). مطبعة جامعة أكسفورد. سبتمبر 2005.
21. ↑  المسالك::خان بالق حضرة قان الصين والخطا نسخة محفوظة 31 أغسطس 2018 على موقع واي باك مشين.
22. ↑  عالم القرون الوسطى في أعين المسلمين - كتب Google نسخة محفوظة 26 فبراير 2020 على موقع واي باك مشين.
23. ↑  "中经数据". wap.ceidata.cei.cn. مؤرشف من الأصل في 2024-03-13. اطلع عليه بتاريخ 2024-03-13.
24. ↑  "China: Provinces and Major Cities – Population Statistics, Maps, Charts, Weather and Web Information". City Population. مؤرشف من الأصل في 2019-02-11. اطلع عليه بتاريخ 2023-08-15.
25. ↑  Figures based on 2006 statistics published in 2007 National Statistical Yearbook of China and available online at 2006年中国乡村人口数 中国人口与发展研究中心 (archive). Retrieved 21 April 2009.
26. ↑  "Basic Information". Beijing Municipal Bureau of Statistics. مؤرشف من الأصل في 2012-03-13. اطلع عليه بتاريخ 2008-02-09.
27. ↑  "Top 100 Banks in the World" (بالإنجليزية البريطانية). www.relbanks.com. Archived from the original on 2018-07-29. Retrieved 2018-09-12.
28. 1 2  "Year to date Passenger Traffic". مجلس المطارات الدولي. 23 يونيو 2014. مؤرشف من الأصل في 2017-01-29. اطلع عليه بتاريخ 2014-06-26.
29. ↑  UITP Secretariat (مايو 2022). "WORLD METRO FIGURES 2021" (PDF). UITP. مؤرشف من الأصل (PDF) في 2023-11-09. اطلع عليه بتاريخ 2023-12-14.
30. ↑  "What does the world's largest single-building airport terminal look like?". BBC News. 15 أبريل 2019. مؤرشف من الأصل في 2019-04-18. اطلع عليه بتاريخ 2019-04-20.
31. ↑  Taylor, Alan. "Photos: The World's Largest Airport-Terminal Building – The Atlantic". The Atlantic (بالإنجليزية). Archived from the original on 2019-09-25. Retrieved 2019-09-25.
32. ↑  Team, MorTraveling: Budget Travel,Tips and Destination Insights. "The Asian Cities You Should Spend Some Time In". MorTraveling: Budget Travel,Tips and Destination Insights (بالإنجليزية). Archived from the original on 2024-05-02. Retrieved 2024-05-02.{{استشهاد ويب}}:  صيانة الاستشهاد: أسماء متعددة: قائمة المؤلفين (link)
33. ↑  "Peking (Beijing)". Encyclopædia Britannica (ط. ماكروبيديا, الموسوعة البريطانية). ج. 25. ص. 468.
34. ↑  "Top Ten Cities Through History". things made unthinkable. مؤرشف من الأصل في 2011-06-24. اطلع عليه بتاريخ 2016-11-28.
35. ↑  "Beijing". World Book Encyclopedia. 2008. مؤرشف من الأصل في 2008-05-19. اطلع عليه بتاريخ 2008-08-07.
36. ↑  Töre, Özgür (22 Oct 2018). "WTTC reveals the world's best performing tourism cities" (بالإنجليزية البريطانية). ftnnews.com. Archived from the original on 2021-08-07. Retrieved 2021-08-07.
37. ↑  走进北京七大世界文化遗产 – 千龙网. qianlong.com (بالصينية المبسطة). 18 Aug 2014. Archived from the original on 2014-11-29. Retrieved 2014-11-21.
38. 1 2  "US News Best Global Universities in Beijing". US News. مؤرشف من الأصل في 2020-11-06. اطلع عليه بتاريخ 2020-09-27.
39. ↑  "ShanghaiRanking's Academic Ranking of World Universities". www.shanghairanking.com. مؤرشف من الأصل في 2023-09-29. اطلع عليه بتاريخ 2023-08-21.
40. ↑  "World University Rankings 2024: China creeps closer to top 10". Times Higher Education (THE) (بالإنجليزية). 27 Sep 2023. Archived from the original on 2023-10-08. Retrieved 2023-10-09.
41. ↑  "World University Rankings". Times Higher Education (THE) (بالإنجليزية). 25 Sep 2023. Archived from the original on 2023-09-28. Retrieved 2023-10-09.
42. 1 2  "Emerging Economies". Times Higher Education (THE) (بالإنجليزية). 22 Jan 2020. Archived from the original on 2020-02-20. Retrieved 2020-09-13.
43. 1 2  Jia, Hepeng (19 Sep 2020). "Beijing, the seat of science capital". Nature (بالإنجليزية). 585 (7826): S52–S54. Bibcode:2020Natur.585S..52J. DOI:10.1038/d41586-020-02577-x.
44. 1 2  jknotts (25 Sep 2020). "Beijing Defends its Title as World's Top City for Scientific Research". www.thebeijinger.com (بالإنجليزية). Archived from the original on 2020-09-27. Retrieved 2020-09-27.
45. 1 2  "Beijing and Zhangjiakou launch joint bid to host 2022 Winter Olympic Games". insidethegames.biz. 5 نوفمبر 2013. مؤرشف من الأصل في 2013-11-05. اطلع عليه بتاريخ 2013-11-05.
46. 1 2  "IOC awards 2022 Winter Olympics to Beijing". واشنطن بوست. مؤرشف من الأصل في 2017-07-15. اطلع عليه بتاريخ 2017-08-24.
47. 1 2  Hucker، Charles O. (1958). "Governmental Organization of the Ming Dynasty". Harvard Journal of Asiatic Studies. ج. 21: 1–66. DOI:10.2307/2718619. JSTOR:2718619.
48. ↑  Standardization Administration of China (SAC). "GB/T-2260: Codes for the administrative divisions of the People's Republic of China" (Microsoft Word). نسخة محفوظة 5 March 2004 على موقع واي باك مشين..
49. ↑  "The Peking Man World Heritage Site at Zhoukoudian". مؤرشف من الأصل في 2013-03-09. اطلع عليه بتاريخ 2008-04-07.
50. ↑  "Beijing's History". China Internet Information Center. مؤرشف من الأصل في 2008-05-01. اطلع عليه بتاريخ 2008-05-01.
51. ↑  Haw, Stephen. Beijing: A Concise History. Routledge, 2007. p. 136.
52. 1 2 3  "Township divisions". ebeijing.gov.cn. مؤرشف من الأصل في 2009-09-03. اطلع عليه بتاريخ 2009-07-22.
53. ↑  Grousset، Rene (1970). The Empire of the Steppes. Rutgers University Press. ص. 58. ISBN:978-0-8135-1304-1.
54. 1 2 3  "Beijing – Historical Background". The Economist. 2007. مؤرشف من الأصل في 2007-05-22.
55. ↑  Brian Hook, Beijing and Tianjin: Towards a Millennial Megalopolis, p. 2.
56. ↑  元大都土城遗址公园. Tuniu.com (بالصينية). Archived from the original on 2009-02-05. Retrieved 2008-06-15.
57. ↑  Ebrey, Patricia Buckley. The Cambridge Illustrated History of China. Cambridge: Cambridge University Press, 1999. (ردمك 0-521-66991-X)
58. ↑  Li, Dray-Novey & Kong 2007، صفحة 23
59. ↑  An Illustrated Survey of Dikes and Dams in Jianghan Region. المكتبة الرقمية العالمية. 1567. مؤرشف من الأصل في 2013-02-10. اطلع عليه بتاريخ 2013-05-09.
60. ↑  "The Temple of Heaven". China.org. 13 أبريل 2001. مؤرشف من الأصل في 2008-06-20. اطلع عليه بتاريخ 2008-06-14.
61. ↑  Robert Hymes (2000). John Stewart Bowman (المحرر). Columbia Chronologies of Asian History and Culture. Columbia University Press. ص. 42. ISBN:978-0-231-11004-4.
62. ↑  "Renewal of Ming Dynasty City Wall". Beijing This Month. 1 فبراير 2003. مؤرشف من الأصل في 2005-05-03. اطلع عليه بتاريخ 2008-06-14.
63. ↑  Li, Dray-Novey & Kong 2007، صفحة 33
64. ↑  "Beijing – History – The Ming and Qing Dynasties". Britannica Online Encyclopedia. 2008. مؤرشف من الأصل في 2008-05-12. اطلع عليه بتاريخ 2008-06-16.
65. ↑  Elliott 2001، صفحة 98
66. ↑  Li, Dray-Novey & Kong 2007، صفحات 119–120
67. ↑  Preston, p. 310–311
68. ↑  Preston, pp. 312–315
69. ↑  Li, Dray-Novey & Kong 2007، صفحات 133–134
70. 1 2  "Beijing". موسوعة كولومبيا (ط. 6th). 2008. مؤرشف من الأصل في 2010-02-12. اطلع عليه بتاريخ 2009-07-22.
71. ↑  MacKerras & Yorke 1991، صفحة 8
72. ↑  "Incident on 7 July 1937". Xinhua News Agency. 27 يونيو 2005. مؤرشف من الأصل في 2008-12-16. اطلع عليه بتاريخ 2008-06-20.
73. ↑  Li, Dray-Novey & Kong 2007، صفحة 166
74. ↑  Cheung، Andrew (1995). "Slogans, Symbols, and Legitimacy: The Case of Wang Jingwei's Nanjing Regime". Indiana University. مؤرشف من الأصل في 2007-10-23. اطلع عليه بتاريخ 2008-06-20.
75. ↑  Li, Dray-Novey & Kong 2007، صفحة 168
76. ↑  毛主席八次接见红卫兵的组织工作.  中国共产党新闻网 (بالصينية). 7 Apr 2011. Archived from the original on 2017-07-06. Retrieved 2011-12-27.{{استشهاد بخبر}}:  صيانة الاستشهاد: لغة غير مدعومة (link)
77. ↑  Li, Dray-Novey & Kong 2007، صفحة 217
78. ↑  Li, Dray-Novey & Kong 2007، صفحة 255
79. ↑  Li, Dray-Novey & Kong 2007، صفحة 252
80. ↑  Li, Dray-Novey & Kong 2007، صفحة 149
81. ↑  Li, Dray-Novey & Kong 2007، صفحات 249–250
82. ↑  Li, Dray-Novey & Kong 2007، صفحات 255–256
83. ↑  Picture Power:Tiananmen Standoff نسخة محفوظة 17 February 2009 على موقع واي باك مشين. BBC News.
84. ↑  "IOC: Beijing To Host 2022 Winter Olympics". The Huffington Post. Associated Press. 31 يوليو 2015. مؤرشف من الأصل في 2015-08-10. اطلع عليه بتاريخ 2015-08-11.
85. 1 2 3 4  Hu، Richard (2023). Reinventing the Chinese City. New York: دار نشر جامعة كولومبيا. ISBN:978-0-231-21101-7.
86. ↑  "Beijing". People's Daily. مارس 2001. مؤرشف من الأصل في 2008-05-18. اطلع عليه بتاريخ 2008-06-22.
87. ↑  "无标题文档". مؤرشف من الأصل في 2013-03-18. اطلع عليه بتاريخ 2013-02-18.
88. ↑  中国气象数据网 – WeatherBk Data (بالصينية المبسطة). إدارة الأرصاد الجوية الصينية. Archived from the original on 2018-09-05. Retrieved 2023-08-26.
89. ↑  "Experience Template" 中国气象数据网 (بالصينية المبسطة). إدارة الأرصاد الجوية الصينية. Archived from the original on 2023-04-04. Retrieved 2023-08-26.
90. ↑  Business Guide to Beijing and North-East China (ط. 2006–2007). Hong Kong: China Briefing Media. 2006. ص. 108. ISBN:978-988-98673-3-1. مؤرشف من الأصل في 2022-03-07. اطلع عليه بتاريخ 2009-07-22.
91. ↑  Shen، Wei (16 فبراير 2004). "Chorography to record rise and fall of Beijing's Hutongs". China Daily. مؤرشف من الأصل في 2008-03-08. اطلع عليه بتاريخ 2008-06-27.
92. 1 2  Gallagher، Sean (6 ديسمبر 2006). "Beijing's urban makeover: the 'hutong' destruction". Open Democracy. مؤرشف من الأصل في 2008-05-25. اطلع عليه بتاريخ 2008-06-27.
93. ↑  Amy Stone (Spring 2008). "Farewell to the Hutongs: Urban Development in Beijing". Dissent magazine  [لغات أخرى]‏. مؤرشف من الأصل في 2011-05-19. اطلع عليه بتاريخ 2011-07-14.{{استشهاد بمجلة}}:  صيانة الاستشهاد: علامات ترقيم زائدة (link)
94. ↑  Li, Dray-Novey & Kong 2007، صفحة 253
95. ↑  جاي ر. مكنيل, Something New Under the Sun: An Environmental History of the 20th-Century World. New York: Norton, 2000, (ردمك 978-0-14-029509-2).
96. ↑  مارك زد. جاكوبسون, Son V. Nghiem, Alessandro Sorichetta, Natasha Whitney, Ring of impact from the mega-urbanization of Beijing between 2000 and 2009. In: مجلة البحوث الجيوفيزيائية: Atmospheres 120, Issue 12, (2015), 5740–5756, دُوِي:10.1002/2014JD023008.
97. ↑  Peter Sheehan, Enjiang Cheng, Alex English, Fanghong Sun, China's response to the air pollution shock. In: Nature Climate Change 4, (2014), 306–309, دُوِي:10.1038/nclimate2197.
98. ↑  David G. Streetsa, Joshua S. Fub, Carey J. Jangc, Jiming Haod, Kebin Hed, Xiaoyan Tange, Yuanhang Zhange, Zifa Wangf, Zuopan Lib, Qiang Zhanga, Litao Wangd, Binyu Wangc, Carolyne Yua, Air quality during the 2008 Beijing Olympic Games accessed 23 April 2012
99. 1 2  "Green Olympics Effort Draws UN Environment Chief to Beijing". سندانس تي في. مؤرشف من الأصل في 2012-03-20.
100. ↑  "Beijing petrol stations to close". BBC News. 15 فبراير 2008. مؤرشف من الأصل في 2008-02-18. اطلع عليه بتاريخ 2008-02-15.
101. ↑  Yardley، Jim (24 يناير 2008). "Smoggy Beijing Plans to Cut Traffic by Half for Olympics, Paper Says". The New York Times. مؤرشف من الأصل في 2009-04-17. اطلع عليه بتاريخ 2009-07-22.
102. ↑  "Post-Olympics Beijing car restrictions to take effect next month". News.xinhuanet.com. 28 سبتمبر 2008. مؤرشف من الأصل في 2008-12-16. اطلع عليه بتاريخ 2010-06-01.
103. ↑  "Only 'green' vehicles permitted to enter Beijing". Autonews.gasgoo.com. 22 مايو 2009. مؤرشف من الأصل في 2009-05-27. اطلع عليه بتاريخ 2010-06-01.
104. ↑  "China: Beijing launches Euro 4 standards". Automotiveworld.com. 4 يناير 2008. مؤرشف من الأصل في 2010-04-27. اطلع عليه بتاريخ 2010-06-01.
105. ↑  Stanway، David (23 يوليو 2014). "Beijing shuts big coal-fired power plant to ease smog –Xinhua". Reuters. مؤرشف من الأصل في 2016-06-30. اطلع عليه بتاريخ 2016-05-31.
106. ↑  Chang، Lyu (24 مارس 2015). "Beijing shuts two more coal-fired power plants". The China Daily. مؤرشف من الأصل في 2016-06-30. اطلع عليه بتاريخ 2016-05-31.
107. 1 2  James West, Mother Jones نسخة محفوظة 29 April 2017 على موقع واي باك مشين.. 18 January 2013.
108. 1 2  "Beijing to switch from coal to gas to go green". China Daily نسخة محفوظة 5 December 2013 على موقع واي باك مشين.. 8 March 2012.
109. ↑  "Detecting the Heavy Metal Concentration of PM2.5 in Beijing", Greenpeace.org. 8 June 2013.
110. ↑  Demick، Barbara (2 أكتوبر 2009). "Communist China celebrates 60th anniversary with instruments of war and words of peace". لوس أنجلوس تايمز. مؤرشف من الأصل في 2009-10-14. اطلع عليه بتاريخ 2009-10-11.
111. ↑  Liu، Charles (12 مايو 2016). ""Parade Blue" Joins "APEC Blue" as Distant Memories as Nasty Air Returns to Beijing". The Nanfang. مؤرشف من الأصل في 2016-11-28. اطلع عليه بتاريخ 2016-11-28.
112. ↑  Wong، Edward (9 ديسمبر 2015). "As Beijing Shuts Down Over Smog Alert, Worse-Off Neighbors Carry On". The New York Times. ISSN:0362-4331. مؤرشف من الأصل في 9 ديسمبر 2015. اطلع عليه بتاريخ 9 ديسمبر 2015.
113. ↑  "Beijing issues second red alert for choking smog". ABC News. ABC. 18 ديسمبر 2015. مؤرشف من الأصل في 2015-12-18. اطلع عليه بتاريخ 2015-12-18.
114. ↑  Greenstone, Michael (12 Mar 2018). "Four Years After Declaring War on Pollution, China Is Winning". The New York Times (بالإنجليزية الأمريكية). ISSN:0362-4331. Archived from the original on 2019-01-11. Retrieved 2019-01-15.
115. 1 2 3 4  Li، David Daokui (2024). China's World View: Demystifying China to Prevent Global Conflict. New York, NY: دار دبيلو دبليو نورتون وشركاؤه  [لغات أخرى]‏. ISBN:978-0-393-29239-8.{{استشهاد بكتاب}}:  صيانة الاستشهاد: علامات ترقيم زائدة (link)
116. ↑  "Capital's PM2.5 levels continue to fall". مؤرشف من الأصل في 2024-03-02. اطلع عليه بتاريخ 2024-03-02.
117. ↑  首页. Beijing Municipal Web. مؤرشف من الأصل في 2015-12-29.
118. 1 2  Barbara Demick (29 أكتوبر 2011). "U.S. Embassy air quality data undercut China's own assessment". لوس أنجلوس تايمز. مؤرشف من الأصل في 2011-11-07. اطلع عليه بتاريخ 2011-11-07. (login required)
119. ↑  "China says it made rain to wash off sand". إن بي سي نيوز. 5 مايو 2006. مؤرشف من الأصل في 2020-08-14. اطلع عليه بتاريخ 2009-07-22.
120. ↑  "Beijing hit by eighth sandstorm". BBC News. 17 أبريل 2006. مؤرشف من الأصل في 2009-09-30. اطلع عليه بتاريخ 2009-07-22.
121. ↑  Weaver، Lisa Rose (4 أبريل 2002). "More than a dust storm in a Chinese teacup". CNN. مؤرشف من الأصل في 2007-01-13. اطلع عليه بتاريخ 2008-02-07.
122. ↑  "Beijing – Administration and society – Government". Britannica Online Encyclopedia. 2008. مؤرشف من الأصل في 2008-06-09. اطلع عليه بتاريخ 2008-06-16.
123. ↑  国家统计局统计用区划代码. المكتب الوطني الصيني للإحصاء. مؤرشف من الأصل في 2013-04-05. اطلع عليه بتاريخ 2015-11-24.
124. ↑  2017年度北京市土地利用现状汇总表. ghgtw.beijing.gov.cn. مؤرشف من الأصل في 2019-01-13. اطلع عليه بتاريخ 2019-01-13.
125. 1 2  国务院人口普查办公室、国家统计局人口和社会科技统计司编 (2022).  中国2020年人口普查分县资料. Beijing: China Statistics Print. ISBN:978-7-5037-9772-9.
126. ↑  《中国民政统计年鉴2012》
127. 1 2 3 4  北京市第三中级人民法院、北京市人民检察院第三分院同日成立. Xinhua (بالصينية). 6 Aug 2013. Archived from the original on 2013-09-29. Retrieved 2013-08-21.{{استشهاد بخبر}}:  صيانة الاستشهاد: لغة غير مدعومة (link)
128. ↑  北京市高级人民法院关于我市中级人民法院管辖调整有关问题的规定（暂行）. chinacourt.org (بالصينية). 2 Aug 2013. Archived from the original on 2013-08-14. Retrieved 2013-08-21.{{استشهاد ويب}}:  صيانة الاستشهاد: لغة غير مدعومة (link)
129. ↑  Historical GDP of Beijing published on Beijing Statistical Yearbook 2017, ALSO see Beijing GDP Revision (Chinese) نسخة محفوظة 13 December 2017 على موقع واي باك مشين. (10 October 2017)
130. ↑  "Global Wealth PPP Distribution: Who Are The Leaders Of The Global Economy? - Full Size". www.visualcapitalist.com. مؤرشف من الأصل في 2021-10-20. اطلع عليه بتاريخ 2022-01-16.
131. ↑  "Jones Lang LaSalle Research Report – Five years after the Olympics – Growth in Beijing has continued, what to expect next?" نسخة محفوظة 18 May 2014 على موقع واي باك مشين. August 2013
132. ↑  "2022 Global 500 in Beijing". Fortune (بالإنجليزية). Archived from the original on 2022-08-10. Retrieved 2022-08-09.
133. ↑  "Chinese companies top list of Fortune 500". global.chinadaily.com.cn. مؤرشف من الأصل في 2022-08-09. اطلع عليه بتاريخ 2022-08-09.
134. ↑  Shapiro، Ariel R. "Beijing is 'Billionaire Capital of the World'". مؤرشف من الأصل في 2018-07-09. اطلع عليه بتاريخ 2018-07-19.
135. ↑  "Beijing is new 'billionaire capital'". BBC News. 25 فبراير 2016. مؤرشف من الأصل في 2018-07-19. اطلع عليه بتاريخ 2018-07-19.
136. ↑  Wealth, New World. "The Wealthiest Cities in the World 2021". New World Wealth (بen-ZA). Archived from the original on 2022-01-22. Retrieved 2022-01-27.{{استشهاد ويب}}:  صيانة الاستشهاد: لغة غير مدعومة (link)
137. ↑  "GaWC – The World According to GaWC 2020". www.lboro.ac.uk. مؤرشف من الأصل في 2020-08-24. اطلع عليه بتاريخ 2021-02-26.
138. ↑  "The Global Financial Centres Index 29" (PDF). Long Finance. مارس 2021. مؤرشف من الأصل (PDF) في 2021-03-22. اطلع عليه بتاريخ 2021-03-18.
139. ↑  "Beijing tops the world as most competitive city in the era of Covid-19". South China Morning Post (بالإنجليزية). 9 Dec 2020. Archived from the original on 2020-12-12. Retrieved 2020-12-12.
140. 1 2  "北京统计年鉴2022". nj.tjj.beijing.gov.cn. مؤرشف من الأصل في 2023-06-27. اطلع عليه بتاريخ 2023-08-15.
141. ↑  صندوق النقد الدولي صندوق النقد الدولي ( نسخة محفوظة 24 October 2022 على موقع واي باك مشين.) data; exchange rate of CN¥ to US$ is according to State Administration of Foreign Exchange, published on http://www.stats.gov.cn/tjsj/ndsj/2022/indexch.htm نسخة محفوظة 13 February 2023 على موقع واي باك مشين. China Statistical Yearbook .
142. 1 2 3 4 5 6 7 8 9 10  NBS Beijing investigatory team (国家统计局北京调查总队) (13 Feb 2014). 北京市2013年国民经济和社会发展统计公报 (بالصينية). Beijing Bureau of Statistics. Archived from the original on 2014-03-10.{{استشهاد ويب}}:  صيانة الاستشهاد: لغة غير مدعومة (link)
143. ↑  北京五年淘汰140余家"三高"企业.  北京商报 (بالصينية). 17 Nov 2010. Archived from the original on 2014-11-29. Retrieved 2014-11-18.{{استشهاد بخبر}}:  صيانة الاستشهاد: لغة غير مدعومة (link)
144. ↑  "Capital Steel opens new branch to step up eastward relocation". صحيفة الشعب اليومية Online. 23 أكتوبر 2005. مؤرشف من الأصل في 2008-12-16. اطلع عليه بتاريخ 2008-10-24.
145. ↑  Spencer، Richard (18 يوليو 2008). "Beijing abandons Mao's dream of workers' paradise". ديلي تلغراف. London. مؤرشف من الأصل في 2008-08-19. اطلع عليه بتاريخ 2019-04-25.
146. ↑  六大功能区 (بالصينية). Archived from the original on 2013-09-14. Retrieved 2014-11-18.{{استشهاد ويب}}:  صيانة الاستشهاد: لغة غير مدعومة (link)
147. ↑  Tu، Lufang (涂露芳) (9 أكتوبر 2013). 六大功能区创造北京四成多GDP. Beijing Daily. مؤرشف من الأصل في 2013-10-14.
148. ↑  北京市统计局 六大高端产业功能区主要经济指标 (بالصينية). Beijing Bureau of Statistics. 12 Aug 2014. Archived from the original on 2014-11-29. Retrieved 2014-11-18.{{استشهاد ويب}}:  صيانة الاستشهاد: لغة غير مدعومة (link)
149. ↑  "Statistical Communique on the 2003 National Economic and Social Development of the City of Beijing". Beijing Municipal Bureau of Statistics. 12 فبراير 2004. مؤرشف من الأصل في 2008-03-05. اطلع عليه بتاريخ 2008-03-15.
150. ↑  "ShiJingShan". Beijing Economic Information Center. مؤرشف من الأصل في 2008-11-20. اطلع عليه بتاريخ 2008-06-22.
151. ↑  "Pirates weave tangled web on 'Spidey'". هوليوود ريبورتر. Reuters. 27 أبريل 2007. مؤرشف من الأصل في 2007-04-29. اطلع عليه بتاريخ 2008-03-15.
152. ↑  Justina، Crabtree (20 سبتمبر 2016). "A tale of megacities: China's largest metropolises". CNBC. مؤرشف من الأصل في 2017-12-09. اطلع عليه بتاريخ 2017-12-08. slide 4
153. ↑  OECD Urban Policy Reviews: China 2015, OECD READ edition (بالإنجليزية). منظمة التعاون الاقتصادي والتنمية. 2015. p. 37. DOI:10.1787/9789264230040-en. ISBN:978-92-64-23003-3. ISSN:2306-9341. Archived from the original on 2017-03-27. Retrieved 2017-12-08.Linked from the OECD here نسخة محفوظة 9 December 2017 على موقع واي باك مشين.
154. ↑  "Age Composition and Dependency Ratio of Population by Region (2004) in China Statistics 2005". مؤرشف من الأصل في 2010-12-04. اطلع عليه بتاريخ 2010-07-05.
155. 1 2  Roxburgh, Helen (19 Mar 2018). "China's radical plan to limit the populations of Beijing and Shanghai". The Guardian (بالإنجليزية). Archived from the original on 2018-04-09. Retrieved 2018-08-16.
156. ↑  "China to move half a million people from Beijing to new city". The Economic Times. مؤرشف من الأصل في 2020-02-29. اطلع عليه بتاريخ 2019-12-13.
157. ↑  "A plan to build a city from scratch that will dwarf New York". The Economist. 6 أبريل 2017. مؤرشف من الأصل في 2019-12-13. اطلع عليه بتاريخ 2019-12-13.
158. 1 2  北京市2010年第六次全国人口普查主要数据情况. Beijing Bureau of Statistics. مؤرشف من الأصل في 2014-02-19.
159. ↑  北京市少数民族人口状况 (بالصينية). Beijing Bureau of Statistics. 30 May 2011. Archived from the original on 2014-02-03.{{استشهاد ويب}}:  صيانة الاستشهاد: لغة غير مدعومة (link)
160. ↑  在北京外国人数量或已达20万人 超过市人口总数1%.  中国新闻网 (بالصينية). 9 Oct 2010. Archived from the original on 2014-11-29. Retrieved 2014-11-22.{{استشهاد بخبر}}:  صيانة الاستشهاد: لغة غير مدعومة (link)
161. 1 2  北京的宗教文化 (بالصينية). 11 Jul 2008. Archived from the original on 2017-04-16. Retrieved 2015-08-14.{{استشهاد بخبر}}:  صيانة الاستشهاد: لغة غير مدعومة (link)
162. ↑  Lai, Hongyi. China's Governance Model: Flexibility and Durability of Pragmatic Authoritarianism. Routledge, 2016. (ردمك 1-317-85952-9). p. 167
163. ↑  China General Social Survey (CGSS) 2009. Report by: Xiuhua Wang (2015, p. 15) نسخة محفوظة 25 September 2015 على موقع واي باك مشين.
164. ↑  Min Junqing. The Present Situation and Characteristics of Contemporary Islam in China. JISMOR, 8. 2010 Islam by province, p. 29 نسخة محفوظة 27 April 2017 على موقع واي باك مشين.. Data from: Yang Zongde, Study on Current Muslim Population in China, Jinan Muslim, 2, 2010.
china dictatorship
165. ↑  北京市道教协会协会简介. Beijing Taoist Association. مؤرشف من الأصل في 2015-08-14. اطلع عليه بتاريخ 2015-08-14.
166. ↑  伊斯兰教简介 (بالصينية). Beijing Bureau of Ethnic Affairs. Archived from the original on 2017-01-30. Retrieved 2016-04-03.{{استشهاد ويب}}:  صيانة الاستشهاد: لغة غير مدعومة (link) Accessed 4 April 2016
167. ↑  北京市清真寺文物等级 (بالصينية). Beijing Bureau of Ethnic Affairs. Archived from the original on 2016-04-16. Retrieved 2016-04-03.{{استشهاد ويب}}:  صيانة الاستشهاد: لغة غير مدعومة (link) Accessed 4 April 2016
168. ↑  "Beijing's Muslim community celebrates holy month of Ramadan", جريدة جنوب الصين الصباحية (بالإنجليزية), 14 Apr 2021, Archived from the original on 2021-10-27, Retrieved 2021-05-22
169. ↑  "China: Beijing's Muslim community gathers for Eid prayers at mosque", وكالة فرانس برس (بالإنجليزية), 13 May 2021, Archived from the original on 2021-10-27, Retrieved 2021-05-22
170. ↑  朝阳文化--文化遗产. 24 سبتمبر 2015. مؤرشف من الأصل في 2015-09-24. اطلع عليه بتاريخ 2019-02-21.
171. ↑  北京市部分清真寺介绍 (بالصينية). Beijing Bureau of Ethnic Affairs. Archived from the original on 2016-04-16. Retrieved 2016-04-03.{{استشهاد ويب}}:  صيانة الاستشهاد: لغة غير مدعومة (link) Accessed 4 April 2016
172. ↑  Eric Widmer, The Russian Ecclesiastical Mission in Peking During the Eighteenth Century, p. 23, 1976, (ردمك 0-674-78129-5) Google Books نسخة محفوظة 6 September 2015 على موقع واي باك مشين.
173. ↑  "The top cities for research in the Nature Index". www.natureindex.com. 25 سبتمبر 2020. مؤرشف من الأصل في 2020-10-20. اطلع عليه بتاريخ 2020-09-27.
174. ↑  "Leading 200 science cities in SDG research". www.natureindex.com. مؤرشف من الأصل في 2021-09-27. اطلع عليه بتاريخ 2021-09-27.
175. ↑  "Leading 25 science cities in Earth & environmental sciences". www.natureindex.com. مؤرشف من الأصل في 2021-09-27. اطلع عليه بتاريخ 2021-09-27.
176. ↑  "Leading 50 science cities in physical sciences". www.natureindex.com. مؤرشف من الأصل في 2021-09-27. اطلع عليه بتاريخ 2021-09-27.
177. ↑  "Leading 50 science cities in chemistry". www.natureindex.com. مؤرشف من الأصل في 2021-09-27. اطلع عليه بتاريخ 2021-09-27.
178. ↑  2015年北京市高校名单（共91所）. gaokao.com. 22 مايو 2015. مؤرشف من الأصل في 2016-11-30. اطلع عليه بتاريخ 2016-11-29.
179. ↑  "Top 10 Chinese cities with most higher education institutions". www.chinadaily.com.cn. مؤرشف من الأصل في 2022-08-05. اطلع عليه بتاريخ 2022-08-08.
180. ↑  "World University Rankings 2022". Times Higher Education (THE) (بالإنجليزية). 25 Aug 2021. Archived from the original on 2015-06-29. Retrieved 2021-09-03.
181. ↑  "Asia University Rankings". Times Higher Education (THE) (بالإنجليزية). 28 May 2020. Archived from the original on 2020-06-04. Retrieved 2020-09-27.
182. ↑  "Eastern stars: Universities of China's C9 League excel in select fields". Times Higher Education (THE) (بالإنجليزية). 17 Feb 2011. Archived from the original on 2021-02-25. Retrieved 2021-02-25.
183. ↑  "'World-class' universities list expanded". global.chinadaily.com.cn. مؤرشف من الأصل في 2022-10-30. اطلع عليه بتاريخ 2022-12-03.
184. ↑  "Top 10 institutions in Beijing". www.natureindex.com. مؤرشف من الأصل في 2020-09-20. اطلع عليه بتاريخ 2020-09-27.
185. ↑  "Best universities in Beijing". Times Higher Education (THE) (بالإنجليزية). 29 Oct 2020. Archived from the original on 2021-01-24. Retrieved 2020-12-07.
186. ↑  "Beijing". QS Top Universities (بالإنجليزية). 30 Nov 2015. Archived from the original on 2020-10-30. Retrieved 2020-12-07.
187. ↑  "Beijing 985 Project Universities | Study in China | CUCAS". www.cucas.cn. مؤرشف من الأصل في 2021-04-27. اطلع عليه بتاريخ 2021-02-25.
188. ↑  "Beijing 211 Project Universities | Study in China | CUCAS". www.cucas.cn. مؤرشف من الأصل في 2021-04-27. اطلع عليه بتاريخ 2021-02-25.
189. ↑  "Nature Index tables 2012–2013". Nature (بالإنجليزية). 515 (7526): S98–S108. 2014. DOI:10.1038/515S98a. ISSN:1476-4687. PMID:25390156. S2CID:205083319.
190. ↑  "2016 tables: Institutions | 2016 tables | Institutions | Nature Index". www.natureindex.com. مؤرشف من الأصل في 2020-11-27. اطلع عليه بتاريخ 2020-11-19.
191. ↑  "Institution outputs | Nature Index". www.natureindex.com. 20 أغسطس 2018. مؤرشف من الأصل في 2020-01-08. اطلع عليه بتاريخ 2020-11-19.
192. ↑  "2023 tables: Institutions | Annual tables | Nature Index". www.nature.com. مؤرشف من الأصل في 2023-07-26. اطلع عليه بتاريخ 2023-07-27.
193. ↑  PISA 2018: Insights and Interpretations (PDF)، منظمة التعاون الاقتصادي والتنمية، 3 ديسمبر 2019، مؤرشف (PDF) من الأصل في 2020-12-09، اطلع عليه بتاريخ 2021-02-25
194. ↑  "Beijing, Jeonju, and Norwich named UNESCO Creative Cities | ASEF culture360". culture360.asef.org (بالإنجليزية). Archived from the original on 2018-10-04. Retrieved 2018-10-03.
195. ↑  "The Imperial Palace of the Ming and Qing Dynasties" (PDF). موقع تراث عالمي. 29 ديسمبر 1986. مؤرشف (PDF) من الأصل في 2009-03-26. اطلع عليه بتاريخ 2009-07-22.
196. ↑  "Beihai Park Behind Behai park locates Hou Hai, which is one of the most popular visited tourist places. Hou hai is the largest of the three lakes, along with Qianhai (lit. the "Front Lake") and Xihai (lit. the "Western Lake"), that comprise Shichahai, the collective name for the three northernmost lakes in central Beijing. Since the early 2000s, the hutong neighborhood around Houhai has become known for its nightlife as many residences along the lake shore have been converted into restaurants, bars, and cafes". موقع تراث عالمي. مؤرشف من الأصل في 2007-07-02.
197. ↑  Littlewood, Misty and Mark Littlewood (2008). Gateways to Beijing: a travel guide to Beijing. Armour Publishing Pte Ltd. ص. 182. ISBN:978-981-4222-12-9.
198. ↑  "Summer Palace, an Imperial Garden in Beijing". موقع تراث عالمي. مؤرشف من الأصل في 2008-07-24. اطلع عليه بتاريخ 2008-08-04.
199. ↑  (Chinese) [北京地区博物馆名录（截止2008年6月）] 6 January 2009[استشهاد منقوص البيانات]
200. ↑  "About Beijing". مؤرشف من الأصل في 29 سبتمبر 2008.
201. 1 2  "Beijing's Museums & Galleries". مؤرشف من الأصل في 2008-08-13. اطلع عليه بتاريخ 2008-08-19.
202. ↑  "Temple of Heaven: an Imperial Sacrificial Altar in Beijing". موقع تراث عالمي. مؤرشف من الأصل في 2008-08-01. اطلع عليه بتاريخ 2008-08-04.
203. ↑  "Imperial Tombs of the Ming and Qing Dynasties". موقع تراث عالمي. 10 ديسمبر 2003. مؤرشف من الأصل في 2009-08-02. اطلع عليه بتاريخ 2009-07-22.
204. ↑  "Peking Man Site at Zhoukoudian". موقع تراث عالمي. مؤرشف من الأصل في 2008-07-23. اطلع عليه بتاريخ 2008-08-04.
205. ↑  "The Great Wall". موقع تراث عالمي. مؤرشف من الأصل في 2008-07-31. اطلع عليه بتاريخ 2008-08-04.
206. ↑  Töre, Özgür (22 Oct 2018). "WTTC reveals the world's best performing tourism cities". ftnnews.com (بالإنجليزية البريطانية). Archived from the original on 2021-08-07. Retrieved 2021-08-07.
207. ↑  "APAC: amusement and theme park attendance by facility 2021". Statista (بالإنجليزية). 3 Jan 2023. Archived from the original on 2023-08-11. Retrieved 2023-08-11.
208. ↑  第二批市级非物质文化遗产名录 نسخة محفوظة 27 September 2022 على موقع واي باك مشين. beijing.gov.cn
209. ↑  第四批市级非物质文化遗产名录 نسخة محفوظة 6 October 2022 على موقع واي باك مشين. beijing.gov.cn
210. ↑  第五批市级非物质文化遗产名录 beijing.gov.cnنسخة محفوظة 27 September 2022 على موقع واي باك مشين.
211. ↑  "Browse the Lists of Intangible Cultural Heritage and the Register of good safeguarding practices". Intangible Cultural Heritage. يونسكو. مؤرشف من الأصل في 2022-04-18. اطلع عليه بتاريخ 2022-03-31.
212. ↑  "Jingxi". Britannica Online Encyclopedia. 2008. مؤرشف من الأصل في 2008-05-03. اطلع عليه بتاريخ 2008-06-16.
213. ↑  "Welcome". chinabandy.org. مؤرشف من الأصل في 2016-03-04. اطلع عليه بتاريخ 2016-11-10.
214. ↑  The Official website of the 2019 FIBA Basketball World Cup نسخة محفوظة 27 May 2017 على موقع واي باك مشين., FIBA.com, Retrieved 9 March 2016.
215. ↑  "Beijing builds on stadium success by adding to 2008's architectural legacy". International Olympic Committee. 15 أغسطس 2018. مؤرشف من الأصل في 2023-03-26. اطلع عليه بتاريخ 2023-05-01.
216. ↑  "图解北京冬奥场馆：从"雪如意"、"冰丝带"到炼钢厂旧址上的大跳台". BBC News 中文 (بالصينية المبسطة). Archived from the original on 2023-02-14. Retrieved 2023-03-27.
217. ↑  Beijing Municipal Bureau of Statistics. "Statistical Communiqué on the National Economy and Social Development of Beijing in 2019". Beijing Stat Bureau. مؤرشف من الأصل في 2020-07-21. اطلع عليه بتاريخ 2020-05-31.
218. ↑  北京市火车站大全. oklx.com. مؤرشف من الأصل في 2006-03-30. اطلع عليه بتاريخ 2011-08-08.
219. ↑  "Beijingers spend lives on road as traffic congestion worsens". China Daily. Xinhua News Agency. 6 أكتوبر 2003. مؤرشف من الأصل في 2009-07-24. اطلع عليه بتاريخ 2009-07-22.
220. ↑  "Automobile numbers could be capped". China Daily. مؤرشف من الأصل في 2010-11-09. اطلع عليه بتاريخ 2010-05-13.
221. ↑  "Beijing city to have five mln cars on roads by year end". Gasgoo. 12 مايو 2010. مؤرشف من الأصل في 2013-01-02. اطلع عليه بتاريخ 2010-05-13.
222. ↑  "To Tackle Traffic Jam, Beijing Sets New Car Plate Quota, Limits Out-of-Towners". ChinaAutoWeb.com. مؤرشف من الأصل في 2010-12-28. اطلع عليه بتاريخ 2011-01-13.
223. ↑  "Beijing Standardizes Translations of Road Signs". Shanghai Daily at china.org.cn. 24 مارس 2006. مؤرشف من الأصل في 2011-02-08. اطلع عليه بتاريخ 2018-10-28.
224. ↑  北京大兴国际机场正式投运. Xinhua. 25 سبتمبر 2019. مؤرشف من الأصل في 2019-09-25. اطلع عليه بتاريخ 2019-10-28 – عبر سينا (شركة).
225. ↑  首都新机场跑道呈三纵一横分布 规划7条跑道. news.carnoc.com. مؤرشف من الأصل في 2016-03-05. اطلع عليه بتاريخ 2016-01-12.
226. ↑  "China plans to build world's biggest airport near Beijing". In.news.yahoo.com. 10 سبتمبر 2011. مؤرشف من الأصل في 2012-05-19. اطلع عليه بتاريخ 2011-10-31.
227. ↑  再见百年南苑，南苑机场正式结束民航运营 (بالصينية). 25 Sep 2019. Archived from the original on 2024-12-28. Retrieved 2019-09-25.{{استشهاد بخبر}}:  صيانة الاستشهاد: لغة غير مدعومة (link)
228. ↑  "Beijing grants three-day visa-free access". TTGmice. 6 ديسمبر 2012. مؤرشف من الأصل في 2013-06-05. اطلع عليه بتاريخ 2012-12-07.
229. ↑  "Beijing 72-hour Visa-free" ChinaTour.Net نسخة محفوظة 18 March 2015 على موقع واي باك مشين. Accessed 6 June 2014
230. ↑  "3条地铁新线开通 北京城市轨道交通运营总里程居全国首位-新华网". وكالة أنباء شينخوا. مؤرشف من الأصل في 2024-12-25. اطلع عليه بتاريخ 2025-01-02.
231. 1 2  "Beijing to Increase Public Transportation Fare Prices Next Month". english.cri.cn. مؤرشف من الأصل في 22 ديسمبر 2015. اطلع عليه بتاريخ 24 ديسمبر 2015.
232. ↑  Xin، Wen (14 أغسطس 2019). "Beijing's first dedicated bike lane eases traffic congestion". China Daily. مؤرشف من الأصل في 2020-07-23. اطلع عليه بتاريخ 2020-05-31.
233. ↑  "Ofo, Mobike, BlueGogo: China's Messy Bikeshare Market". What's on Weibo (بالإنجليزية الأمريكية). Archived from the original on 2017-08-06. Retrieved 2017-08-13.
234. ↑  北京市自然保护区名录（截至2011年底）. وزارة البيئة والإيكولوجيا (الصين). 24 أغسطس 2012. مؤرشف من الأصل في 2012-10-23. اطلع عليه بتاريخ 2013-04-06.
235. ↑  北京一级保护野生动物 (بالصينية المبسطة). Beijing Wildlife Conservation Association. Archived from the original on 2013-04-16. Retrieved 2013-04-04.
236. ↑  北京二级保护野生动物 (بالصينية المبسطة). Beijing Wildlife Conservation Association. Archived from the original on 2007-12-26. Retrieved 2013-04-04.
237. ↑  Michael Rank, Wild leopards of Beijing, Danwei.org نسخة محفوظة 2 May 2013 على موقع واي باك مشين. 31 July 2007
238. ↑  (Chinese) Beijing Aquatic Wildlife Rescue and Conservation Center Accessed 5 April 2013 نسخة محفوظة 23 August 2011 على موقع واي باك مشين.
239. ↑  70年解密大足鼠耳蝠吃鱼. sxrb.com (بالصينية المبسطة). 14 Apr 2007. Archived from the original on 2014-03-19. Retrieved 2013-09-19.
240. ↑  北京：候鸟翱翔野鸭湖 Xinhua (بالصينية المبسطة). 16 Nov 2016. Archived from the original on 2016-11-28. Retrieved 2016-11-27.
241. 1 2 3  北京开始"清网行动"保护候鸟 森林公安公布举报电话, 北京晚报. qianlong.com (بالصينية المبسطة). 30 Oct 2016. Archived from the original on 2016-11-28. Retrieved 2016-11-27.
242. ↑  Beijing Cuckoo Project نسخة محفوظة 28 November 2016 على موقع واي باك مشين. Accessed 28 November 2016
243. ↑  "With a Cuckoo's Journey from China, a Mystery is Solved, and Cheers Go Up" N.Y. Times نسخة محفوظة 28 November 2016 على موقع واي باك مشين. 11 November 2016
244. ↑  "北京集中一个月打击非法捕售鸟 抓获36名违法者" 新京报. The Beijing News. وكالة أنباء شينخوا. 31 أكتوبر 2016. مؤرشف من الأصل في 2016-11-09. اطلع عليه بتاريخ 2016-11-27.
245. 1 2  首都之窗-北京市政务门户网站-市花市树. eBeijing.gov.cn. مؤرشف من الأصل في 2013-04-13.
246. ↑  "AIIB: Who We Are". مؤرشف من الأصل في 2017-09-30. اطلع عليه بتاريخ 2020-08-21.
247. ↑  "Silk Road Fund_Overview". Silk Road Fund. مؤرشف من الأصل في 2020-10-30. اطلع عليه بتاريخ 2020-10-15.
248. ↑  "Shanghai Cooperation Organisation | SCO". eng.sectsco.org. مؤرشف من الأصل في 2022-03-07. اطلع عليه بتاريخ 2020-10-30.
249. ↑  "Sister cities of Beijing". english.beijing.gov.cn. مؤرشف من الأصل في 2020-07-01. اطلع عليه بتاريخ 2020-10-13.
250. ↑  "China now has more diplomatic posts than any other country". BBC News (بالإنجليزية البريطانية). 27 Nov 2019. Archived from the original on 2020-09-06. Retrieved 2020-10-15.
251. ↑  "Foreign Embassies in Beijing". english.beijing.gov.cn. مؤرشف من الأصل في 2020-10-18. اطلع عليه بتاريخ 2020-10-13.
252. ↑  "EMBASSIES & CONSULATES IN BEIJING". www.embassypages.com (بالإنجليزية). Archived from the original on 2020-11-06. Retrieved 2020-10-13.

## ثبت المراجع
- Elliott، Mark C. (2001). The Manchu Way: The Eight Banners and Ethnic Identity in Late Imperial China. Palo Alto, CA: Stanford University Press. ISBN:978-0-8047-4684-7. مؤرشف من الأصل في 2020-08-01. اطلع عليه بتاريخ 2009-07-22.
- Li، Lillian؛ Dray-Novey، Alison؛ Kong، Haili (2007). Beijing: From Imperial Capital to Olympic City. New York, NY: Palgrave Macmillan. ISBN:978-1-4039-6473-1.
- MacKerras، Colin؛ Yorke، Amanda (1991). The Cambridge Handbook of Contemporary China. Cambridge, England: مطبعة جامعة كامبريدج. ISBN:978-0-521-38755-2. اطلع عليه بتاريخ 2009-07-22. beiping beijing.

## للاستزادة
- Cotterell، Arthur. (2007). The Imperial Capitals of China: An Inside View of the Celestial Empire. London: Pimlico. ISBN:978-1-84595-009-5.
- Bonino، Michele؛ De Pieri، Filippo (2015). Beijing Danwei: Industrial Heritage in the Contemporary City. Berlin: Jovis. ISBN:978-3-86859-382-2. مؤرشف من الأصل في 2021-02-22. اطلع عليه بتاريخ 2015-10-10.
- Cammelli، Stefano (2004). Storia di Pechino e di come divenne capitale della Cina. Bologna: Il Mulino. ISBN:978-88-15-09910-5.
- Chen، Gaohua (2015). The Capital of the Yuan Dynasty. [Dadu or Khanbaliq]: Silkroad Press. (ردمك 978-981-4332-44-6، وردمك 978-981-4339-55-1) (Print & eBook).
- Harper، Damian (2007). Beijing: City Guide (ط. 7th). Oakland, California: Lonely Planet Publications. ISBN:978-1-74059-842-2.

## روابط خارجية
- Economic profile for Beijing at HKTDC
- Visit Beijing Official Website
- Photograph of The approach to Peking – outside the walls taken in 1890 by Sir Henry Norman  [لغات أخرى]‏

| سبقه هانغتشو (سلالة سونغ الحاكمة) | عاصمة الصين ‏ (باسم خانباليق ‏ وقت سلالة يوان الحاكمة) 1264–1368 | تبعه نانجينغ (سلالة مينغ الحاكمة) |
| سبقه نانجينغ (سلالة مينغ الحاكمة) | عاصمة الصين ‏ 1420–1928                                         | تبعه نانجينغ (تايوان)             |
| سبقه نانجينغ (تايوان)             | عاصمة جمهورية الصين الشعبية ‏ 1949–الآن                         | تبعه هي العاصمة الحالية           |